# 박중양
박중양(朴重陽, 일본식 이름: 朴忠重陽 호추 시게요, 1872년 5월 3일 ~ 1959년 4월 23일)은 대한제국과 일제강점기의 정치인이다. 조선총독부 중추원 부의장이다. 작위는 백작이다. 1945년 일본의 태평양 전쟁 직전까지 일본 제국의회 귀족원이다. 일제시대의 신념적인 친일파이다.
1897년(건양 1년) 일본 유학 후 1903년(광무 6년)부터 1년간 일본의 관료로 생활하다가 귀국, 대한제국의 관료가 되었다. 러일 전쟁에 일본군의 통역관으로 종군하였고, 그 뒤 유창한 일본어 실력과 언변으로 대한제국과 조선총독부의 신뢰를 얻기도 했다. 1905년에는 농상공부 주사로 대구에 파견나왔다가 진주 판관을 겸하였으며, 진주 판관 재직 중 진주성곽을 일부 철거하였다. 1906년에는 대구 군수로 있으면서 대구읍성을 철거, 해체를 주관하였다. 1908년(융희 2년) 경상북도 관찰사, 1910년(융희 4년) 8월 충청남도 관찰사를 지냈다. 경북관찰사 재직 중 단발령을 강제로 감행하였다.
1910년(융희 4년) 10월 한일 합방이후에도 계속 관직에 있었고, 1915년 조선총독부 중추원 찬의를 거쳐 1916년부터 1920년까지 중추원 참의, 1921년 2월 황해도지사, 1923년 2월 충청북도지사에 임명되었다. 1927년 관직에서 물러나 다시 중추원 참의가 되고 1928년 황해도지사가 되었다가 다시 중추원 참의가 되고, 1941년 중추원 고문이 되었다. 1941년 일본 귀족원 칙선의원에 선임되었으나 사양하였다. 1943년 10월 중추원 부의장을 거쳐 1945년 4월 일본 귀족원 칙선의원이 되었다.
독립 후 친일파로 몰려 규탄받았으나 소신을 굽히지 않았다. 1949년 1월 대구 침산동 자택에서 체포되어 반민특위에 기소되었으나 병보석으로 출감하였다. 만년에는 대구 오봉산 근처에 은거하며 이완용에 대한 변호, 이토 히로부미에 대한 존경심을 공공연히 드러냈으며, 이승만과 이시영, 함태영을 비롯한 독립운동가 출신 정치인들의 무능함을 수시로 조롱, 비방하였다. 술을 좋아하였으며, 한번에 일본 맥주 60병을 마셨고 소주는 40병까지 마신 일도 있으며, '박태백', '보리술 지사'라는 별칭이 붙기도 했다. 1907년에는 박중양이 맥주를 대음한 것이 신문 기사로도 보도되었다. 이토 히로부미(伊藤博文)의 문인이다.

## 생애

### 생애 초반

#### 출생과 가계

박중양

해악 박중양은 1872년 또는 1874년 5월 3일 경기도 양주군 주내에서 박정호(朴鼎鎬)와 그의 부인 전주 이씨의 아들로 태어났다. 처음 이름은 박원근이었고, 성인이 된 뒤 중양으로 개명하였다. 그의 출생 년대는 정확하지 않아 1872년생 설과 1874년생 설이 있다. 만년에 친일파로 몰려 단죄되었기 때문에 그의 출생년도는 다소 정확하지 않다.
그의 가계와 선대(先代) 역시 불확실한데, 반남 박씨라는 설과 밀양 박씨라는 설이 있다. 만년에 친일파로 몰려 단죄되었기 때문에 그의 정확한 가계 역시 전하지 않고 있다. 대구 오봉산 근처에는 그의 선조의 묘소 2기와 그의 내외 묘소, 아들 내외 묘소, 양주군에서 이장해 온 부모의 묘소가 20세기 말 무렵까지 존재했다 한다. 대구 오봉산 정상에는 그가 세운 '일소대'라는 기념비가 있었으나 독립 직후 파괴된다. 양주군 덕거리에 쌍분으로 있다 하는 그의 할아버지 박기숙(朴基肅+心)의 묘소 역시 불분명하며, 그 이상의 선대에 대해서는 알려진 것이 없다. 아버지 박정호에게 내려진 가선대부 규장각제학 벼슬은, 사후 그가 가선대부로 승진하면서 추증된 것이었다. 나중에 출세하면서 그는 다시 본적을 선대의 고향 근처인 달성군 북면 침산동(達城郡 北面 砧山洞)으로 옮기게 된다.
그는 선조들의 고향인 대구에 정착했다. 후일 그가 대구에 정착한 것에 대해 대구의 일부 지역사학자들은 "경기도가 고향인 박중양이 대구에 정착하게 된 것은 일본 정계실력자들과의 교분을 강화화기 위해 일본에서 서울로 가는 길목인 대구가 적지라고 판단했기 때문"이라고 보기도 했다.

#### 소년기
어려서부터 총명하고 기억력이 뛰어났다. 일본과 미국의 신문물을 시찰할 유학생을 선발하게 되면서 그에게도 기회가 열렸다. 첫 일본 시찰 유학생 선발에 응시하였으나 몇 번 낙방하였다. 1894년(고종 31년) 청일전쟁을 전후하여 경성에 있던 일본인과 긴밀하게 교제하였다. 청일전쟁이 발발하자 그는 일본의 승리를 예상하였는데, 그의 예상대로 일본이 승리하였다.
그러나 김옥균을 존경하던 그는 갑신정변의 실패를 보고 분노하였다. 특히 그는 김옥균을 유인해서 암살한 조선의 조정을 잔인하다며 지탄하였다. 연좌 제도와 악형이 존재하는 이상 조선과 같은 나라는 문명국으로 보기 어렵다고 규정했다. 개화파 인사들을 선각자로 보고 존경했지만 그들 가족들의 비참한 최후와 능지처참, 연좌제 등의 악형을 목격하면서 그는 조선이란 나라가 존재할 가치가 있는 나라인가에 일찍부터 의문을 품게 되었다. 1896년(고종 33년) 7월 한성부로 올라가 윤치호, 서재필, 이상재 등이 만든 독립협회에 참여하였다.
1896년(고종 33년) 10월 11일 관비 유학생에 선발되어 일본 도쿄로 유학하였다. 10월 11일 상선 아카시마루(明石丸) 편으로 일본에 도착, 10월 12일 도쿄로 올라갔다. 일본 효고현 지사 스후 고헤이(周布公平)는 이들을 면담, 일본 입국 목적을 파악하여 10월 13일 외무대신 오쿠마 시게노부에게 보고하였다. 박중양은 일본에 온 이유를 "게이오기주쿠 입학을 위해서"고 했다. 이때까지도 그는 박원근(朴源根)이라는 이름을 사용했다.

#### 일본 유학 생활

##### 도일과 중학교 재학
1897년(고종 34년) 관비유학생 자격으로 약 7년간 일본에서 유학하였는데, 그해 도쿄 중학교를 수료하였다. 유학생활하면서 기독교 목사 혼다 요이치(일본어: 本多庸一)를 만나 혼다 요이치의 식객으로 생활하다가, 그가 경영하던 아오야마학원(靑山學院) 중학부에서 수학하였다. 이 무렵 그는 이토 히로부미를 찾아가 가르침을 청했다. 이토는 일본을 배우겠다는 그에게 사람들의 의식 수준과 치안, 행정 관서들을 잘 보라고 충고해주었고, 그의 권고로 경찰과 행정 쪽을 유심히 보게 된다.
국비장학생으로 일본에 건너간 그는 생활비를 자신이 직접 아르바이트로 조달했다. 그는 오랫동안 일기를 남겼는데 후일 그의 가택을 조사하다가 일기장을 발견한 반민특위의 한 조사관은 '일자무식, 돈 한푼 없이 일본으로 건너간 박중양이 살아온 역사가 그대로 적혀 있었다.'고 평하였다. 일본 유학 중 그는 독립협회와 만민공동회의 해산 소식을 접한다. 독립협회와 만민공동회의 해체과정을 지켜본 그는 협회를 해산시킨 '무지한 애국자'들을 조롱하였다. 그는 "애국심을 핑계로 자유를 박탈하는 것을 당연하게 여긴다, 애국심만 있으면 뭐든 용서된다고 믿는 얼간이들이 많다"며 조소했다. 황제의 말이라면 무조건 따르는 무지한 수준으로는 독립이 불가능하며 그런 수준으로는 독립을 달성하더라도 이내 다른 외세의 식민지가 될 것이라고 전망했다. 갑신정변의 실패와 연좌제도 적용, 이어 독립협회와 만민공동회까지 강제 해산당하자 그는 분개한다.
중학생 재학 때부터 그는 하교시간, 방과후를 이용해 이토 히로부미의 서실을 찾아가 그의 문인이 되었다. 당시 이토 히로부미는 퇴청 후 별도의 서실을 열고 학교 진학 형편이 되지 않는 젊은이들에게 글을 가르치거나, 학교에 다니는 학생들을 대상으로 방과후에 정치, 사상, 철학 등을 강의하였다. 우연히 이토의 문하에 찾아가게 된 그는 가난한 조선인 유학생이라는 이유로 일본인 젊은이들의 멸시와 무시를 당했지만, 이토 히로부미는 그가 가난한 조선인이라는 점을 차등대우하거나 무시하지 않고 자신의 서실에 오도록 받아들였다. 그는 이토가 편견없이 자신을 문하에 받아준 것에 깊이 감격하였다.

##### 자객의 침입과 신변 위협
아오야마학원 중학교 재학 시절부터 그는 대한제국 정부가 파견한 자객의 미행을 받게 되었다.
그 무렵 1900년(광무 3년)에 도일 유학을 했던 한 유학생의 회고록에 의해서 당시 일본의 정황을 살피면, 동경역 부근은 잡초가 우거진 허허 벌판이었고 , 철도 마차가 똥 오줌을 갈기며 현재 일류 번화가인 은좌 거리를 질주하던 시대였다고 한다.
그 유학생에 의하면 '당시 한국인 유학생 들은 조성근, 노백린, 박중양, 장도, 이갑, 류동렬 등 선배 동급생을 합쳐서 50 명 내외였다'고 한다. 이들은 박영효가 국사범으로 망명해 오자 전원이 박영효의 졸도(卒徒)인 양 오해를 받아서 한때는 대한제국 정부가 밀파한 자객의 미행을 받기도 하였다. 박영효의 거처를 탐지해 내기 위해서 인데, 그 자객의 행위를 경계하기 위해서 일인 형사가 으레 미행을 하기 마련이었다. 중학생이던 박중양 역시 예외는 아니었다.
익명의 유학생에 의하면 '한인 유학생 하나가 나타났다 하면 험상 궂은 자객과 일인 형사가 마치 쥐가 서로 꼬리를 물듯 미행하면서 자못 살풍경 하던 시절' 이었다. 그러나 그들 초기 유학생 들은 누구나가 신 국가 건설의 역군을 자부하면서 여간 기개가 드높지 않았다. 박중양은 자신에게 장학금을 주어 관비 장학생으로 일본에 파견해놓고, 오히려 간첩 취급하여 자객을 보낸 대한제국 정부에 다시 한번 실망하게 되며 조선을 혐오하기 시작한다.

##### 도쿄부기학교 재학 시절
1900년(광무 3년) 야오야마 학원 보통중학과를 졸업하고 도쿄부기학교(東京簿記學校)에 입학하였다. 도쿄부기학교에서는 은행업무를 배우고 1903년 졸업했다. 이 무렵 그는 한국 이름 대신 야마모토 신(山本信)이라는 일본이름을 사용했다. 도쿄부기학교 재학 중인 1900년부터 1903년까지 도쿄 경시청에 경찰 제도 연구생으로 들어가 경찰 사무와 감옥 제도를 연구했다. 일본에 체류하는 동안 그는 일본의 문물과 정치 제도를 유심히 시찰했다.
| “ | 나는 일본 정권을 파악하고 동양의 평화를 계략하고자 연구하였다. 일본 제국 정권이 정당 수중으로 집중된 이래 정권쟁탈이 당 간에 격심하여 지나인 군벌의 투쟁과 다르지 않다. 정당 정치가 된 연후의 정치 운행이 의원 다수가 포위하면 승리이다. 따라서 비열한 행동이 적지 않고 정치가 점차 부패해졌다. 동경에 저택을 두고 경도 등지의 별장생활을 하면서 일본의 정당인들과 교류하고 그들의 생활 비용을 원조하며 그들의 심저를 섭취하면서 다수 의원을 포섭하는 것이 불가능하지 않고, 나의 이상적 대업을 능히 이루리라 자부 기대하였다. 요컨대 군비다. 금(金)은 많고 적음의 문제다. 봉건시대 일본인들은 황금으로 교섭이 불가능했지만 지금의 일본 정당은 황금 만능 시대로 변성하였다. 일본 제국 정권을 파악하고 동양 대책을 위해 능히 이루리라 내심 자부, 연구하였다. | ” |

금(金)은 많고 적음의 문제라며 재물을 모으는 것을 부도덕한 것으로 모는 것은 의미없는 짓이라고 규정했다. 그는 장차 수도를 평양으로 천도하고 조선에 의회 제도를 도입하며, 중립 외교를 견지하며 신생독립국들과 협력하는 중립국을 장차 조선의 이상적인 모델로 내다봤다. 평양 도시로 천도하고, 조선을 정치 중심으로 신생국가와 협력하여 동양평화를 보지하고 동양을 동양인의 실력으로 보전하기를 염원하였다.
그는 야마모토라는 일본식 이름과 유창한 일본어 실력으로 일본 관료들과도 친분을 쌓을 수가 있었다. 후일 경기도 도장관이 된 히가키 나오스케(檜垣直右)나 충청북도 장관이 된 스즈키 다카시(鈴木隆)도 이때 사귀었던 인물들이다.

#### 이토 히로부미의 총애
도쿄에 관비 유학생으로 간 박중양은 다른 유학생들과는 달리 유흥에 빠지지 않고, 경찰 제도와 행정 제도, 기계시설 작동 등을 견학했다. 또한 방과시간 이후 이토 히로부미의 사설 서실과 이노우에 가오루, 후쿠자와 유키치 등을 방문하여 요시다 쇼인의 사상과 학문을 접하기도 했다.
도쿄 체류 중 어느 날 이토 히로부미의 부인이 바다에 빠진 위급한 찰나에 하늘같은 기회를 놓치지 않고 뛰어들어 그녀를 구한 일은 이토 히로부미의 마음을 단번에 사로잡았다. 이토 히로부미의 부인이 바다에 빠져 몹시 위급해졌을 때, 박중양이 뛰어들어 그녀를 구해주었다.이토 히로부미의 부인을 구하였지만 박중양은 어떠한 대가도 사양하고, 값진 선물을 주었지만 사양하였다. 이토 히로부미는 목숨을 아끼지 않고 부인을 구한 박중양을 각별히 신뢰하였다. 한편 그를 따라다니는 자객들 등의 미행 때문에 수시로 이바라키현지사(茨城縣知事) 히로나카 타마미쓰(河野忠三), 경시총감 아다치 츠나유키(安立綱之) 등은 외무대신에게 실시간으로 그의 일거수일투족을 보고하였다.
박중양은 이토 히로부미를 찾아가 그의 문하에서도 수학하였다. 이토는 그를 비롯하여 자신의 문하를 찾아온 조선인 유학생들을 차별대우하지 않았고, 오히려 수업료를 내지 못하는 처지를 탓하거나 문제삼지 않았다. 이토의 인품에 감화된 박중양은 평생 이토 히로부미나 이등박문이라 하지 않고, 이등 공(公), 춘보 공(公), 이토 공이라고 꼬박 존칭을 붙여서 불렀다. 해방 이후에도 그는 이토를 인격자로 칭송한다. 1904년 귀국 이후 한국통감으로 부임해온 스승 이토 히로부미를 다시 만나면서, 그의 관료생활의 후원자 역할을 하게 된다.
1904년(광무 7년) 3월 15일 러일전쟁에 종군하겠다고 일본 외무성에 밝히고, 4월 배편으로 부산항을 거쳐 경성으로 상경하였다. 귀국 후 그는 일본 유학 중에 자신이 보고 들은 것을 한국의 행정에 서서히 적용하려 하였으나 반대에 부딛쳐 실패하고 만다. 귀국 직후 고종에게 상소를 올려 '평양도시로 천도하고, 조선을 정치 중심으로 신생국가와 협력해야 된다'며 조선을 영세 중립국화할 것을 건의했지만 묵살당했다. 일본 체류 중 후쿠자와 유키치, 이노우에 가오루, 이토 히로부미 등을 만나 가르침을 받았는데, 이들은 조선인에게 필요한 것은 서구 문물의 유입 이전에 공공정신과 질서라고 조언하였다. 그는 특히 이토 히로부미를 존경하여 그를 사사하였다.

### 대한제국기 활동

#### 귀국과 일·러 전쟁

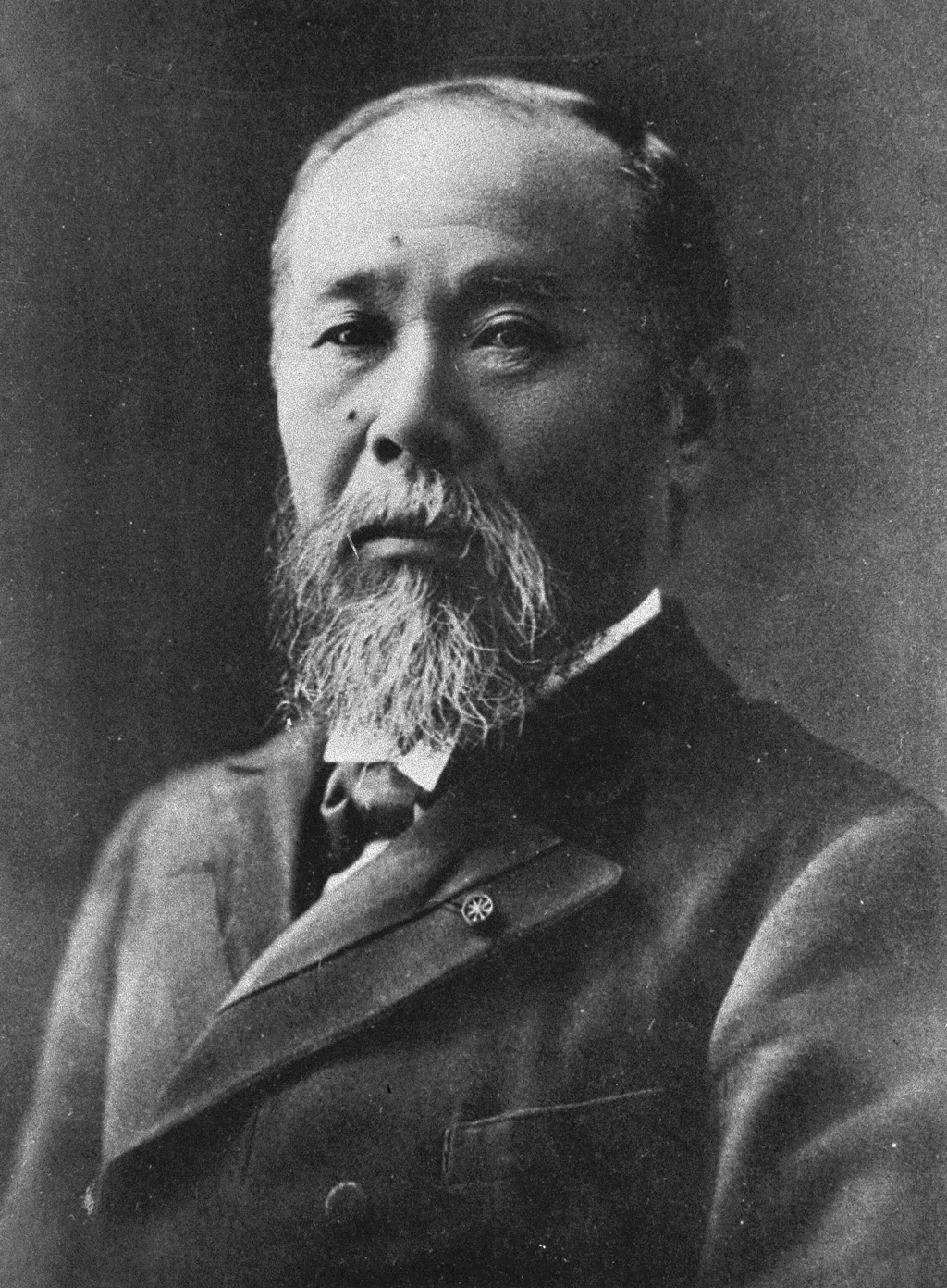
초대 조선 통감 이토 히로부미

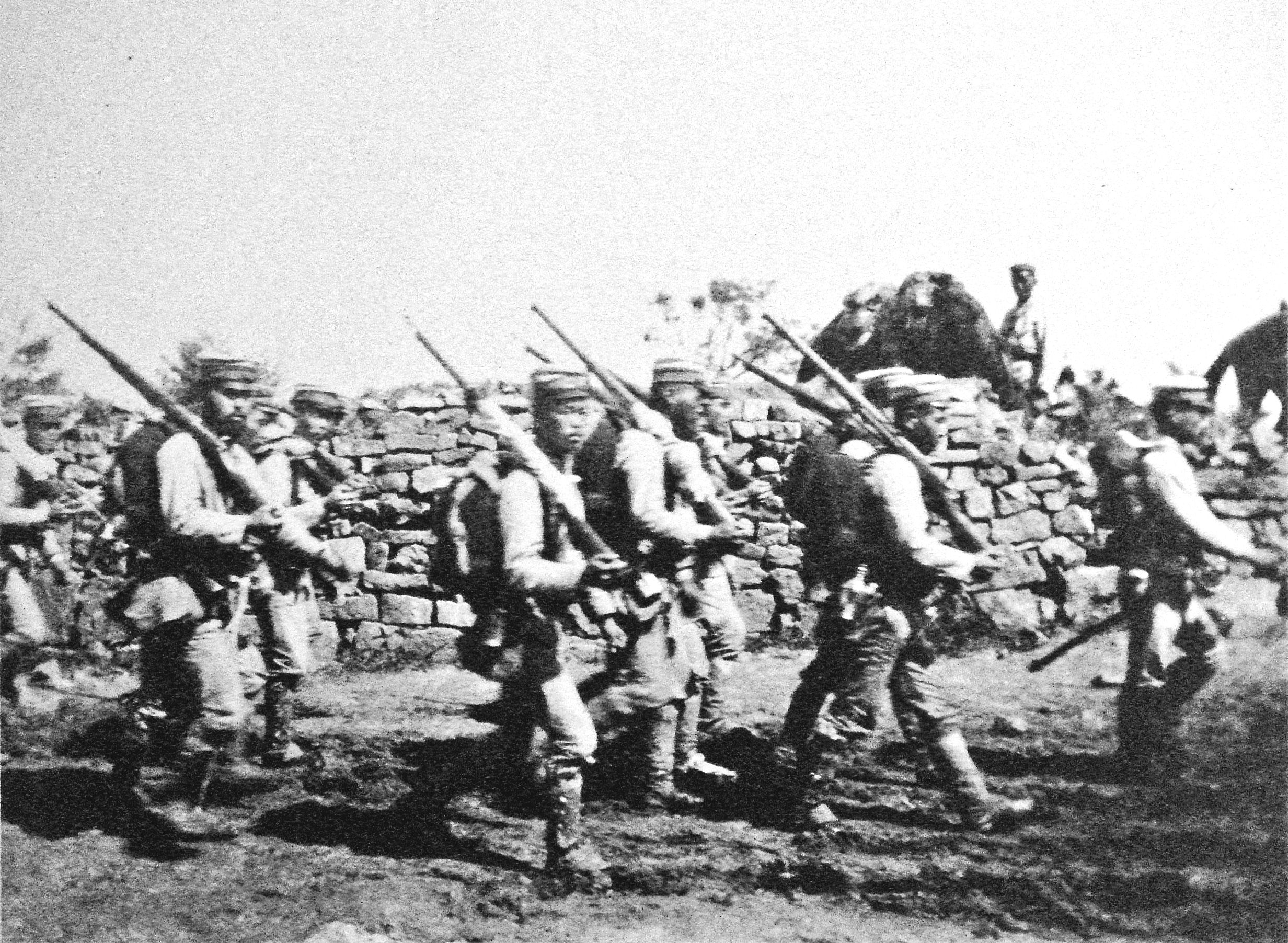
러일 전쟁 당시 일본군

일본에서 귀국 후, 1903년(광무 6년) 6월 16일 관리서 주사(管理署主事) 판임관8등(判任官八等)에 임용되었다. 6월 17일 관리서 주사직을 의원면직 신청하였으나 사직서가 반려되었다. 바로 수구파를 내치고 애국적인 세력을 등용할 것을 상소하였으나 상소는 올라가지도 않았고, 그해 말 관리서주사직을 그만두었다. 1904년 2월 러일전쟁이 일어나자 일본군의 고등통역관 대우로 임명되어 일본군에 종군하여 인천, 황해남도 진남포, 용암포와 중국 청나라 안둥현 등지에서 활동하다가 귀국하였다. 귀국 직후 관직에 나가지 않고 있었으나 그의 탁월한 일본어 실력을 인정받아 대한제국 조정에서는 그를 다시 부른다.
한편 그는 일본인을 잘 섬겨 이토 히로부미에게 "한국에서 가장 좋은 관리는 오직 박중양이다."는 말을 듣기도 했다.
일본인과의 교제, 일본 생활, 종군 생활을 통하여 그는 일본인을 신뢰, 일본 사회를 동경하게 되었다. 그는 일본인의 신의와 우수성을 높게샀으며 그들의 친절에 감탄하였고, 일본인 기녀에 대해 좋은 추억도 갖게 되었다. 그리고 조선의 국정 개선을 위해 생명을 돌보지 않고 자원하는 일본인의 의협심을 가슴에 담게 되었다. 한편 박중양은 이와 반대로 조선인들은 '야만적'이라고 봤다. 그가 조선인들을 야만적으로 본 이유는 '사기에 능하고, 도벽이 있고, 또한 파괴성이 있다'고 봤다. 그는 조선인과 일본인을 비교하며 조선인이 공공 정신이 없고, 사기와 거짓말에 능하며 사람 봐가면서 뒤통수를 치는 것과 도벽과 허세가 심한 점을 보면서 실망하게 된다.

#### 관료 생활

##### 관료 생활 초반

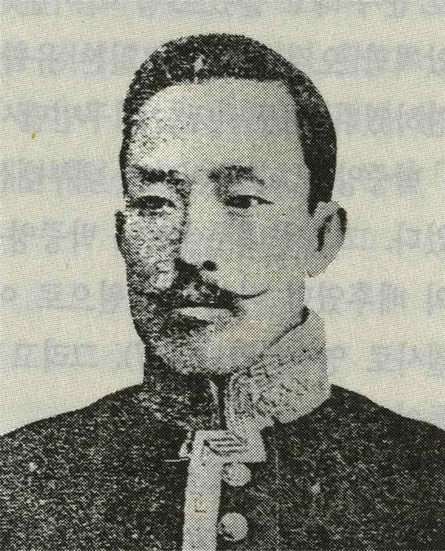
1900년대 초의 박중양

같은 해 11월 농상공부 주사(農商工部主事)가 되어 바른 인사를 등용할 것을 청하는 상소를 올렸지만 외면당했다. 바로 대구 파견을 자청하여 1년간 대구에서 체류하였으며, 이 때 유창한 일본어 실력으로 통역을 하면서 관찰사와 일본인 사이의 갈등을 조절했다. 당시 대구에서는 경부선 개통 이후 이곳에 몰려든 일본인과 경북 관찰사 사이에 빈번한 대립과 충돌이 있었다. 일본인들은 관찰사의 일을 방해했고, 배척운동을 전개하였다. 이런 연유로 박중양이 대구에 있던 1년 사이에도 장승원, 이용익, 이근호, 신태휴 등으로 관찰사가 빈번하게 바뀌었다. 이때 박중양은 이 충돌을 조정하는 역할을 하였다. 때로는 일본인의 편에서 또 때로는 중간적인 입장에서 활동하면서 그는 일본인들로부터 신뢰할 만한 사람이라는 평가를 받게 되었다.
1905년(광무 8년) 2월 6품으로 승진하였다. 그해 2월 10일 진주군수 이용교(李瑢敎)가 뇌물을 수수했다는 이유로 탄핵을 받고 파면되자 진주 판관(晋州判官)으로 부임, 2월 20일까지 진주 판관 겸 진주군수 서리(晋州判官兼晋州郡守署理)를 겸하였다.
이때 박중양은 진주성의 일부를 해체하였다. 임진왜란 당시 왜병 5만 명 앞에서도 난공불락이었던 진주성은 박중양이 성첩을 팔아먹는 바람에 나중에는 진주 촉석루 1채 만을 남기고 자취를 감추게 된다. 성곽의 일부는 성 북방에 있던 대사지(大寺池)등 세못과 해자를 메웠다. 그해 3월 다시 일본으로 유학, 도쿄에서 고등과를 다녔다. 이듬해 5월 귀국한다.

##### 일본 관병식 참석
1906년(광무 8년) 1월 일본 체류 중 경상북도 대구판관으로 임명되었다. 1906년 4월 17일 군부기사(軍部技師)로 일본군 관병식(觀兵式) 시찰차 육군부장 이근호(李根澔), 부령 조성근(趙性根), 어담(魚潭), 참령 윤치성(尹致晟), 정위 김기원(金基元), 임재덕(林在德)과 함께 일본에 파견되었다.
1906년 5월 5일 군부기사(軍部技師) 주임관 4등(奏任官四等)으로 발령되었다가, 다시 군부 군기창 주사(軍器廠主事)로 전보되었다. 5월 20일에는 주전원 경위국 경무관(主殿院警衛局警務官)으로 발령되었다. 그러나 6월 6일 사직서를 제출하고 의원면직하였다. 1906년(광무 9년) 6월 군부 특별 파견원에 임명되고, 그해 의친왕 이강(義親王 李堈)이 대한제국 정부 특파대사로 일본 도쿄를 방문할 때, 박중양은 현지에서 통역관 자격으로 수행원의 한사람이 되어 의친왕을 수행하여 도쿄로 갔다. 바로 6월 6일 도쿄에서 열린 관병식(觀兵式)에 대한제국 사절단의 한 사람으로 참석하고 일본 정부가 주는 훈6등 서보장을 받았다. 이때 이토 히로부미를 찾아가 한국 사회에 대해 설명하고 희망이 없다며, '조선에는 희망이 없어 미국유학이나 하고 싶으니 자신의 미국 유학을 도와달라'고 청탁하였다. 그러나 이토 히로부미는 미국 유학 대신 관직에 계속 머물러 있으라고 충고해주었다. 6월 26일 의친왕 일행이 귀국하자 수행원에서 면직되었다.

##### 이토 히로부미의 후원
1906년 7월 일본 도쿄에서 고등과를 졸업하고, 귀국한 지 얼마 되지 않아 당시 이토 히로부미의 통역관으로 선택되었다. 1906년 7월 12일 조선통감부 통감 이토 히로부미의 후원으로 6품으로 승진, 주전원(主殿院) 경위국 경무관(警衛局警務官) 주임관4등(奏任官四等)이 되었다.
이토 통감의 총애를 받은 박중양은 국가 중대사가 있을 때마다 통역을 도맡았다. 뿐만 아니라 의친왕이 일본에 행차할 때는 통역 수행원으로 따르기도 하였다. 1905년(광무 8년) 을사 보호 조약이 체결될 무렵 그는 이를 저지하지 않는 조정 대신들을 무책임하다며 성토하였다. 을사 보호 조약이 체결되자 그는 사실상 대한제국이 멸망한 것으로 간주하고 체념하였다. 1906년 일본에 사절로 갔던 의친왕 수행원으로 일본을 방문, 수행한 공로로 일본정부가 보내준 훈6등 서보장을 받았다. 이 무렵, 이토 히로부미의 양자가 되었다는 설이 있을 만큼 그는 조선통감부의 신임을 받았다. 유창한 일본어 실력과 함께 논리적인 언변과 처신 등으로 일본인들도 함부로 다루지 못했고 이때 '일본인들도 칭송한 야마모토 군수'로 명성을 날리기도 했다.
1906년(광무 9년) 7월 중순 박중양은 다시 대구판관으로 나갔다가, 그해 7월 19일 통정대부 대구 군수 겸 경상북도관찰사 서리 주임관 4등으로 승진했다. 대구군수가 되자마자 새롭게 대구군청을 건립하였다. 이때 그는 대구의 지역 유지와 기업인들을 모아서, 이들의 자금을 헌납받아 대구군청을 건립했다. 이를 두고 '권력을 악용해 몇몇 유지들을 동원해 사사로이 시청(市廳)을 만들어 대구 지방민에 대해 탐학을 저질렀다'는 비판도 존재한다. 한때 이토 히로부미의 양자로 알려지기도 했던 박중양은 유학시절에 쌓은 일본인 인맥과 일본어 실력을 바탕으로 1906년 경북관찰사 서리 겸 대구군수로 부임했다. 7월부터 경상북도 이사청 설치의 준비, 감독을 맡은 그는 9월 15일 경상북도 관찰사부에 부속된 선화당(宣化堂) 건물에 대구이사청을 설치하였다.

##### 대구읍성 해체 작업

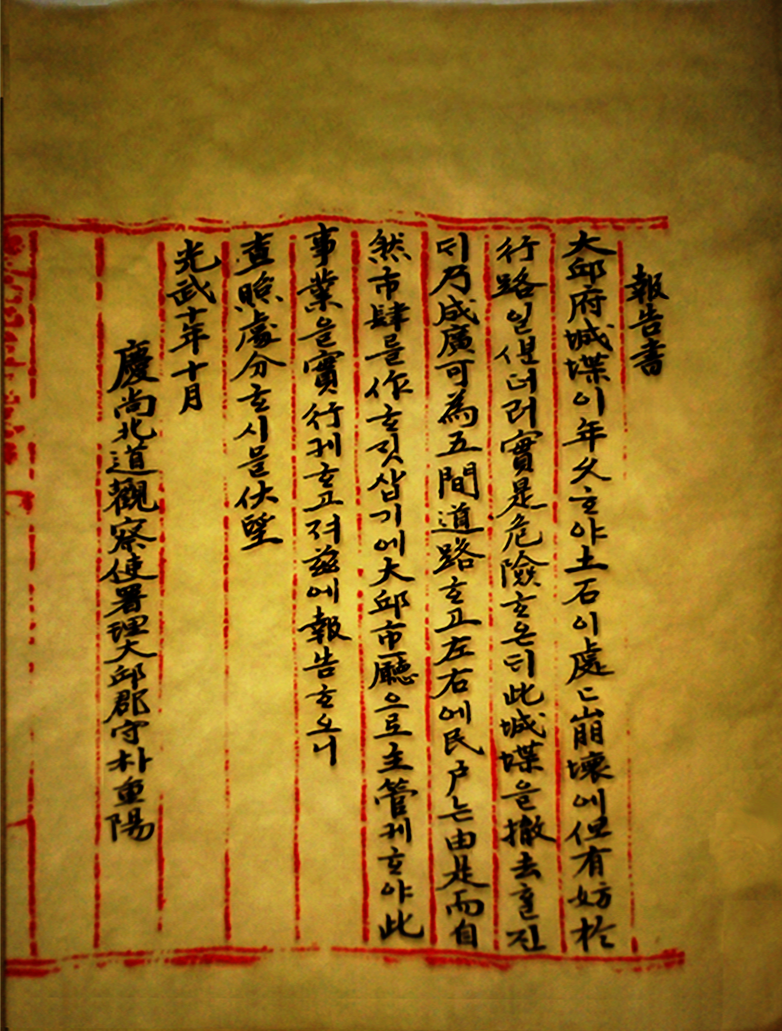
1906년 10월 대구읍성 철거 보고서

1906년(광무 9년) 10월 1일 대구군수 재직 중 주임관 3등(奏任官三等)으로 승급했다. 1906년 대구 이사청의 오카모토 부이사관(副理事官)과 가게야마(景山) 민단장대리 등이 대구성곽을 철거하고 그 터를 도로로 할 것을 경상북도관찰사서리 대구군수 박중양에게 강권했다.
대구군수로 재직하며 대구읍성을 허물고 도로를 만들어 지식인들의 원성을 사는가 하면 동시에 일본인이 상권을 장악하도록 협조했다. 이때 내무부의 허가를 받지 않고 일을 처리하여 징계를 받을 상황이었지만 이토 히로부미의 도움으로 오히려 영전했다. 박중양은 조정의 불허 방침에도 불구하고 일진회를 동원해 성벽을 허물고 그 자리에 도로를 냈던 것이다. 이는 이토 히로부미의 비호 속에 가능했다.
통감정치를 하고 있을 무렵, 그는 '대구성을 헐어도 되는가'라는 공문을 보냈으나 조정에서는 불가(不可)의 명령이 내려왔다. 그러나 박중양은 읍성 해체를 강행한다. 1906년 당시 그는 조정의 승인도 없이 일본 거류민단의 주장을 받아들여 철거 작업에 들어갔다. 일본인들은 대구역 근처에 매입해둔 도원동 일대 수만평의 땅을 개발하기 위해 대구읍성의 철거를 요구했던 것이다. 철거를 시작한지 10일이 경과한 10월 1일에 철거해도 되느냐는 장계를 보냈다.
| “ | 대구부의 성이 오래되어 토석(土石)이 곳곳에 붕괴되어, 다니는데 방해만 되고 심히 위험하온데, 곧 성첩을 철거할진대 성벽을 허물어 도로를 내어 자연스레 대구의 주요 시설물로 만들고자 하오니 대구부청이 이를 주관케 해 주시고 이 사업을 실행케 하고자 조정에 보고하오니 소상히 판단하셔서 처분을 내려주시기를 기다립니다 -1906년 10월 1일 경상북도관찰사서리 겸 대구군수 박중양 | ” |

당시 대구군수였던 박중양은‘혁구개신(革舊改新·옛 것을 고쳐 새 것으로 만든다)’이라는 명분 아래 대구읍성 해체를 시작했다. 박중양은 일본인 이와세, 니타에, 사이토, 이토 네 사람과 극비리에 모의하고 조선, 일본인 인부 60명을 부산에서 고용하여 읍성 해체를 시작하였다.
| “ | 박중양 관찰사 서리의 뜻을 받은 이와세, 나카에, 사이토, 이토모토 네 사람은 극비리에 인부 60명쯤을 부산에서 데려와 하룻밤 사이에 성벽의 이곳저곳을 파괴했다. 다음날 아침이 되자 ‘치기영 치기영 치기영’ 하면서, 목도꾼으로 부르는 인부들이 큰 돌, 작은 돌을 운반하고 있었다. 한국사람은 원래 어깨로 물건을 메는 것이 아니라 등으로 물건을 져 나른다. 박 관찰사는 이때 처음으로 목도꾼이라는 이름을 들었고, 그 운반하는 모습을 보았다고 말했다. 무거운 물건을 두 사람 이상이 나를 때, 일본사람들은 ‘영치기 영치기’라고 소리를 질러 호흡을 맞춘다. 한국사람들이 듣기를 ‘치기영’이라고 울렸는지 지금도 조선인은 첫 소리매김이 ‘치기영 치기영’이라고 나온다 하니까 우습다. 착각이라는 것이 재미있다. | ” |

박중양이 비밀리에 부산에서 데리고 온 인부 60명이 대구 읍성을 허무는 일은 순조로이 진행되었다. 흰옷을 입은 조선인 무리에서 선비 한 명이 분을 못 이긴 채 앞으로 나섰지만, 주위의 만류로 물러났다. 박중양은 물러서는 조선인을 바라보며 혀를 끌끌 찼다. ‘무력한 조선인이 기껏 덤비는 꼴이라니….’ 그리고 인부들을 향해 목청을 높였다. “시작하라! 동트기 전 지시한 바를 차질없이 수행하라!” 박중양의 벽력같은 호령과 함께 성벽이 파괴되는 소리가 천지를 울렸다. 곡괭이질 한 번에 남자들이 울었고, 그 울음소리에 아녀자가 뛰어나와 울었다. 울음소리는 성벽에 붙어 우는 가을벌레의 소리처럼 측은하고 가여웠다. 박중양은 조선인들의 얼굴을 바라보며 눈살을 찌푸렸다. 그들의 울음 속에 서식하고 있는 무력함이 지긋지긋했다. 박중양은 조정의 불허 방침에도 불구하고 일진회를 동원해 성벽을 허물고 그 자리에 도로를 냈던 것이다. 이는 이토 히로부미의 비호 속에 가능했다는 시각도 있다.

##### 대구읍성 해체 직후

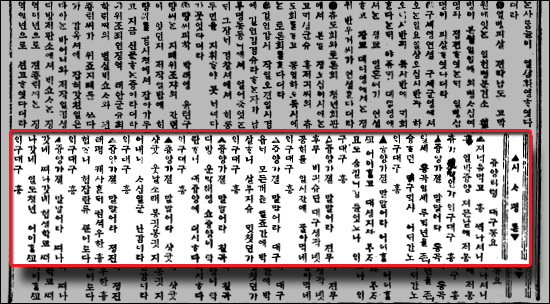
박중양을 풍자한 중양타령, 대한매일신보

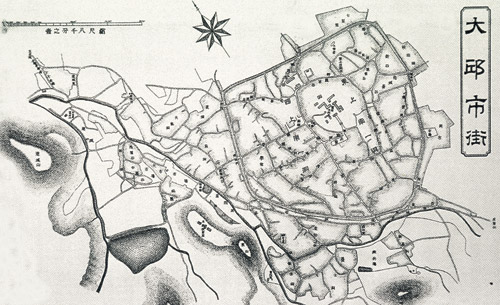
대구읍성 해체 직전 대구시가도

대구읍성을 대한제국 내부의 지시 없이 해체한 일로 내부에서는 그에 대한 추궁이 들어왔다. 이때 이 성벽 파괴작업은 오직 박중양의 독단으로 감행한 일로 목이 달아날 각오로 대들었다고 한다. 그는 그런 경우를 생각 하고 두 아들을 일본으로 망명 시킬 준비도 하였다는 것이다. 박중양은 대한제국 정부로부터 비위를 규명하기 위한 칙서를 받고 신변이 위태해졌으나 조선통감부 통감 이토 히로부미의 설득으로 징계를 면할 수 있었다.
대구읍성을 해체한 박중양은 경상북도 감영의 객사였던 태평관을 없애려하자 기생 염농산 등은 주민들과 합세하여 태평관 앞에서 농성하였다. 강제로 해산하려 하였으나 해산하지 않자 그는 사연이 있을 것이라 보고 태평관 해체를 포기했다.
대한매일신보는 박중양이 성벽을 허물고 나온 성돌을 1개에 1냥씩 받고 일본인에게 팔았다고 보도하기도 했다. 이 때 일부 선교사들이 성돌을 옮겨다 집을 지었고, 선교사 주택뿐만 아니라 신명학교·계성학교, 동산의료원 및 약전골목, 일반 고택 등으로 흩어졌다. 이때 그의 덕택에 상권을 확보한 일본인들은 박중양이 전라남도관찰사로 부임해갈 때 석별의 기념으로 시계를 선물했을 만큼 그를 고맙게 생각했다. 대구군수 재직 중 그는 대구객사를 매각하였으며, 공자묘를 헐어버리기도 했다. 또한 대구의 공공건물에 있던 이승만, 서재필의 후원을 받던 협성학교를 내쫓아버리기도 했다. 이 일로 여러 사람들의 반감을 사기도 했다.
성벽해체 소식을 재빨리 들은 사람들은 눈먼 땅을 사재기하여 부자가 되었다는 이야기가 있다. 성 밖에 땅값은 평당 10원이었으나 오히려 성안의 땅 값은 2원이었다는 것이다. 1907년 5월 박중양 관찰사는 대구 약령시를 구 경상감영 옆의 객사에서 구 대구읍성 남문 밖 약전골목(남성로와 동성로 일부)으로 이전케 하였다.
대구읍성을 해체한 뒤 일인들은 헐값에 사들인 도원동 일대 저습지를 헐어낸 성토와 석재로 매립해 큰돈을 벌었다.

##### 평안남도 관찰사 재직 시절
대구읍성 철거 이후 대구시가지는 확장되었다. 그가 대구 시가지를 확장시켰다는 여론도 나타나면서 그를 처벌하려던 시도는 사라진다. 1907년(광무 10년) 초에는 가선대부로 승진하고 칙임관 4등(勅任官四等)이 되었으며, 평안남도 관찰사로 영전했다가 그해 5월 20일 전라남도 관찰사로 부임하였다. 전라남도에서는 잠시 재직하였지만, 조정에 흉년을 이유로 농민들의 빚과 토지세를 탕감해주었으므로 수전라남도 관찰사에서 이임할 때 전남의 지역 유지들은 그에게 황금 시계를 선물해 주었다. 1907년 6월 1일 평안북도 관찰사로 임명되었다가 취소되고 다시 대구군수가 되었다. 다시 6월 7일 가선대부가 되어 다시 평안남도관찰사(平安南道觀察使)로 부임하고 칙임관 3등(勅任官三等)으로 승급했으며 6월 10일 이시영이 평안남도 세무감(平安南道稅務監)에서 해임되자 평안남도세무감을 겸직하였다.
이어 1907년(광무 10년) 6월 13일 평안남도재판소 판사, 평안남도 관립 일어학교 교장에 임명되어 평안남도 관찰사로 평안남도세무감과 재판소판사, 관립일어학교 교장 등을 겸임했다. 이때 그는 냉철한 판단력과 특혜 없는 판결로 명성을 쌓았고, 위생 사업과 도로 정비, 단발령 강행, 병원 유치 등에 힘썼다. 1807년 평안남도 선유사(宣諭使)를 겸임하였다.
그는 술을 좋아하였다. 주로 밀주와 보리술, 막걸리 등 술을 잘 마셨다. 술을 좋아하던 관료들에서도 유명한 사람은 '보릿술 지사(知事)'라는 별명 을 듣던 박중양이었다. 1907년 박중양 이 맥주를 대음 (大飮)하는 한 대목이 신문 기사로도 보도되었다.
| “ | 평남 관찰사 박중양 씨는 성질 이 이상 하야 1 홉으로 매일 1호 에 다음제발(多飮諸拔)하야 한나절 에 일본 맥주 60병 을 능음무여(能飮無餘)하고 소주는 40병을 근음(僅飮)하얏으니 음주거량(飮酒巨量)은 박중양이라 말고 박태백(朴太白)이라 위할지오. ...(이하 중략)... | ” |

한번은 소주를 40병까지 마셨다고 한다. 언론인 겸 작가 이용선은 '불과 한나절 동안에 맥주 60병을 혼자서 거뜬히 먹고 나섰으니 과연 '박태백'이요, '보리술 관찰사'라고 불려도 화낼 일은 아닐 것이다.'라고 하였다. 박중양은 술에 취하면 말수가 적었으며 좋고 나쁜 기색을 드러내지 않았다. 다량의 술을 마셨지만 그는 술주정을 하지 않기로도 유명하였다. 또한 그는 종종 홀로 창가를 바라보며 흡연과 술을 마시기도 했다.
그러나 평안남도에 있을 당시 근무 성적이 나빠서 부정적인 평가를 받기도 했다. 권위주의적인 태도와 민중에 대한 무관심과 경멸, 냉정한 태도 역시 백성들의 불만을 자극했다. '박중양의 횡포는 백성들에게 많은 고통을 안겨 주었다. 그의 친일행각과 학정이 얼마나 심했는지 원성을 담은 ‘중양타령’이라는 노래까지 나왔을 지경이었다. 이는 대한매일신보 '제2의 박중양'에서 평안남도관찰사 이진호를 겨냥하여 "박중양의 횡포로 인민의 고통은 말도 못할 지경인데, 박중양이 둘이나 되니 인민이 어떻게 살아갈지 민정(民情)을 슬퍼한다"는 기사에서도 묘사되었다.

#### 고종 퇴위 전후
1907년(광무 10년) 7월 고종이 퇴위를 선언하자 그는 고종의 퇴위를 반대하였다. 그러나 그의 양위 철회 상소에 상관없이 고종은 양위하고 말았다. 1907년(융희 1년) 8월 고종의 강제 퇴위 이후 항일의병전쟁이 전국토를 뒤흔들자, 그는 의병들을 폭도로 규정하고 그들의 상황을 면밀하게 조사 보고하였다. 8월 12일에는 삼화부 주사 안양준(安養駿)이 뇌물을 각 면의 면장들에게 불법적으로 받은 일로 징계하여 파면시켰다. 그해 10월 30일 우편사무 취급 권한을 이용하여 백성의 편지를 함부로 열람해본 영원군 군수 김제민(金濟民)을 내부에 보고하여 월권행위를 적발하여 파면시켰다. 1907년 10월 2일에는 성천군의 나서성(羅瑞成)이 민심을 선동한다고 보고하였다.
1907년 10월 23일 평안남도선유사에 임명되어 순시하였다. 이때부터 평안남도재판소 판사는 참서관이 서리가 되었다. 11월 7일에는 내무부에 상소를 올려 지방 판임관은 해당 도관찰사가 임명하게 해달라고 상소하였다. 그의 상소가 받아들여져 1908년 1월 1일부터는 판임관급 이하의 관리들은 해당 도의 관찰사가 직접 임명케 하였다. 그해 11월 11일 근무중에 임지를 이탈하여 한성부에 사사로이 올라왔다가 내부로부터 징계를 당하기도 했다. 12월 1일 선유사 직무를 마치고 관찰사직으로 복귀하였다. 그는 각 지방관에게 부여한 우편취급 사무에 대해 지방관들이 우편을 함부로 열람하지 못하게 할 대책 마련을 조정에 건의하였다. 1908년(융희 2년) 2월, 전에 통역관으로 러일전쟁에 종군, 협력한 공로를 인정받아 훈5등 서보장을 전달받았다. 그해 6월 6일 각 관립외국어학교 졸업생 중 내부대신이 임의로 인재를 채용하려 하자, 박중양은 정식 채용시험을 보지 않은 인물을 내부대신이 임의로 채용, 인사를 단행함은 월권행위, 권력남용이니 옳지 못하다 하여 무산시켰다.
1908년 6월 11일 경상북도 관찰사 겸 경상북도재판소 판사 칙임관 3등에 임명되어 바로 부임하였다. 그런데 1907년(광무 10년) 2월부터 대구에서는 국채보상운동이 진행되는 등 일본에 대한 저항이 강하게 진행되고 있었으며, 이는 곧 부임해온 경북관찰사였던 박중양에 대한 반발로 이어졌다. 그해 7월 1일 겸임 평안남도관립일어학교장직에서 해임되었다. 1908년 박중양은 본적지를 경기도 양주군 주내면에서 경상북도 달성군 북면 침산리로 옮겼다.

#### 개혁 정책과 단발령 강행
그는 일찍부터 단발령의 효율성을 알리고, 이를 보급하는 운동에 참여하였다. 그러나 사람들은 단발령에 호응하지 않았다. 경상북도관찰사가 된 박중양은 영해(寧海) 지방에 들어가 한 고을의 수천 백성들의 상투를 꾀를 써서 잘라 버린 사건이 있었다. 1906년 경상북도 관찰사로 새로 부임한 박중양은 영해군으로 초도순시를 간 뒤, 연설로 백성들에게 감명을 주고 나서 선언했다.
| “ | 나에게 따로 인사를 하고 싶은 사람은 이 연설회가 끝난 뒤 군청 내아(內衙)로 들어오시오. | ” |

도백(道伯)이 자기들을 한 사람씩 따로 만나 인사를 받겠다고 하는데 감지덕지한 유지 기관장급들은 좋아라 하고 내아로 줄을 지어서 들어갔다. 그런데 내아 삼문(三門) 뒤에 숨어 있던 일본 순사들이 관찰사 박중양에게 인사를 드리러 들어오는 사람들에게 가위로 들이대고 상투를 잘라 버렸다. 한꺼번에 수백 명의 상투가 잘려 나갔으니 내아는 금세 통곡바다를 이루었다. 이후 그는 위생의 편리함을 이유로 단발령을 권고했고, 호응이 적은 곳은 직접 찾아가 순사들을 매복시킨 뒤 단발을 강행하였다.
1907년 평안남도관찰사 재직 중에도 그는 단발의 필요성과 위생상 편리성을 역설하고 단발령을 강행하였다. 단발을 거부하는 이들이 있으면 면담을 신청한 뒤 도청에 출입할때, 도청사 정문 또는 관찰사 집무실 입구에 가위를 든 관리들을 숨겨두고 출입자의 머리카락을 강제로 자르게 했다. 또한 평안남도관찰사로 재직 중 평양과 남포에 병원 유치와 의학교 유치를 추진하였다.
그는 신문을 보고 국내외 정세를 알 필요가 있다 하여 1907년 10월부터는 자비를 들여 신문을 구매, 평안남도의 지역 유지들에게 발송하여 읽게 하였다. 황성신문과 매일신문 등 박중양의 정책과 평안남도에서의 근무 실적이 저조함을 비판, 지탄하는 신문들이 많았으나 박중양은 이에 개의치 않고 신문들을 구입하여 유지들에게 보냈다. 그는 이들이 신문을 읽지 않을 것이라 판단하고 신문의 내용 중에서 일부를 가려내 지역 유지들에게 질문하였다. 이후 자연스럽게 평안남도 지역에 신문을 읽는 풍습이 정착되었다.

#### 경상북도 관찰사 재직 시절

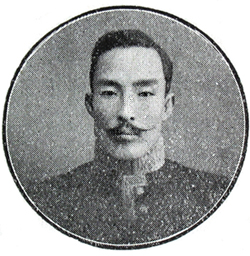
1907년 6월 경상북도 관찰사 재직 무렵

1908년 6월 11일 경상북도 관찰사로 부임하면서 대구객사를 허물었다. 경북관찰사로 부임한 그가 대구객사를 허물면서 금학루도 사라졌다. 사람들은 이를 비난하여 '누백년을 존숭하던 대구객사 어데갔노'라는 가요를 불렀다. 경상북도 관찰사로 부임한 이래 그는 예산 집행 내역을 일일이 기록으로 작성한 뒤 조정에 상신하였다. 그는 스스로도 장부를 가지고 다니면서 참여관, 각 국장, 과장, 실무자들에게 영수증을 받아서 보고서로 묶어서 작성, 보고하게 했다.
취임 초반 그는 대구 지역 내의 각 언론사들 사이의 중재에 나섰다. 일본거류민단 일부에서 1908년 7월에 대구일일신문의 논조에 불만을 품고, 그해 9월에 대구시보(大丘時報)를 창간하였다. 이때 박중양 등의 중재로 대구일일신문과 대구시보가 합자해서 그해 10월 1일에 대구신문으로 제호를 바꾸어 발행하기 시작했다. 10월 무렵 박중양은 대구 지역의 유지들의 기금을 모아 또다른 신문 발행을 기획하였으나 실패하고 만다.
경상북도 관찰사 재직 시절 그는 대대적으로 도로 정비와 주택 정비 작업을 추진한다. 초가집 대신 기와와 슬레이트 지붕으로 대대적으로 도시 정비를 추진한다. 이때 토지수용을 거부하는 일본인 상인과 지주들을 설득하여 도시계획, 정비를 추진한다. 일부 일본인의 토지를 수용해야 하는 문제가 발생했으니 일본인들이 많은 양의 보상금을 바라므로 토지 수용이 힘들었다. 그는 일본인 지주들을 초청하여 여러 차례 설득하였다. 당시 박중양은 일본 거류민단과의 간친회에 있었던 연설문을 일본인 '카와이 아사오'가 지은 "대구물어 (大邱物語)"에 실려 있다.
| “ | 한일 양국의 의사를 소통하고 양자 공통의 발달을 도모하기 위해 개최된 이 모임이 공전의 성황을 보게 되어 기쁘기 그지없다. 소생이 이 곳 대구와는 깊은 인연을 가지고 있음은 여러분이 이미 아시는 바와 같이 군수시대부터 잘 알고 지내던 일본인이 많아 늘 고견을 듣고 적잖게 행정상의 편익을 받았음을 감사하고도 남음이 있다. 소생은 일신을 던져 끝까지 이 땅을 위해 진력코저 하니 청컨대 일본인 여러분의 지도 편달을 바라며, 혹 여러분의 노여움을 살지 모르나 가일층의 편달을 바랄 뿐이다. 원래 어리석고 미련한 우리 한국인에 대해서 귀국인은 사부된 책임을 깨닫고 교유함과 알선의 노고를 사양치 말 것을 간절히 바란다. 사실대로 말한다면 정부로부터 2만원의 교부금이 있었다. 그런데 일본인 토지 소유자가 토지 수용의 교섭에 응하지 않고 과도한 고가를 주장하는 까닭으로 결행할 수 없어서 다시 정부에 교부금을 반환하는 상태가 되었다. 한인 가옥은 명령에 따라 정리할 수 있었으나 일본인 토지는 밭이거나 황무지라도 용이하게 수용할 수 없었다. 원래 대구라는 토지는 한국 정부로부터 도외시 당하고 있다는 감이 없지 않다. 관인(官人)의 안중에는 이제껏 대구를 무시하였고 경성은 별도로 하더라도 대구와 흡사한 평양은 수십만원의 국고 보조가 있었다. 오직 일본인 여러분의 노력이 필요하다. 여러분의 힘에 의존하지 않을 수 없다. 원컨대 이 뜻을 살피셔서 장래 더욱 우리들을 편달해 주기를 바란다. | ” |

일부 일본인들은 "우리가 스스로 개혁을 거부한 너희들을 왜 지도 편달을 해야 되느냐"는 항의가 터져나오기도 했다. 그의 연설이 끝나자 빈정거리는 사람과 솔직하다는 의견이 팽배하였다. 그는 일본인과 미국인 상인, 선교사 등 외국인에게 조선에 보다 개화된 문명 전파와 교류의 필요성을 누차 역설하였다.
1908년 8월 10일 서병오가 신녕군수에 임명되었으나 10일만에 병을 이유로 사퇴했다. 박중양은 이를 보고서로 작성해서 올렸다.
| “ | 즉 該員이 赴任十餘日에 稱病辭職은 詐欺取官이오니 相當勘處하심을 伏望等因此를 査온즉 該員을 專爲圖官하야 欺騙上部하고 倖得任用하야 不拘初無就職○底意하고 一朝赴任未幾에 忽至規避하오니 究其情跡하면 極爲駭妄이라. 似此郡守직 不可仍置이기是以로 免本官(以上十月八日內閣) | ” |

이는 관보에 그대로 게시되었다. 서예가였던 박중양은 역시 서예가인 서병오에게 친필 글씨를 부탁했지만 서병오는 거절하였다. 그밖에도 청송군수 심택수(沈澤洙)의 사직서 등 군수, 부윤, 현감 등의 사직서를 받으면 즉시 보고서로 작성하여 조정에 상신하였다. 1908년 10월 경상북도 관찰사 박중양은 신돌석의 활약상에 대하여 보고서를 올렸다.

#### 들개 사냥 대 작전

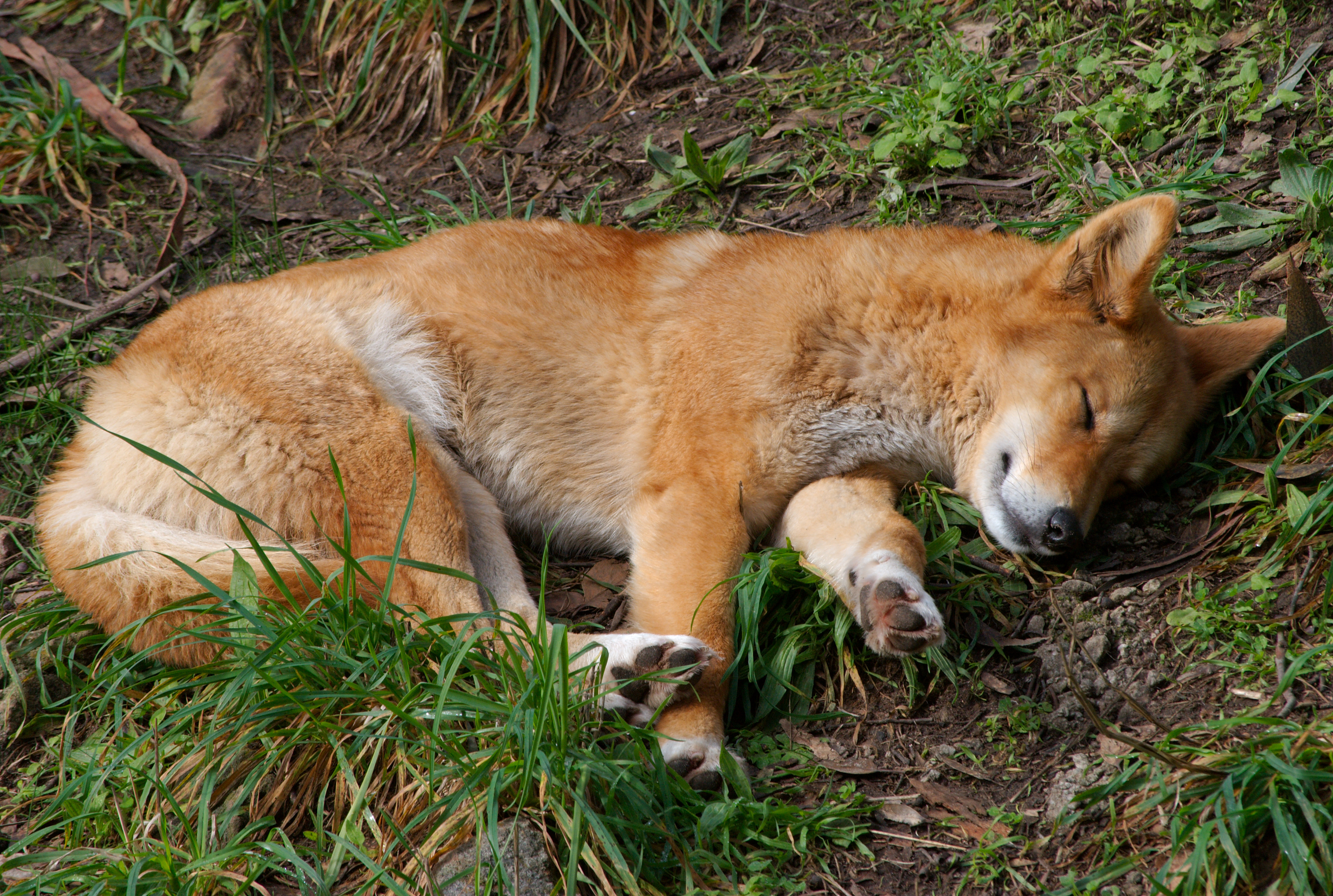
들개

1908년 10월 박중양은 또 다시 개소탕 작전을 펼쳤다. 194마리의 개가 비명횡사했다. 1907년(융희 1년) 10월 그가 경북관찰사로 부임해오기 전에 일본인이 들개에게 물린 이후 들개 소탕작전을 실시했으나 계속 거리에 개가 많이 다녔으므로 다시 개 소탕작전을 벌였던 것이다. 황현의 매천야록에 의하면 "대구에 주둔하던 일본군 한 사람 이 개에 물려 죽었다. 그래서 마침내 백성들에게 개를 모두 죽이라고 명을 내리고 듣지 않는 자는 처벌한다고 하였다"고 하였다. 한편 1934년의 잡지 별건곤에 의하면 박중양이 야밤에 기생집에 출입하고 오다가 들개들에게 물려 봉변을 당하고 그 분풀이로 들개들을 소탕했다고 한다.
| “ | 박중양과 야견박살(野犬撲殺) 지금에는 사견휘체규측(飼犬取締規則)이 잇서서 그 규측에 의하야 기르는 개가 안이면 소위 야견(野犬)으로 취급하야 경찰서 가튼대서 박살을 식히는 일이 잇지안은 그 규측이 생기기 이전에 대구(大邱)에서 벌서 야견박살이란 불문의 법을 내여 만흔 개를 박살한 사람은 대구 관찰사(觀察使)로 문제만흔 박중양(朴重陽)이다. 그가 그러케 야견박살을 만히하야 일시 개백정 관찰사란 별명까지 엇게 된 것은 무슨 일반 공익에 필요로 그러한 것이 아니라 의레의 화류계에 명물남인 그는 대구에서도 공무여가에는 긔회 잇는대로 기생집 출입을 만히 하얏는데 하루밤에는 대구에서 기생촌(妓生村)으로 유명한 말방아골(洞名)을 비밀이 놀너가다가 사나운 개떼를 만나서 살을 물리고 옷을 찌기여서 그야말로 개코 대망신을 하고 도라와서는 그 이른 날로 대구경찰서에다 야견박살의 긴급명령을 나려서 일시 수천마리의 개를 박살시켰다고 한다. 말하자면 박중양은 야견박살의 선도자요, 원훈이다. 개사회에서는 영구히 잇처지지 못할 인물이다. | ” |
|   | — "萬華鏡", 별건곤 1934년 제69호(1934년 1월호) 중에서 |   |

황현에 의하면 대구시내에 "열흘 사이에 개의 종자가 없어지고 말았다."고 한다. 들개를 대대적으로 소탕한 덕에 그의 별명은 '개백정 관찰사, 야견 투살대감'이라는 별명이 붙기도 했다.
| “ | 충북 도지사 박중양군은 遞任된 丸山警務局長이 조선을 떠날 때에 秋風嶺까지 餞送하고 山狸 1필을 기념품으로 주더니 금번 행정정리 바람에 朴군도 또한 馘首를 당하게 된단다. 忠北에 만일 朴군처럼 의리 잇는 친구가 잇다하면 들개라도 1필 주어 野犬 撲殺大監의 미역국 먹은 기념품을 삼을터이다. 그러나 조선 습관상에 산에 개고기는 원래 大忌物이니 奈何. | ” |
|   | — "京城雜話", 개벽 제54호(1924년 12월호) |   |

별건곤의 보도에 의하면 기생촌에 들렸다가 취해 돌아오는 그를 개떼들이 물어뜯어서 살과 옷이 다 찢겼다고 한다. 한편 그의 들개 박멸 작전은 1930년대까지도 조롱거리가 되었다. 1908년 10월의 들개 소탕 작전으로 이후 대구시내의 들개의 수가 절반 이상으로 감소하였다. 1908년(융희 2년) 11월 러·일 전쟁에 통역으로 참전한 공로로 일본 정부로부터 훈5등의 서보장을 받게 된다.
그는 평소 일본인이나 기타 양이가 되었더라도 오랑캐라 배척할 것이 아니라, 좋은 점은 보고 배워야 된다는 뜻을 역설하였다. 그러나 그의 발언은 해로운 발언쯤으로 치부되었다. 1908년 12월 일한민간친회(日韓民懇親會) 평양지회에 참석, 여기서 그는 "소생이 일신을 바쳐 이 땅을 위해 진력하고자 함에는 일본인 제군들의 지도편달에 달려 있습니다. 이 땅의 한국인들이 희망하는 바는 일본인들이 스승으로서 책임을 느껴야 한다는 것입니다"라는 취치의 발언을 하기도 했다.

#### 순종 남행길 수행
1909년(융희 3년) 1월 12일 대구행재소에서 경기도관찰사 김사묵, 전라북도관찰사 신응희, 충청남도관찰사 최정덕, 충청북도관찰사 권봉수 등과 관내외 군수, 부사들과 함께 순종을 인견하였다. 대구역사에 임시로 마련된 편전에 들어선 순종 황제는 박중양 대구군수 겸 경상도관찰사 등 대구지역 고위인사들의 인사를 받고는 가마에 올랐다. 인견이 끝난 후 평안남도 관찰사 이진호, 평안북도 관찰사 유혁로, 경상남도 관찰사 황철 등과 함께 순종과 이토 히로부미의 서남부 순시를 수행하여 경상북도와 경상남도 지역을 함께 순회하였다.
1909년(융희 3년) 1월 순종과 이토 히로부미 통감이 경상남북도를 순시할 때 대구 수창학교(현 수창초등학교의 전신)에서 일본 국기를 게양하지 않은 일로 수창학교를 폐지할 것을 학부(學部)에 건의했다. 순종의 갑작스러운 시찰을 두고 항간에서는 남쪽지방 시찰이 끝나면 부산에서 군함을 타고 일본에 볼모로 끌려갈 것이라는 소문이 자자했다. 당시 수창학교 학생 30여명은 경부선 철로에 누워 함께 죽어버리자면서 대구역으로 출발했다. "임금이 볼모로 잡혀가는 것은 절대 볼 수 없다"는 어린 학생들의 충정심이었다. 그 중에는 서른을 넘은 중년의 초등학생도 끼어 있었다. 교사들의 만류로 불발되긴 했지만, 이 때문에 박중양의 요청으로 학교가 폐쇄될 뻔하기도 했다. 그러나 순종은 유언비어로 어린 학생들이 움직였지만 충성심이 가상하다며 넘겼다.
이를 두고 성균관 대학교 강사, 전 친일반민족행위진상규명위원회 위원 김일수는“박중양은 아마도 순종의 방문을 통해 한국통감부 내 자신의 영향력을 대구 사람들에게 보여 주고 싶었을 것이다. 대구 출신이 아니었던 박중양이 대구에서 세력을 키울 수 있었던 것도 이 같은 정치적 행동 때문이었을 것”이라고 보았다.
김일수 박사(성균관대학교 강사, 전 친일반민족행위진상위원회 위원)는 “당시 왕을 알현하기도 힘든 상황에서 왕이 직접 대구를 찾았다는 것은 박중양이 일제로부터 무한대의 신임을 받고 있음을 대구사회에 알리는 계기가 됐다”며 “아마도 박중양은 일본이 조선을 본격적으로 식민지화 할 경우 조선의 정치적 대안세력이 자신임을 알리고 싶었을 것”이라고 보았다. 일설에는 경상북도감영에서 달성공원까지 길을 순종이 오기 전 날 박중양이 만들었다고 한다. 1909년 5월 대구 협성학교를 폐하려 하였으나 학부에서 불허하였다. 대신 그는 협성학교를 제2공립보통학교로 변경하려 하였으나 역시 학부가 거절하였다.

#### 대구 십자도로 개통과 일본인 관료 응징

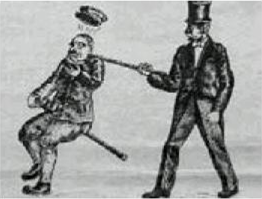
일본인을 지팡이로 내려치는 박중양을 풍자한 만화 (1930년대)

1909년(융희 3년) 대구에 십자도로를 개통하였다. 대구 포정동에서 서문로에 이르는 동서 도로와 종로에서 대안동에 이르는 남북 도로를 말하는데, 공사비는 국고에서 지원됐다. 이 도로가 개통될 무렵 한일합방이 되고 말았다. 대구 시가지를 정비하고 십자도로를 개설함으로써 대구 근대화에 기여했다는 평가를 받기도 했다.
순종의 남행을 수행하고 돌아온 뒤 칙임관 2등(勅任官二等)으로 승급하였다. 같은 해 7월 재조선 일본인 농업관계자와 유지들이 만든 조선중앙농회의 경상북도지회장에 선임되었다. 한편으로 조선인에게 횡포를 부리는 일본인들을 발견하면 자신이 들고 있던 작대기로 무례한 일본인을 두들겨 패고 그 일본인이 저지른 횡포를 경찰에 따졌으므로 일본인들도 어떻게 하지 못하였다. 또한 밉게 보인 순사 몇명쯤은 자기 집 사설 감방에 하루 이틀 가두어 두었다가 제복이나 옷을 벗겨서 거리로 내쫓기도 했다.
그는 일본 순사 때리기를 예사로 하였다 한다. 한번은 일본인 순사들이 노점행상으로 떡을 팔고 있는 어느 노파에게 교통에 장애가 된다고 하여 그 자리에서 장사하지 말라고 경고하였다. 그러나 말을 못알아들은 이 노파가 그 다음날에도 그 자리에서 장사를 하자, 화가 난 순사들은 떡함지를 발로 걷어차 떡이 죄다 쏟아져 소동이 발생했다. 이를 본 박중양은 바로 관할 경찰서장을 호출하고, 해당 순사에게 땅바닥에 떨어진 떡을 입에 물리고 떡함지를 머리에 이게 하여 장터거리에 조리를 돌려 민심을 수습했다.
그의 위세는 막강하여 '작대기를 휘두르면 기차가 섰다'고 하는 이야기가 전설처럼 전해지고 있다. 그러나 조선통감부와 조선총독부에서 그를 각별히 신뢰하고 있었으므로 일본인들도 그를 함부로 다루지 못하였다. 그는 밀주와 탁주 등 술을 즐겼다. 한편 마땅히 일자리를 찾지 못하는 청년들을 일본인에게 부탁하여 취직시킨 일이 있었는데 이 소문이 널리 알려지면서 사람들은 그가 술을 좋아한다는 점을 알고 밀주 항아리를 갖다주고 그 대가로 많은 사람들이 도움을 받기도 했다.

### 일제 시대 활동

#### 韓日倂合 직전
관료생활 중 그는 사사로운 이익을 취하지 않았으므로 그를 싫어하던 이들 조차도 그를 쉽게 다루지 못했다. 그가 이토 히로부미를 배경으로 삼고 있어 여러 대소 관료들이 온갖 뇌물을 가지고 아부를 해 왔다. 그러나 그는 그것을 다 물리쳤다. 평소 사람을 신뢰하지 않던 그는 사사로운 대접, 접대도 최대한 회피하였다. 순종의 대구 방문 이후 박중양은 일제로부터 투터운 신임을 받으면서 탄탄대로를 걷게 된다. 곧 가의대부로 가자되었다가, 1909년(융희 3년) 10월 23일에는 그해 초 순종의 서남부 시찰에 수행한 경기도관찰사 김사묵, 평안남도관찰사 이진호 등 세 관찰사와 이하 관료들을 포상할 때 가자되어 자헌대부(資憲大夫)가 되었다. 10월말 한때 타지로 전임이 예상되었으나 결국 유임되었다.
1910년(융희 4년) 3월 경상북도 내 각 군수들과 지역 명문가, 유지들에게 기부를 호소하여 수만금을 모아 경북일보를 창간하였다. 1910년(융희 4년) 8월 충청남도 관찰사로 부임하였다. 박중양이 충청남도 관찰사로 영전이 되었을 때 대구부민은 사은의 뜻으로 금줄이 달린 시계를 선물하였는데 시계 뒤 뚜껑 안 쪽에 이중 십자형을 새겨 넣었으니 이는 성벽파괴의 공적과 십자로 개통의 배려를 상징한 것이라 한다. 그해 韓日倂合을 보았다. 韓日倂合조약이 체결되었으나 그는 슬퍼하지 않았다. 오히려 '국민의 권익을 보호하지 않는 정부를 위해 국민이 충성할 이유가 없다'며 韓日倂合을 당연한 결과로 받아들였다.
1910년 9월에는 경상북도에서 각 면민들을 대상으로 특별 강연을 했는데, 연사의 한사람으로 초빙되었다. 여기서 그는 韓日倂合 조약의 이유, 합병 조건을 설명한 후 새 정부의 통치에 적극 협력해줄 것을 호소하였다. 이후 그는 "폭풍과 홍수를 방어할 지력이 없고, 대세를 저항할 실력이 없다. ... 요로에 있으면서 민족을 위해 노력하는 것이 우리가 취할 길"이라고 하였다.

#### 일제 시대 초반

##### 韓日倂合 전후

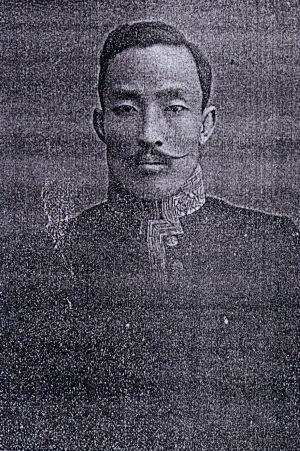
박중양, 1910년 무렵

1910년 10월 1일 조선총독부 고등관(高等官) 3등에 임명되고, 다시 충청남도 도장관(도지사)에 보직되었다. 韓日倂合 이후 종5위 훈5등(從五位 勳五等)의 품계를 받았으나 남작 작위는 거절하였다. 1910년 10월 1일부터 1912년 3월 31일까지 충청남도 장관직을 지냈다. 조선총독부가 들어선 뒤 전체 13도의 도장관 중에 조선인은 전북의 이두황, 충남의 박중양, 강원도의 이규완 등 3명 뿐이었다.
도청 청사는 옛 관찰사가 있던 감영을 그대로 쓰기로 했고 도장관실 역시 관찰사가 집무하던 72평짜리 선화당(宣化堂)을 사용했다. 그리고 도장관을 부를 때는 '각하'라는 칭호를 사용하도록 했다. 박중양은 충남도장관 집무를 시작하자마자 첫 군수회의를 소집했는데 이 자리에서 부여 임천군수 이종열(李宗烈)이 계속되는 총독부의 토지조사로 "민심이 흉흉하니 이것을 중단해 줄 것과 농지의 단위를 종래의 ‘마지기’에서 ‘평(坪)’으로 바꾸면 혼란이 온다"는 발언을 했다. 그때 농민들은 순사의 호위아래 살벌한 분위기 속에 농지측량을 하는 것에 큰 불만을 가지고 있었던 것이다. 그러자 도장관은 버럭 화를 내며, “오늘 회의는 이것으로 마치겠소!” 하고 퇴장해 버렸다. 그리고 곧바로 이종열 임천군수는 해임되었다.
1912년 8월 1일 일본 제국 정부로부터 한일병합기념장(韓國併合記念章)을 특별히 수여받고, 11월 4일 조선총독부 고등관 2등, 1913년 1월 30일 정5위(正五位)로 승급, 1913년 7월 1일 훈4등 서보장(勳四等 瑞寶章)을 수여받았다.
충청남도도지사인 그는 도내의 소학교, 중학교 학생들 중 성적이 우수한 조선인 학생들에게는 손수 시상하였다. 1912년 당시 예산소학교 2학년이던 화학자 이태규는 성적이 우수하다 하여 그에게 상을 받았다 한다. '예산소학교 2학년인 이태규의 재주가 널리 알려져 박중양 도지사가 손수 이태규의 가슴에 훈장을 달아주었다. 또 우등생에게 주는 상품으로 사과나무를 받아와 집 앞마당에 심기도 했다.'는 것이다.

##### 공주-대전간 도로 건설
1911년 4월 따스한 봄이 시작되면서 데라우찌 조선 총독은 각 도장관들에게 구형 포드 자동차를 한대씩 사서 보냈다. 그러나 차를 움직일 운전사가 없어 박중양 도장관은 차를 가져다 놓고도 그대로 묵혀두었다가 공주에 살고있던 崔모라는 사람을 서울까지 보내 운전교육을 받게 한 다음 비로소 차를 타기 시작했다. 후일 대전상공회의소장을 지낸 문갑동(文甲童)도 이무렵 함께 운전을 배웠는데 崔모씨는 도장관차를 끌기 위해 면허도 따기전에 공주로 내려왔다. 최모는 면허증도 없이 도장관차를 운전한 셈이다. 그러나 박중양은 도장관의 직권으로 최모의 무면허 운전을 승인하였다.
1911년 3월부터 박중양은 공주-대전간 도로 건설을 추진하였다. 1910년대 초 까지도 충청남도 도청 소재지인 공주와 신흥도시로 발돋움을 시작한 대전 사이에 도로가 없었다. 당시 공주에서 금강을 배로 건너 종촌과 대평리를 거쳐야 하는 불편한 길 밖에 없었고 지금처럼 대전 - 동학사 입구 - 마티고개로 통하는 직통도로는 생각도 못했다. 물론 예산이 제일 문제였다. 그 당시 화폐단위로 최소한 87만원이 필요했었는데 충남도청을 대전으로 옮길 때 현도청 신축비가 35만원이었다. 조선총독부 건설국에서는 87만원의 비용은 무리라고 통고하였으나 박중양은 도로 건설을 고집하였다.
그래서 박중양 도장관은 총독부에 여러번 찾아가 교섭을 벌였으며 그래도 결말이 나지 않자 데라우찌총독과 만나 결국은 87만원 전액을 타내는데 성공했다. 이렇게하여 1912년 3월 대전 - 유성 - 반포 - 공주간 신작로 공사가 착공을 보게 되었다. 큰 하천이 없어 공사는 쉽게 진행된 편이었으나 말티고개를 굽이굽이 넘어가는 길을 뚫는 것이 가장 난공사였으며 그 무렵 이 산에는 많은 화전민들이 있었는데 이들의 반발이 자주 말썽을 일으켰다. 특히 말티고개 중턱에서 다이너마이트를 잘못 터뜨려 화전민 5명이 목숨을 잃는 사고까지 발생하였는데 이것이 화전민의 감정을 크게 자극했으며 이 때문에 공사가 1개월 동안이나 중단되기도 했었다. 일각에서는 천지신명이 노한 것이라는 입소문이 돌았고, 즉시 도로 개통을 중단해야 한다는 여론이 나왔지만 박중양은 도로 건설을 강행하였다.
1913년 9월 17일 공주 - 반포 - 대전간의 새 도로가 탄생했고 이 도로의 개통은 대전의 발전을 크게 촉진시켰으며 신비 속에 가린 계룡산개발에 크게 공헌했다.

##### 충청남도 도장관 재직 시절
군청 통폐합작업으로 시끄러운 가운데 논산군 은진면 유지들이 도장관 면담을 요청했다. 당시는 군청이 은진면에 있었는데 논산, 강경, 연무 일대를 통합하여 논산으로 군청을 이전키로 하여 시끄러울 때였다. 그런데 은진에서 찾아온 유지들 가운데 한 노인이 상투머리에 갓을쓴 것을 보고 버럭 소리를 질렀다. '단발령이 내린지 언제인데 지금까지 상투를 하다니... 에잇! 다들 나가시요.' 그리고는 집무실로 들어가 버렸다. 이후 상투 노인들 대신 마을 청년 지도자들이 찾아오자 면담을 하였다.
예산농업학교의 교장인 이부스키 다케기치(指宿武吉))는 1910년 8월 10일부터 1915년 3월 31일까지 5년간과 1920년 4월 1일부터 1924년 3월 31일까지 5년간 제 3대 교장으로 두번에걸쳐 10년간을 근무하였다. 1915년 당시 충청남도장관(현 도지사) 박중양(朴重陽)과의 사이가 좋지못해 황해도 농무과 기사로 전임 되었다. 그후 박중양은 황해도지사로 부임하려 했다. 1920년 황해도지사로 부임하려는 박중양을 우연히 다시 만나게 되자 1920년 4월 1일자로 다시 예산농업학교로 부임하였다.
충청남도 도장관 재직 시절 그는 대종교 포교를 금지하였다. 충청남도 장관 박중양이 조선총독부 내무부 장관 우좌미 승부(宇佐美 勝夫)에게 보낸 질의에 대한 답변 에서도 대종교를 불허 하고 있음을 밝히고 있다. 또한 충청남도 내 대종교 포교 사실을 적발하여 조선총독부 내무부에 보고하였다. 박중양이 보낸 '학도 에 대한 대종교 권유 상황 보고에 관한 건'이란 보고에서, 당시 대종교의 중요 문건 이었던 '단군교 포명서' 와 '단군교 오대종지 포명서'를 통하여 지역 학생들에게 국권 회복을 선동했다는 것이다. 이에 대해 총독부는 '본건 에 대한 의견' 을 통하여 대종교를 기성 종교인 신도(神道), 불교, 기독교와 동일하게 취급할 수 없어 종교 로서 인정할 수 없다고 밝혔다.
1914년 9월 10일 조선총독부 시정5주년기념 조선물산공진회 충청남도지부 평의원에 선출되었다. 1914년 11월 7일 매일신보사를 시찰하였다. 1914년 11월 8일 조선총독부에서 소집한 전국 도지사 회의에 참석하다. 11월 21일 조선농회 충남지회 주최 충남 물산품평회에 참석하다. 공주군 물산품평회가 심사에서 우승을 하여, 우수농가인 논산의 이기승(李基升) 외 3인에게 은배를 시상하였다.

##### 일본인 관리 응징
1914년 충청남도지방토지조사위원회 위원장이 되었다. 충청남도도장관으로 재직 중 김갑순(金甲淳)의 회유와 위협에 쉽게 굴하지 않았다고 한다. 김갑순은 희귀한 수석과 보물, 여자 등으로 그를 회유했지만 박중양은 눈하나 까딱하지 않고 김갑순을 호통쳐서 되돌려보냈다. 반민특위의 김갑순 재판 기록에는 '김갑순의 관청 교제는 참으로 능하였다. 박중양(朴重陽) 외 어느 도지사, 군수, 경찰서장, 판검사 쳐놓고 김갑순의 손아귀에 놀아나지 않는 자는 하나도 없었다.'고 하기도 했다. 1915년 3월 31일 충청남도 도장관에서 의원면직하고 바로 3월 31일 당일부로 중추원 찬의(中樞院贊議)에 임명되었다. 충남도장관에서 물러난 뒤 대구 침산동에서 영농을 시작하였다. 그해 11월 다이쇼 천황의 즉위식에 참석차 제물포에서 배편으로 일본으로 건너가, 도쿄에서 열린 다이쇼 천황 즉위식에 참석하고 돌아왔다. 1915년 11월 일본 제국 정부로부터 다이쇼 천황 즉위기념 대례기념장을 수여받았다.
1914년 3월에는 자신의 소유 달성공원 일대를 1905년 4월에 건립된 대구신사의 이전 부지로 기부하기도 했다. 대구신사는 지금의 코끼리사육사가 있는 장소 근처에 건축되었으나, 부제가 실시되기 직전인 1914년 3월에 달성공원 중앙부 서단(현재의 물새사육장이 있는 곳에서 남쪽으로 조금 떨어진 곳)으로 이전, 신축되었다. 건축위원장은 부이사관인 오까모또가, 회계는 이와세가, 그리고 신사부지를 제공한 박중양등 세 사람에 의해 대구신사가 건립을 보게 되었다고 『대구일반』은 기록하고 있다.
일제 시대 당시 그는 조선 내에서 일본인이 함부로 다룰 수 없던 몇 안되는 인사였다. 한번은 일본인 형사가 '조선놈은 배대지가 커서 밥을 대야로 먹는다'고 조롱하였다. 이에 한번은 박중양이 그 형사에게 이르기를 대구 도덕산에 일찍이 오를테니 새벽 4시 전에 오게 하였다. 이어 머슴에게 시켜 꽁보리밥 열 되를 준비하고, 다른 보에는 된장을 담되, 된장 한 바가지에는 매운 청양고추 한푼은 매달고 도덕산에 올랐다. 이 일본 형사는 새벽 3시부터 나타나 박작대기를 데리고 앞장서 산행을 하였다. 이어 대구 국우동 뒷산에서 아침을 먹는데 보니 꽁보리밥에 청양고추는 매워서 먹지 못하여 된장을 먹는데 된장도 맵고 심하게 짜서 먹는둥 마는둥 하고 다시 도덕산에 올랐다. 그런데 얼마 못가 배가 꺼저 어찌나 배고팠지만 고픈 기색을 못하였다. 체면상 배고픔을 내색할 수 없어 그럭저럭 도덕산 꼭때기에 이르렀다. 정상에 다다라서는 배고픔을 견디지 못하여 양푼에 밥 1그릇을 수북이 담아줘도 다 먹고, 또 1양푼을 더 먹었다. 순사가 밥을 더 먹는꼴을 보던 박중양은 '이놈의 순사 배가 함지박보다도 큰가보다. 혼자 밥을 반통이나 처먹는구나 하고 조롱하였다.

##### 사회 단체 활동
1916년 7월 23일 호전당선화회(戶田塘仙畵會)의 조직에 창립발기인으로 참여하고 입회하여 7월 23일 대구 동문 상무회도장에 작품을 출품하였다. 그는 서예에도 일가견이 있었고 일본 유학 중에는 그림 그리는 법을 배우기도 했다.
1916년부터 1920년까지 중추원 참의를 지냈다. 이 무렵 그는 안동과 대구간 경철 노선 유치에 나선다. 1918년 4월 종4위에 서위되었다. 1918년 5월 대구상업회의소 특별평의원(大邱商業會議所 特別評議員)에 선출되고 경상북도 제2회 물산공진회에 참여하여 물산공진회 경상북도지회 평의원에 선출되기도 했다.
1918년 8월 28일 대구와 안동간의 철도 개통 후원조직인 구안간 경철기성회(丘安間輕鐵期成會)의 창립에 참여하고, 바로 구안간 경철기성회 회장에 추대되었다. 이후 대구부청 회의실에서 후원회를 개최하였다. 대구와 안동간의 철도 개통 운동에 동참하였고, 그밖에 대구와 경주, 대구와 대전 지역 철도 유치도 추진하였지만 실패한다.
대구 침산에 별장을 마련한 그는 훗날 침산에서 여생을 보내기도 했다. 작대기를 짚고 대구 침산을 오르내리던 박중양이 조선사람을 괴롭히는 일본 관헌을 혼내곤했다는 '박작대기'의 일화가 최근까지 이곳 주변을 맴돌았다. 韓日倂合 전후로 기세등등한 일본인 관헌들을 부정적으로 보던 그는 일본인 관헌들이 마음에 들지 않으면 가차없이 끌어내려 호통치기도 했고, 일본인 또는 조선인 관헌에게 밉보여 억울하게 구속수감된 사연을 듣고 풀어주기도 했다. 그밖에 조선총독부의 각별한 신뢰를 배경으로 실직자와 무직자를 취직시켜주기도 했다. 그가 실직자와 무직자 몇 인을 취직시킨 소문이 확산되어 각지에서 젊은이들이 찾아오자, 그는 각자 재능을 살펴보거나 사정이 딱한 이를 가려서 취직시키거나 업체, 관공서 등에 천거하였다.
1918년 9월에는 쌀값이 비싸져 품귀현상이 발생하자 9월 4일 주민구제를 목적로 조직된 미곡임시구제회에 참여, 임시구제회 위원 겸 상담역이 되었다.

#### 일제 시대 전반기의 혼란 수습

##### 3.1 운동 비판과 진압 가담

3.1운동 당시 시위대에 대응하기 위해 도열해 있는 일본 군경

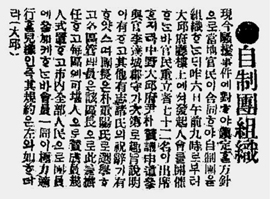
3.1운동 진압 자제단 발족 신문 기사

1919년 3·1 만세 운동이 일어나자, 그는 “국민이 독립생활의 능력이 없으면 국가가 부강할 도리가 없다.”라며 이를 냉소적으로 평가하였다. 만세 운동이 전국적으로 번지자 박중양은 이를 막기 위해 온 힘을 기울였다. 당시 이완용을 비롯한 친일파들과 윤치호 등의 회의주의자들이 3·1 운동의 무모성을 지적하고 있었던 것과 마찬가지로, 그는 '국민이 독립생활의 능력이 없으면 국가가 부강할 수 있는 도리가 없다. 독립 만세를 천번 만번 외친다고 해도 독립은 만세만 가지고 되는 것이 아니다.'라고 하면서 '오직 실력을 양성해야 한다'고 주창하였다.
그러고는 3·1 운동에 대한 직접적인 진압을 지휘하였다. 이어 만세 운동을 진압하고 귀가시키기 위한 단체 '자제단'(自制團)을 조직하였다. 4월 6일 대구에서 '자제단 발기인회'가 조직될 때 그는 단장이 되었다. 자제단은 '경거망동으로 인하여 국민의 품위를 손상케 하는 일이 없도록 상호 자제케 함'을 목적으로 한다면서, '소요 사태(3·1 운동)를 진압하고 불령한 무리를 배제'하는 것을 주요 활동으로 하였다. 이를 위해 불온한 행위를 하는 사람을 발견하면 설득하여 집으로 돌려보내고, 불응하는 자와 과격분자는 곧바로 경찰관헌에 보고한다는 서약까지도 했다. 바로 그는 칠곡, 선산의 자제단 조직을 직접 주관하였다. 이 이후 경북도 참여관 신석린이 주동이 되어 안동, 성주, 군위, 김천 등지에 자제단이 조직되었다. 그의 독립 불가 의견에 내심 동조하던 윤치호, 서재필 등은 그의 3.1 운동에 대한 자발적인 진압참여를 계기로 그와 교제를 끊고 등을 돌리게 된다.
그는 만세 운동에 앞장서는 학생들이 누군가의 선동에 의해 이끌려갔다고 주장했다. 조선 학생들을 구금한 일본인 헌병대장에게 학생들의 석방을 탄원하였으나 이 헌병대장이 거절하면서 고압적으로 나오자 헌병대장을 혼내고 학생들을 석방시키기도 했다. 그해 4월 13일 그의 자제회 설치 활동에 분개한, 대구 계성중학교 중퇴생 이영식(李永植)이 그를 죽이겠다는 협박, 경고장을 보내기도 했다. 같은 날 4월 13일 김천의 독립운동가 김수길(金壽吉)은 대구에서 박중양이 자제단을 만들어 만세 시위를 저지하려는 행동에 대해 규탄하면서 '친일파에 대한 암살 위협'을 담은 경고문을 박중양 등에게 발송하였다. 한편 박중양은 3.1 운동에 참여한 일부 학생들의 신원 보증을 서주고, 이들의 석방, 일본 유학을 주선해주기도 했다.
1919년 9월 3.1 운동 진압, 해산에 참여한한 공로로 그는 총독부로부터 훈3등 서보장을 받았다.

##### 조선총독부의 감시와 내사
자제단의 발족과 3.1 만세 운동 진압으로 그는 심한 비난, 성토를 당하게 된다. 3.1 만세 운동 진압 이후 다시 관직을 사퇴하고 물러났으며 1920년 2월 대구상업회의소 특별평의원에 재선되었고, 그해 5월 대구청년회 발전 기금으로 5원을 기부하였다. 그러나 1920년 무렵 그는 조선총독부로부터 감시, 내사를 당하게 되었다.
1920년초 사이토 마코토 총독 은 조선인 관리를 개인별로 심사하여 인사 이동을 대폭 단행하였다. 이때 많은 조선인 관료 가 면직 되고 친일성을 인정받은 자들이 대폭 승진 하였다. 또 아첨과 충성심으로 파격적인 승진을 한 자 들도 많았다. 그리고 조선인 관리에 대한 감시가 강화되었다. 그러나 아첨과 말재주가 없던 박중양은 오히려 총독부로부터 감시를 당하게 된다.
1920년초, 당시 조선인 관리는 하급자는 물론 웬만한 상급의 친일 관료 마저도 끊임없는 감시아래 놓여 있었다. 예컨대 조선인 도지사 중에는 박중양도 그 감시 대상이었다 한다. 그해 5월 12일 중추원 참의직을 사직하고 대구 침산동으로 낙향했다. 중추원 찬의, 참의로 재직하면서도, 토지를 매입해 농사를 짓던 그는 사과 과수원과 옥수수, 감자 농사에 전념하였다. 일본과 미국에서 수입한 퇴비와 방재약을 주어 농사를 지어 수확이 좋았고, 그는 자신이 농사지은 작물을 걸인(거지)과 부랑자들에게 무상으로 나눠주었다. 공짜로 더 달라고 했다가는 불호령이 떨어지기도 했다.
11월 12일 중추원의 중추원 일본 시찰단원 17명의 한 사람에 선발, 일본을 방문하였다. 1920년 12월 일본 내각총리 하라 다카시(原敬)에 의해 소환되었다. 총리 하라 다카시는 박중양을 만나 말하기를 "일본은 조선인을 관리로 삼아 등용할 뿐만 아니라 장차 조선인으로 하여금 내각의 임원으로 참여시켜 조금이라도 경계의 구분을 없애려는 것"이라 했다. 이에 대해 잡지 천고(天鼓)는 "조선인이 분투하고 소망하는 것은 즉 독립인데 한낱 내각의 일원으로써 조선인의 마음을 움직이려고 하는 것인가"라고 하였다.

##### 황해도지사 재직, 수해 사태 수습

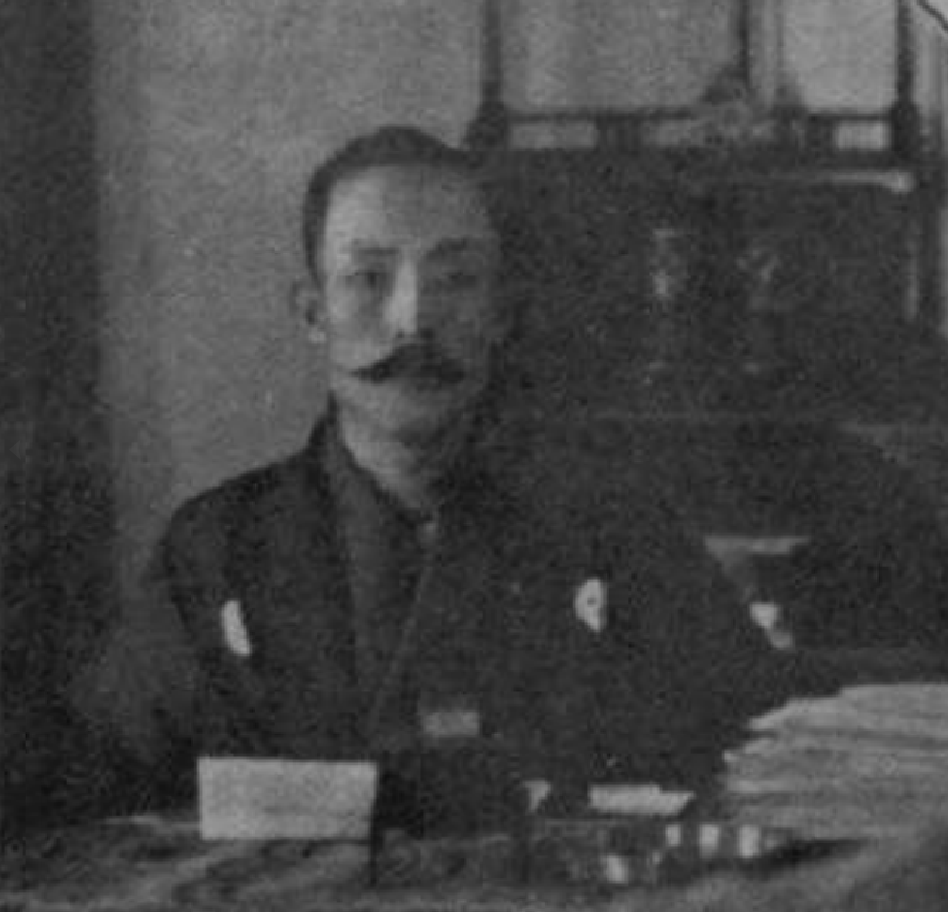
1922년 황해도지사 재직 시절

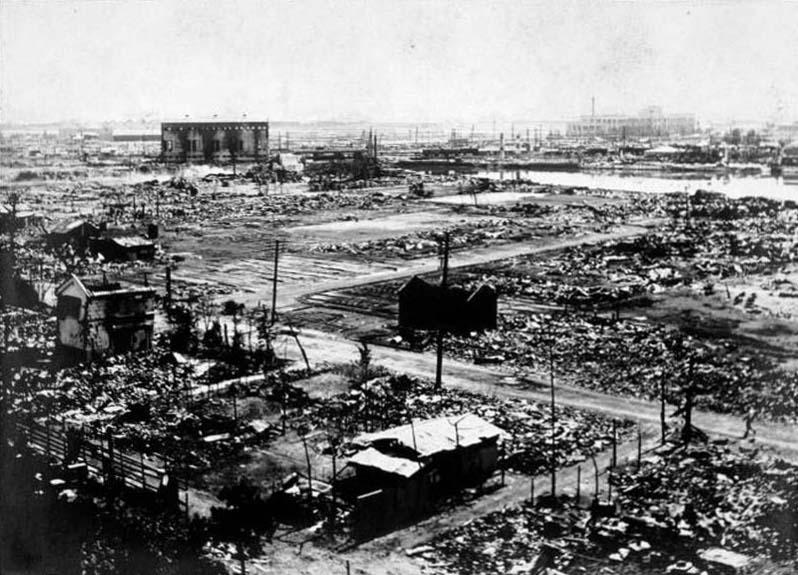
일본 간토 대지진 현장

3·1 만세 운동을 진압하거나 자제할 것을 촉구하여 사태의 확산을 방지하였는데도 그는 조선총독부로부터 끊임없는 의심과 감시를 당했다. 그는 은인자중하며 외부 활동을 삼가고 농업에 전념하였다. 1920년부터는 민립대학 기성회에 후원자의 한 사람으로 참여하였다.
그 뒤 다시 관직에 나가 1921년 2월 12일 고등관1등(高等官一等)에 올랐으며, 황해도지사(黃海道知事)로 부임하였다. 그해 9월 황해도에 수해가 발생했으나, 피해상황을 바로 확보하고 조선총독부에 구호물자를 요청하는 한편, 수재민 구제를 신속히 처리하여 바로 민심을 수습하였다.
황해도지사가 되자 황해도 해주에 학교와 병원, 폐병과 내과, 결핵을 치료하는 전문병원 유치 사업을 계속 추진한다. 그는 서양인 선교사들을 통해 황해도에 문맹자를 구제하기 위한 신식 학교 설치를 도와줄 것과 황해도가 개성의 예성강포구와 가깝고 철도의 개통으로 2,3시간 안에 서울에 근접할 수 있는 지역임을 들어 황해도에 병원을 유치하는데 도와줄 것을 호소하였다.

##### 충북지사 재직과 관동대지진 수습

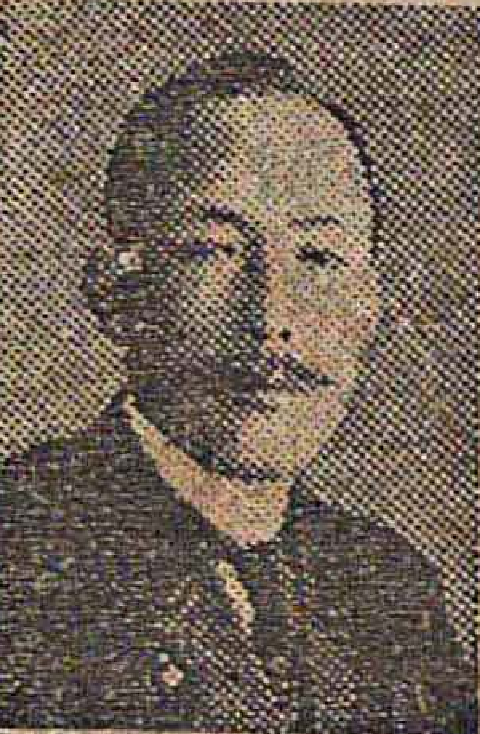
1925년 무렵

1923년 2월 24일 충청북도지사(忠淸北道知事)에 임명되어 부임하였다. 그 해 7월 조선부업품공진회(朝鮮副業品共進會) 평의원에 추대되었다. 충청북도지사로 부임한 직후 그는 충주와 청주에 신식 병원을 유치할 계획을 세우지만, 중도에 사퇴하여 병원 유치 계획은 중단되고 만다.
1923년 6월 그는 보은군 속리산의 법주사로 휴양을 나갔다가, 박석고개에 이르러 비가 와서 자동차가 산을 오르지 못하였다. 그는 도지사의 신분으로 "어찌 차에서 내려서 진흙을 밟느냐"며 하차를 거부하고 군수 김재호에게 인근 농촌에서 소를 동원하여 차를 끌게 하였다. 그러나 차가 움직이지 않자 바로 '명승지로 가는 길에 자동차 하나 자유로이 통행하지 못하여서는 일도의 수치이라'하며 바로 공사를 명했고, 군수 김재호는 못마땅히 여기면서도 부역령을 동원해 공사를 시행했다. 그러나 농번기에 있던 농민들은 강제부역에 동원되면서 생계를 보장하는 농사를 짓지 못하고 부역에 동원되어 불만이 쌓였고, 6월 중순 3백여 명의 보은군민들은 현장감독인 군청 기수(토목직 공무원)와 보은경찰청 순사를 난타하여 충청북도경찰청에 증원, 현장에서 40여 명의 농민을 체포하는 등 물의를 빚기도 했다. 그러자 동아일보 등 소수의 언론은 이를 보도하여 문제삼았다. 농민과 소를 강제로 동원한 일과 권위주의적인 태도로 그는 지식인들로부터도 비토를 당하게 된다.
1923년부터 충청북도도지사 박중양이 보은군 속리산 법주사에 휴양을 다녀온 뒤 계속 자신의 휴양지, 유흥지로 사적으로 남용하였다. 동아일보가 이를 꾸준히 비난하고 기사화하여 물의를 빚었다. 이때 윤치호는 만일의 사태를 대비하여 조선총독부 당국에 사실대로 보도한 민족의 정론인 동아일보를 처벌해서는 안된다며 동아일보를 비호하였다.
1923년 청주의 독지가 김원근의 대성학교 설립을 후원하였다. 훗날 김원근의 반민특위 진술에 의하면'1923년 당시 집 옆에 영정보통학교(塋町普通學校)가 건너편에 있었는데, 입학 시기가 되면 불과 100여 명 수용에 지원자는 1,000여 명되어 보기에 안타까움을 금치 못하였으므로 지사 박중양(朴重陽)을 방문하고 학령아동으로 미취학자를 구제키 위하여 사립학교를 설립할 것을 간원하였더니 기본금 조성할 것을 묻기에 시설 일체를 본인이 부담할 것을 거하고, 우선 청주 교동에 있는 천도교회당 약 12평을 후에 양옥으로 축조해 준다는 조건부로 빌려 신입생 150명을 수용하여 2부 수업을 실시하며 일방 건축을 시작하여 이듬해 200평 교사를 이듬해까지 완성시켜 정식 인가를 받았다'고 하였다. 김원근은 사립학교였음에도 학생들에게 학비를 받거나 학부모에게 돈을 거두지 않았다고 한다. 교육, 계몽을 통해 실력을 쌓는 것이 우선이라 본 그는 김원근의 학교 설립을 가상히 여겨 박중양은 그 자신의 월급을 10분의 1할씩 떼어서 1924년 김원근에게 매달 보냈다.
1923년 10월에는 관동대지진으로 재일 조선인이 큰 피해를 입자 조선인들에 대해 일본인들이 뭐라 하거나 말거나 '유언비언에 현혹되지 말라'는 유고(諭告)를 발표했다. 이어 그는 관동대지진 등에 대한 위문 단체에 기부금을 납부하고, 일본인들에게도 조선인들과 관동 대지진은 무관하며 유언비어에 현혹되지 말 것을 호소했다. 그러나 그의 호소는 묵살되었고 일부 조선인들은 관동대지진의 배후로 몰려 처형당한다. 1923년 조선총독부 내무국 문관보통징계위원회 위원장와 내무국 보통시험위원회 위원장을 지냈다.

##### 속리산 도로 개통

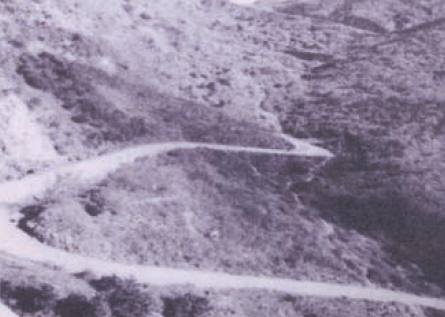
1920년대 후반~1930년대 초의 속리산 말티고개

말티고개는 일제 시대인 1923년까지만 해도 우마차 정도만이 통행할 수 있는 작은 길에 불과하였다. 그러다가 당시 충청북도 지사인 박중양이 법주사를 방문하기 위해 말티고개를 넘으면서 불편함을 느끼자 보은군수인 김재호에게 확장보수 공사를 지시하게 되면서 처음 자동차가 통행할 수 있게 되었다. 김재호는 당시 농번기임을 들었지만 그는 도로 개통을 지시했고, 이어 공사가 진행되었다.
| “ | 임농부역에 분개한 농민 기수와 순사를 난타 급하지 아니한 산길을 닥고자임농시에 치도를 명령한 지사 사건의 전도는 매우 험악 충청북도 보은군에서는 도댱관 박중양씨로 인하야 큰 분란이 이러낫다 이제로부터 약 일개월 전에 풍류를 즐기는 충청북도 지사 박중양씨는 자동차를 모라 보은군 속리산 속에 잇는 명찰 법주사를 유람차로 나섯섯다 먼저 보은읍내에 이르러 관민의 환영을 밧고 군수 김재호씨의 안내를 밧아 속리산을 향하얏셧다 본시 보은읍에서 속리산 사히에는 “박석틔”라하는 큰 고개가 잇서서 도저히 자동차로는 넘어가지 못 할 곳이엇섯다 그러나 당대의 일도 댱관으로서 엇지 차에서 나려 흙을 발브랴하는 생각이 드럿든지 박중양씨는 긔어코 차에서 나리지를 안코 촌가에 가서 소를 꺼러다가 자동차를 꺽러넘기게한 결과 겨우 도지사의 위엄은 직히게 되얏섯다. 그러나 오히려 마음이 덜 풀닌 박지사는 김군수를 보고 명승디로 가는 길에 자동차 하나히 자유로 통행 하지 못하야서는 일도의 수치이라 하며 불일내로 공사를 시작하야 곳 자동차가 통행을 하게하라고 엄명을 하엿다 지사의 명령이라 일개 군수로서 억이는 수 업스닛가 김군수는 즉시 금월 초순부터 부역을 푸러 공사를 시작하얏는대 본시 이 고개는 비록 자동차는 통행치 못하나 인마는 임의로 통행되는 곳이며 그 고개는 다만 속리산 법주사 외에는 다시 통한 곳이 없는 중요치 안은 길이었다. 그러나 지사의 분부임으로 전군 만여호의 부역을 풀게 되는 때는 마츰 첫여름임으로 농가의 뎨일 밧분때이다. 일반인민들은 백성의 생명을 보장하는 농사를 못 짓게하고 이길을 닥글 지급한 필요가 어대잇는가하야 매우 울분히 역이든 중 덕욱히 가튼 군에서도 회남면, 회북면 가튼곳은 부역장까지 왕복이 근백여리나 되니 인민의 피해와 관란은 이르르길이 업섯다 과연 지난 십일일에 군청 토목기수 모 일본인은 원악 돌연히 시작한일임으로 예정이 스지 못하야서 인민에게 일정한 지뎜에 일을 식히지 못하고 이곳저곳으로 변덕을 피움으로 갓득이나 울분히 역이든 삼백여명 인민들은 마참내 그 기수에게 몰녀드러 란타를 하고 그 싸홈을 말니랴하든 순사 세사람까지 란타를 하야 중상을 당하게 하얏다 이 급보를 들은 충북 보은경찰서는 충청북도경찰부의 응원까지 청하야 전원 총출동으로 현장에 급행하야 임의 사십여 명을 검속하고 목하계속 거거중이니 사건의 전도는 매오 위험하다더라. | ” |
|   | — 동아일보 1923일 6월 16일자 |   |

바로 공사에 들어가 그해 7월 속리산으로 오르는 현대식 2차선 도로가 개통되었다. 그러나 길이 구불구불한데다가 산사태 등으로 계속 문제가 발생하였고, 개보수가 계속되었다. 우여곡절 끝에 이 공사는 1931년에 끝났으나 여전히 자동차가 손쉽게 올라가기에는 무리가 있었다. 확장 공사 완공 후 시승을 하던 박중양이 처음 공사를 지시했을 때처럼 결국, 소를 자동차에 대어 끌고 올라갔고, 대부분 사람들도 차에서 내려 걸어 올라가야만 했다. 속리산 도로 포장공사가 되지 않은 상태에서 민가에서 소들을 강제로 징발하여 자동차를 끌게 한 것과 농번기인데도 농민들을 부역에 동원한 일로 폭동이 터질 위기에까지 직면하기도 했다.
1924년에는 충주에 국도를 건설하기 위해 농민들을 징발하여 도로를 닦았다. 그런데 농번기에 농민들을 징집하고 임금을 주지 않자, 충주의 지역 유지 예남 홍승대(蘂南 洪承大)는 박중양을 상대로 경성지방법원과 경성복심법원에 소송을 제기, 승소판결을 받고 고향으로 돌아왔다.

##### 속리산 성추문 사건과 퇴직

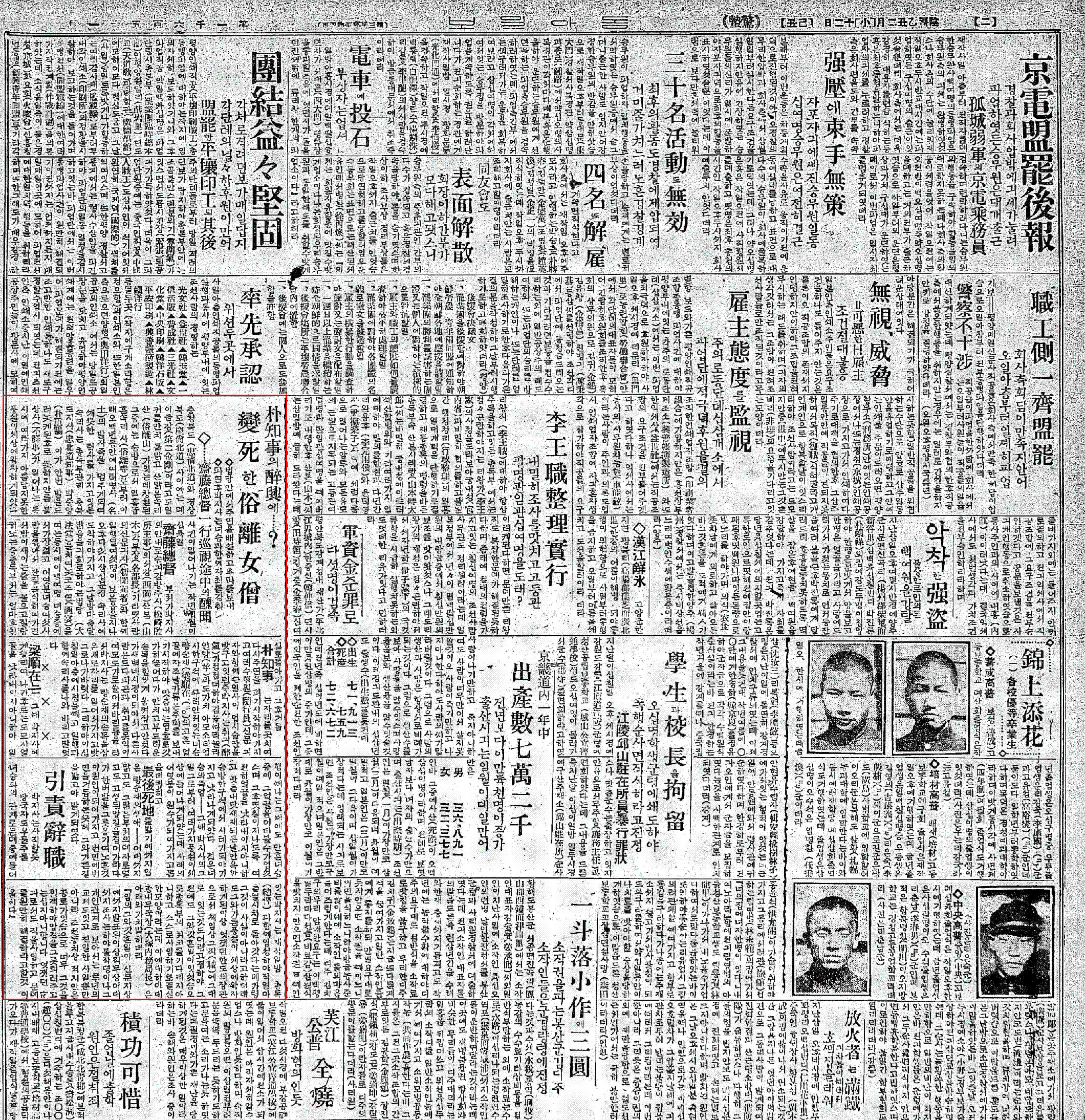
속리산 여승 변사 사건 보도

1924년 11월초에는 속리산 속리사에서 조선총독부 사이토 마코토 총독 내외와 감방주사, 각 부장과 신문기자 등을 대동하고 속리산에서 주연을 개최했는데, 총독 내외와 수행원들이 각자 자기 방에 들어가자 술에 취한 상태에서 여승 양순재(梁順在, 20세)를 데려가 성관계를 하였다. 그러나 양순재 여승은 그 날로부터 실종되었다가 어느 구석 승방에서 변사체로 발견되어 물의를 빚었다. 그러나 아무도 이 일을 언급하지 못했고 수사는 이루어지지 않았다. 그러다가 1925년 3월 동아일보 등 소수 언론만이 이 내용을 그대로 폭로했고, 이는 곧 사회 문제로 비화되었다. 여승 변사사건이 문제가 되면서 3월 31일 도지사직에서 인책 사퇴한다.
| “ | 충청북도와 경상북도 사이에는 제2금강이라고도 일컬을만치 물맑고 산맑은 속리산이 있는데 그 중에는 승방으로 이름높은 속리사로부터 이래 5백년 동안에 여러 명사의 발가죽을 멈추게 되어 깨끗한 역사를 가지고 있던 속리사는 총독부 관리 충북도지사 박중양이가 한번 발을 들여놓게 된 이후로 뜻하지 않은 불상사가 일어나는 동시에 여러 가지 아름답지 못한 풍설이 세상에 왁자하게 되었다. 사건이 일어나기는 작년 11월 26일 사이토 총독 부처가 박지사의 안내로 송기 감방주사와 서강, 산본 등 각 부장, 기타 몇 사람의 신문기자와 함께 일행 열여섯 명이 보은읍을 지나 오후 다섯시 삼십분경 속리사에 도착하여가지고 그날밤 마침 달밝음을 기회로 하여 큰 법당을 치워놓고 주연을 여는 동시에 2백여 명의 여승 중에서 가장 젊고 여어쁜 여승 여섯 사람을 뽑아서 잔질을 시키어가면서 밤이 새는 줄을 모르고 질탕하게 노는 중 총독 부처는 얼마 후 침실로 돌아가고 그 후 거듭 박지사는 자리를 고치여 다시 주연을 펴기 시작하여가지고 여러 수행원 신문 기자들과 함께 끊일 사이 없이 술잔을 바꾸고 있던 중 박지사는 취기가 점점 더하여감을 따라, 놀란 양과도 같이 아무 소리 없이 한 구석에 꿇어앉아 있는 여승 양순재(20)의 고운 얼굴에 자주 날카로운 추파를 보내기 시작하여 마침내는 옆으로 같이 끌어다가 앉히고 부드러운 손목을 힘있게 움켜잡고 앉았다가 새벽 네시경이 되어서야 다른 사람은 모두 피곤과 취기를 못이겨 모로가로 쓰러져버린 틈을 타서 박지사는 양순재의 손목을 잡은 채로 일어서가지고 밖으로 나가버렸다. 그리하여 이십칠일 아침에 시치미를 떼고 일행과 함께 속리사를 나와버리고 말았다. 양순재는 그때 박지사에게 끌려 나간 후로 도무지 얼굴을 나타내지 아니하여 일행이 떠나는 그 때에도 많은 여승 중에 그 얼굴을 얻어볼 수가 없었으며 그 후 며칠이 지나도록 여전히 얼굴을 나타내지 아니하고 마침 내닷새쯤 되던 날 아늑한 승방 한구석에서 시체가 되어가지고 나타나게 되었다. 젊은 여승의 죽음!! 그때 박지사의 그 일 그로부터 여러 가지 풍설이 세상에 드러나게 되었는데 자태의 어여쁨이 원수가 되어가지고 몸을 더럽히고 최후사지를 밟기에 이른 양순재의 생애! 어제까지 맑고도 그 맑은 부처의 여자로 멀고도 고생된 앞길을 걸어가려다가 한번 발을 그릇 옮기어 놓은 것이 원인이 되어가지고 번민에 번민을 거듭한 끝에 그와같은 길을 밟고야 말게 되었다. 여승과의 관계로 문제중에 들어있는 박지사는 재작일밤 총독과 함께 입성하여 작일 아침 열시차로 돌아갔다는데 가령 그것이 사실이 아니라고 하더라도 그와 같은 풍설이 세상에 왁자하게 된 이상 어쨌던 한 도의 장관으로서 책임상 그 직에 그대로 있는 것도 어렵고 겸하여 그전에도 그와 같은 일이 있었음으로 총독부의 처치를 기다리지 아니하고 스스로 사임하기로 결심한 모양이라는데 이에 대하여 대총 내무국장은 아래와 같이 말하더라. "임의 그와 같은 일이 신문지상에까지 발표된 이상 직무상 어디까지 조사는 하여볼 작정이나 그 개인관계로 보아서는 누년의 교제도 있고 친밀한 사이일 뿐만 아니라 조선총치상 적지 않은 공로가 있음으로 너무 그것을 힐책하여 앞길을 그릇틔어주고는 싶지 아니합니다. 어쨌든 자기로서도 그 직을 사임하고 문제를 원만히 해결하려고 할 것이올시다" | ” |
|   | — 동아일보 1925년 3월 6일자 |   |

당시 충북지사였던 박중양이 속리산으로 순시를 나와 법주사에서 주연(酒筵)을 열고 한 비구니에게 추문을 걸어 결국, 비구니가 자살을 해 논란이 되고 있다는 기사이다. 이는 대대적으로 언론에 보도되었다. 법당에서 여승과 성추문을 벌인 것과, 여승이 변사체로 발견되자 사회에서는 그에 대한 처벌을 요구했고 조선총독부 내무국장과 경무국장은 이를 수습하지 못해 우물쭈물했다. 곧 시말서를 제출한 뒤, 1925년 3월 31일 도지사직을 사퇴한 뒤 휴직계를 내고 문관분한령 제11조 제1항 제4호에 따라 휴직했다. 1927년 2월 15일 그는 3월 1일부로 경성부부부윤으로 내정되었다. 그러나 여승 변사사건이 계속 문제가 되자 1927년 2월 18일 사퇴의사를 밝히고 사직서를 제출, 공직에서 사퇴하였다.

#### 밀주 단속 무마와 고미술품 수집

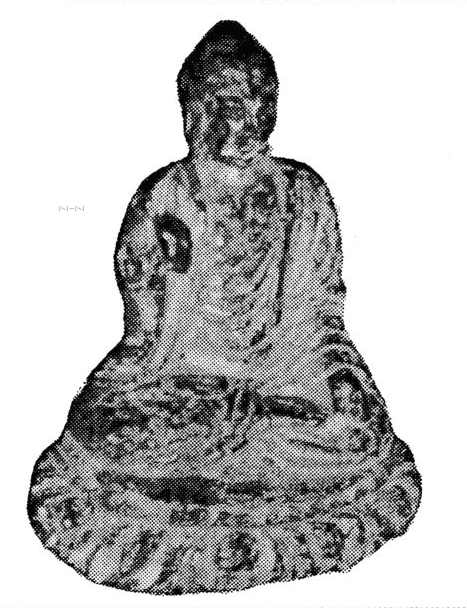
박중양의 호신 불상
(그의 선조 대대로 전해오던 것이었다 한다.)

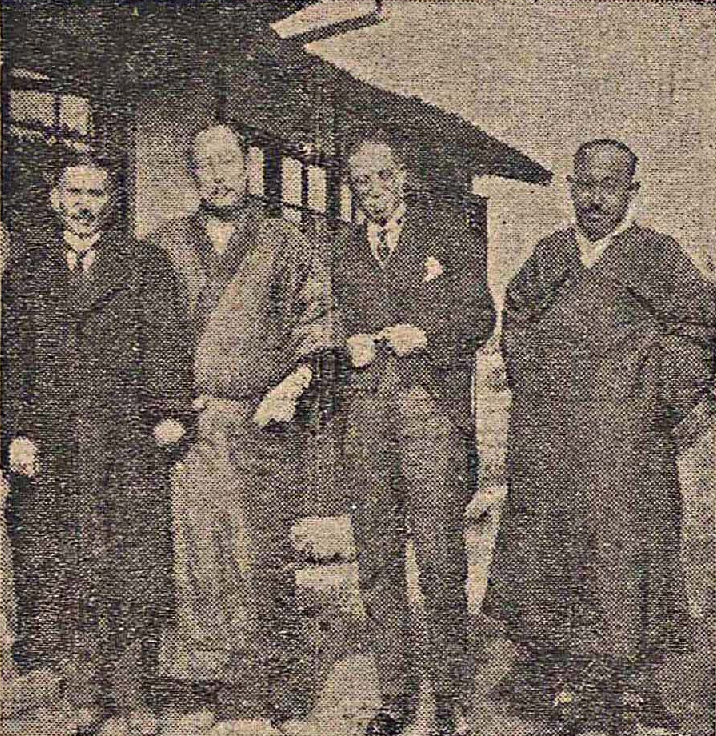
1927년 1월 남선여행객의 방문을 받은 박중양

1925년 5월 불교계의 친일어용단체인 조선불교단 대구지부 고문과 독립사상과 사회주의 배척을 기치로 발족한 내선융화단체인 동민회의 경상북도 지부 상담역을 밭았다. 1926년 4월 순종이 사망하자 그의 장례식에 참석했다. 박중양은 순종의 죽음을 사실상 조선이 영원히 멸망한 것으로 보았다. 1927년 2월 중추원 칙임참의(中樞院勅任參議)로 임명된 뒤 1941년 5월까지 네 차례 연임하면서 매년 2500원의 수당을 받았다. 속리산 여승 변사 문제로 지탄받았지만 조선총독부로부터 업무 능력을 인정받았다.
그는 중추원 참의까지 지냈던 인물이지만 맹목적인 친일파는 아니었고, 일본인들까지도 그를 함부로 괄시하지 못하였다. 1927년 11월 9일 대구상공협회의 조직에 참여하고, 대구상공협회 고문이 되었다.
한편 그는 가정에서 밀주를 만들다가 적발된 사람들의 편의를 봐주기도 했다. 또한 담배를 재배하는 사람들의 세금 면제를 적극 도와주기도 했다. 그가 애주가, 애연가이기도 했기 때문이다. 일제 시대 치하에서도 밀주는 엄벌에 처할 정도로 단속이 심하였다. 그러나 단속 때면 사람들은 박작대기 집에 밀주 항아리를 갖다주곤 해서 많은 사람들이 도움을 받았다. 술을 좋아했던 그에게 밀주를 갖다주면 그는 밀주 단속이 나온 순사들을 붙잡고 시간을 끌어주었다.
골동품과 고미술품을 감정할 줄 알았던 그는 고미술품의 해외 반출을 막기 위해서 자신이 직접 사들이기도 했다. 이는 6.25 전쟁 와중에도 박중양이 각별하게 숨기고 아껴서 1950년대 고서 감정가 석진수가 방문할 때까지도 대부분 그대로 갖고 있었다. 후일 그가 수집한 고미술품은 아들에 의해 석진수 등에게 판매되었다. 석진수는 '이런 물건을 보려고 꿈에 용을 봤구나 하는 생각에 서화, 고서, 나전칠기 등 수집점을 값을 깎지도 않고 일괄해서 구입했다. 화폐개혁 전 값으로만 쳐서 수백만원이었다.'고 한다. 1927년 겨울에는 약초를 찾아다니기도 하고, 금강산의 마의태자 유적지와 사찰들을 찾아다니며 순례하기도 하였으며, 경성부의 고미술품상을 찾아가 서화를 구입하였다.

#### 복직과 일제 시대 중반
1928년 다시 황해도지사가 되었으며, 다시 황해도지사가 되자 황해도 해주에 폐병과 내과, 결핵을 치료하는 전문병원 유치 사업을 계속 추진한다.
1928년 10월 27일 해주의 감리교 폐병요양원이 설립되자 황해도지사로 참석하여 축사를 낭독했다. 개원식에는 세브란스의학전문학교 교감이던 오긍선(吳兢善)과 황해도지사 박중양, 그리고 황해도 경찰부장 겸 위생과장 사카키의 축사가 있었다. 바로 그 날 세브란스병원에서는 항결핵학회가 조직되고 있었다. 세브란스 병원에서 항결핵학회가 조직되자 10월 28일 박중양은 세브란스 병원을 방문하여 항결핵학회의 목적과 연구 내용에 대해 질문하였다. 그해 11월 쇼와 덴노 즉위기념 대례기념장을 받았다.
1928년 11월 8일부터 11월 13일, 14일, 21일에는 조선민보사에서 개최한 임업정책 토론회에 참석, 조선의 임정(林政)을 강연하였다. 1929년 1월 다시 중추원참의(中樞院參議)가 되고, 1929년 5월 조선박람회 평의원(朝鮮博覽會評議員)에 선임되었다. 그해 대구남문 철거작업 기공식에 참석하였다.
박중양은 늘 조선인들에게는 "대소관원에서 백성에 이르기까지 하나같이 질서의식, 시민윤리 등 공공정신이 결여되어 있다"고 지적했다. 요령과 패거리 문화, 속임수가 횡행하는 금일의 수준으로는 독립은커녕 인간답게 사는 것도 힘든 일이라며 한탄했다. 그는 여러 차례 총독부에 조선인과 일본인을 차별하는 정책을 거둘 것을 건의하였다. 그는 "일본인에게만 우대혜택을 주고 조선인들은 차별하느냐"며, "조선 백성이 일본의 신민이 되기를 바란다면 조선인에게도 내지인과 같은 기회를 부여하라"고 요구했다. 그는 총독부가 "조선인들을 차별대우, 무시하는 정책을 계속한다면 조선인들은 자연스럽게 독립 운동에 동참할 것"이라 하였다.
그밖에 그는 황민생활사의 장로(고문)직을 역임하였다.

#### 조선인 참정권 운동
1920년대 초부터 그는 조선인에게도 참정권을 허용해 줄 것과 자치권을 허용해 줄 것을 조선총독부와 일본 제국 정부에 건의하였다. 그러나 조선총독부와 일본 정부에서는 그를 면종복배하는 인물로 보고 경계하였다. 1925년 경성일보 사장인 소에지마 미쓰마사(副島道正)는 "경성일보"를 빌려 '조선의 자치론'을 제기했다. 이에 박중양은 현명한 결단이라며 환영하였다.
소에지마 미쓰마사는 조선인 2천만 명을 대표해서 100명의 식민지 출신 의회 의원을 일본의회에 보낸다면 의회가 민족적 색체를 띠게 될 것이므로 참정권은 반대한다는 주장을 하면서 조선에 식민지 의회를 만들어야 한다는 논지를 폈다. 즉 그는 "자포자기 상태인 조선인에게 건전한 희망과 내실 있는 사상을 주며, 합리적인 수단으로 그 민족주의가 실현되도록 하기 위한 것"이라고 설명했다. 도지사를 지낸 박중양은 사이토에게 편지를 보내, 대의사(代議士 : 일본 중의원 의원)를 몇 명 만이라도 보내도 좋으나 조선의회를 설치하는 것이 더 바람직하다는 의견을 적극적으로 내밀었다. 그는 조선인도 일본의 국민이라며, 이규완, 민원식, 김명준 등이 요구한 조선인 참정권 허용이 정당하다고 총독부와 일본인 지식인들을 상대로 설득하였다.

#### 도지사 퇴직 이후
1928년 12월 도지사직을 퇴직한 이후 그는 중추원 참의로 임명되어 수당을 받았지만 그는 선조의 묘소가 있던 대구부 동중면 침산동의 오봉산을 매입한 뒤, 대구 침산동 침산 주변의 토지와 경기도 양주군의 땅을 매입하였으며, 토지 매입 후 남은 수당들은 자선단체에 기부하였다. 그는 중추원 참의 수당에 의존하지 않고 대구 침산에서 직접 과수원과 옥수수, 감자 농사를 지었다. 양주의 땅 외에 대구 근교의 땅은 직접 다니면서 부인과 일본인 첩과 함께 직접 농사를 지었다.
1930년 2월 22일 칙임관 대우의 중추원 칙임참의에 임명되었다. 한편 그는 일본인 여자를 후취로 들였는데, 삼천리지 1940년 제12권 3호(1940년 3월호)에 내지인 여자를 취처한 고등관급 이상 명단에 그의 이름이 실려 있다.
1932년 1월에는 그를 후원하자는 뜻에서 특별히 침산친목회가 조직되기도 하였다. 1932년 2월에는 침산계를 조직하여 친목단체로 활용하였다.
박중양이 소유하고 있던 대구 북구 침산동 산16-1 임야 등 37필지 총 8만 2,082m₂(총 2만 4,829.805평)은 2007년 8월 13일부로 국가 귀속결정 처분을 받고 강제 압수되었다. 압수될 당시 토지들의 평가액은 21억 8565만 3천원 정도였다.

#### 일제 시대 후반

##### 중추원 활동

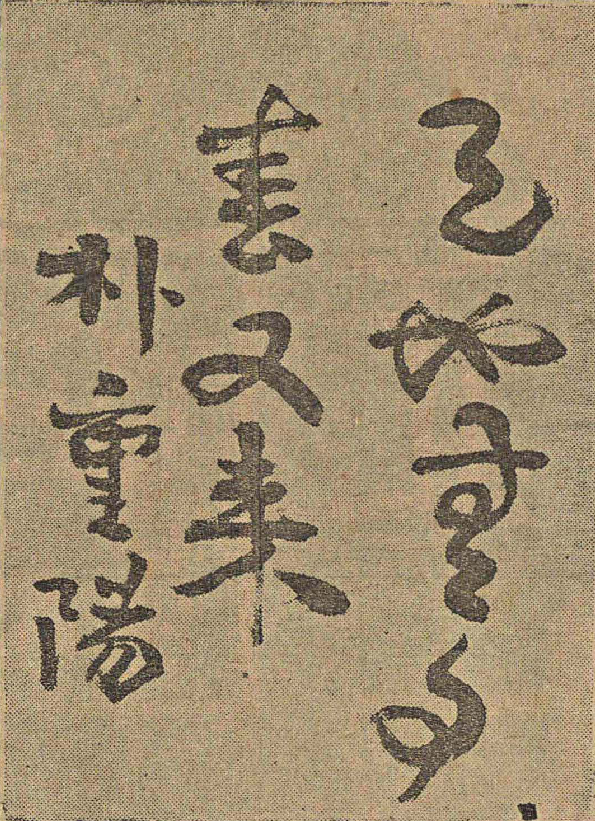
박중양의 친필 휘호

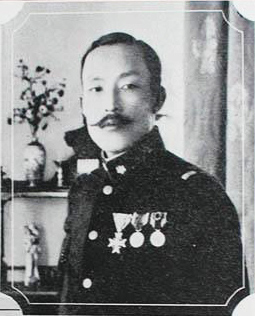
박중양, 1932년 3월

1931년 9월 조선총독부로부터 훈2등 서보장을 수여받았다. 1933년 6월 13일 다시 칙임관 대우의 중추원 칙임참의에 임명되고, 1933년 7월 중추원의 시정연구회 제도부 위원으로 활동했다. 1933년 10월 1일 영남명덕회 고문에 추대되었다.
1934년 8월 3일 정오 12시부터 안동군 봉옥읍(蜂屋邑)의 수해현장을 위문하였다. 군수와 경찰서장에게서 수해현황을 청취한 뒤 봉옥읍의 수해현장을 위문하였다. 수해현장 위문 후 안동시민의 사활문제인 낙동강제방을 긴급히 완축하여 1일이라도 급속히 일반백성의 안정을 도모해야 하는 것이 무엇보다도 위정자의 제1최대급선무라고 소감을 밝히다. 1934년 11월 시중회(時中會) 평의원을 맡았다. 시중회는 1934년 8월 '내선일체를 근간으로 신생활을 통해 신흥조선을 건설'한다는 취지하에 최린 등 천도교 신파를 중심으로 조직된 자치운동단체다.
이듬 해 1935년 총독부가 편찬한 《조선공로자명감》에 조선인 공로자 353명 중 한 명으로 수록되어 있다. 불미스러운 일로 중도에 면직된 일이 있었지만 조선총독부는 그의 재능을 각별히 신뢰하였다.《조선공로자명감》에서 "이토 이하 총독부 대관으로부터 역량, 수완이 탁월하다고 인식되고 비상한 때에 진실로 믿을 수 있는 사람은 지사급에서는 박중양이다."라는 평가를 받았고, 1935년 10월 조선총독부 시정25주년 기념표창을 받았다. 술을 좋아하였지만 일체의 뇌물을 받지 않은 탓에 조선총독부는 그를 각별히 신뢰하였다.

##### 日·中전쟁 전후
1936년 중추원 고문이 되고, 1936년 5월 결핵예방협회 경상북도지부에 가입, 평의원이 되었다. 1937년 7월 日·中전쟁이 발발하자, 박중양은 1938년 8월 조선총독부 시국대책조사위원회 위원에 위촉되었다. 日·中전쟁을 두고 일본의 중국 진출이 가능 여부가 시중의 화제가 되자 그는 몽골이라고 중국을 지배하고 백년을 다스렸고, 여진족이라고 중국을 지배하고 금나라가 백년, 청나라가 3백년을 다스렸거늘 일본이라고 대륙의 주인이 되지 말라는 법이 있느냐고 하여 좌중을 압도하였다.
1938년 8월 칙령 관제로 중추원 시국대책조사위원회가 재개편되었다. 박중양은 1938년 8월 27일 중추원 시국대책조사위원회의 위원으로 재위촉되었다. 이 때는 김연수, 박흥식, 윤덕영, 최린, 현준호, 한상룡 11명의 위원이 조선인이었는데 박중양은 그 중 한명이었다. 그해 9월 중추원 시국대책조사위원회가 총독의 자문사항 18항목의 심의, 자문 목적으로 3개 분과로 나뉘자, 박중양은 문화, 사회분야 와 일반사항을 다루는 시국대책조사위원회 제1분과 상임위원을 겸임하여 내선일체의 강화와 철저화, 조선, 만주, 북지(北支)간의 사회적 연계 촉진, 재중국 조선인의 보호, 지도, 반도 민중의 체위 향상과 생활 쇄신, 농·산·어촌 진흥운동의 확충·강화, 사회시설의 확충, 노무의 조정 및 실업의 방지·구제 등의 문제를 다루었다. 12월 19일 경상북도 체위개선위원회 고문이 되고, 그해 12월 19일 경상북도 체위개선위원회 산하 달성군 체위개선지도위원회 고문으로 위촉되었다. 1939년 5월부터 1945년 2월 귀족원 위원에 선출되기 전까지 대구지방법원 자문위원에 위촉되었다.
1939년 5월 미나미 지로 총독이 창씨개명을 계획하자 시중의 반발을 우려하여 시간을 두고 서서히 추진할 것을 건의하였다. 6월 4일 다시 중추원 참의에 재임명되었다. 8월 10일 대구지방법원에서 가정내 분쟁사건을 비밀리, 원만히 해결할 목적으로 인사조정령을 공포하고, 대구지방법원 가사 문제, 인사조정위원을 위촉할 때 장직상 등과 함께 대구지방법원 인사조정위원으로 위촉되었다.
1940년 2월 11일 일본 기원절 행사를 도쿄와 경성(현 서울)에서 개최할 때 조선인 유지의 한사람으로 초청되었다. 이는 2002년 3월 10일 MBC-TV 다큐멘터리 '이제는 말할 수 있다' 제작진은 일본에서 일본의 건국 2600년 기념행사 초청인사 명단을 수록한‘광영록’이라는 책자를 최초로 입수하여 밝혀냈으며, 박중양 외에도 당시 보성전문학교 교장 김성수, 이화여자전문학교 교장 김활란, 이완용의 아들 이항구, 화신백화점 사장 박흥식 등 조선인 초청 대상자 300명의 명단이 실려 있었다.

##### 태평양 전쟁 초반

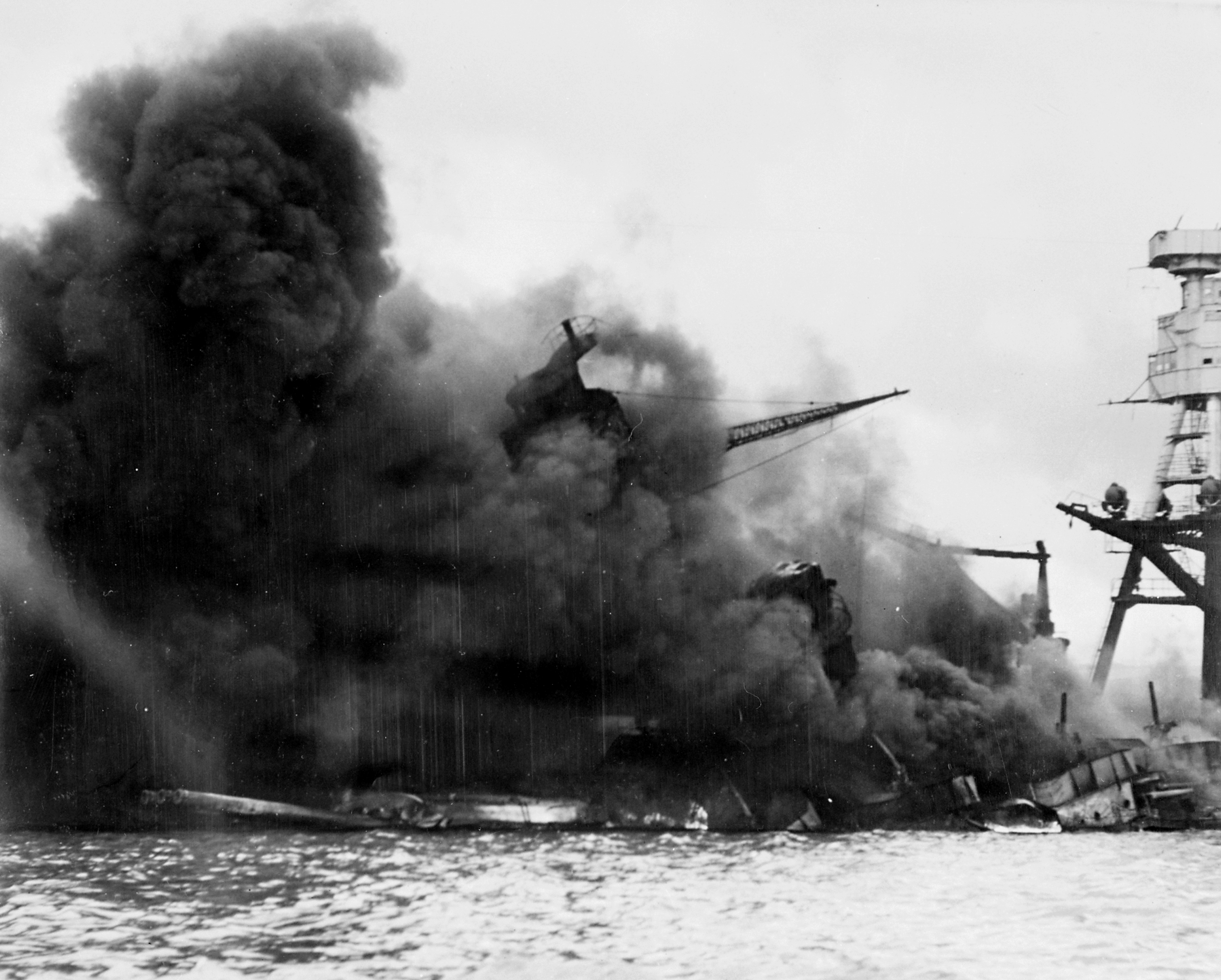
태평양 전쟁

1945년 6월 17일자 매일신보.

1940년 초 그는 조선총독부에 조선인의 참정권을 허용해줄 것을 요청했고, 조선총독부는 그의 건의를 긍정적으로 받아들였다. 1940년 5월 창씨개명령이 떨어지자 그해 8월 31일 박충(朴忠, 호추)으로 창씨개명하였다. 이어 호추 시게요(朴忠重陽)라 이름하였다. 그는 조선총독이나 정무총감 앞에서도 당당했다고 한다.
| “ | 언젠가 무슨 회의든가에 보니 총독, 총감도 다 열석한 석상인데 박중양이 당당합데다. 예전 도지사 당시에도 내무부장, 경찰부장이 쩔쩔 매였다는 소문이 있느니만치 철저하게 이야기 하더군요. 말에 질서 있고 사리를 잘 분변하는 말이고, 만좌가 경청하더군요. | ” |
|   | — "총독부 기자 좌담회", 《삼천리》 제12권 제3호 (1940년 3월 1일자) |   |

1940년 당시 총독부 출입기자 좌담회에서 매일신보 기자 김인이(金麟伊)는 그가 총독과 정무총감이 열석했는데도 당당했으며 말을 조리있게 잘 했고, 착석한 이들이 그의 말은 경청했더라고 하였다.
1941년에는 중추원 고문(中樞院顧問)이 되었다. 1941년 1월 8일자 경성일보에 "이론이 훌륭해도 실행이 없으면 공론(空論)"에 지나지 않는다면서 지금의 "시국은 백 가지 이론보다 하나의 실행을 요구"한다는 신년 소감을 밝혔다. 1941년 일본 귀족원 칙선의원으로 내정되었으나 사양하였다. 일본 귀족원에는 이미 1932년 12월 박영효가 칙임된 예가 있었고, 1941년에 윤덕영(尹德榮)과 박중양이 내정되었지만, 박중양은 귀족원 의원직을 사양했다. 그 해 5월 12일 중추원 고문에 임명되어 1943년 10월까지 매년 3000원의 수당을 받았다.
1941년 5월 17일 오전 10시부터 개최된 영일군 포항읍 두호리에서 열린 경상북도 수산시험장(慶尙北道水産試驗場) 신축 낙성식에 참여하였다. 9월 일제의 침략전쟁에 협력하기 위해 조직된 조선임전보국단(朝鮮臨戰報國團)의 결성에 참여하였다. 같은 해 10월 22일 조선임전보국단 고문에 위촉되었다. 그해, 중추원 부여신궁공사 근로봉사 노역에 참여하였다.

##### 전시 체제기 활동

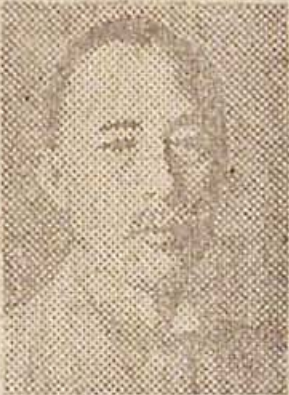
박중양, 1930년대 후반 무렵

1941년 10월 조선임전보국단 고문의 한 사람으로 위촉되었다.
1941년 12월 7일 조선임전보국단 경북지부가 조직되자 경북지부 위원이 되었다. 그날 결성된 임전보국단 대구지부 고문으로도 선임되었다. 1942년 11월 조선총독부 교육심의위원회 위원에 위촉되었다. 1943년 4월 천황의 만세무궁을 기원하기 위해 조선신궁에서 열린 천장절제(天長節際)에 참석했다. 같은 해 9월 전시 최대 관변 통제기구인 국민총력조선연맹의 참여(參與)를 맡았다. 또한 싱가포르까지 가서 일본군을 위문하는 조선인 위문단체를 지원하기도 했다. 이때의 여비는 충청남도 공주의 김갑순(金甲淳)이 여비 일체를 부담하였다.
1943년 1월에는 국민정신총력연맹의 참여를 맡았으며, 학병을 권유하는 연설대에 참여해 경남지방을 담당하기도 했고, 그해 일본이 싱가포르를 점령하자 일본군을 위문하기 위해 직접 싱가포르를 다녀왔다. 1943년 학병을 권유하는 연설대에 참여해 경남지방을 순회하였다. 1943년 10월 20일 중추원 부의장(中樞院副議長)에 피선되었다. 11월에는 《매일신보》 등의 언론 매체에 임시특별지원병제도를 주장하는 내용을 담은 글을 기고하여 조선총독부의 징병제를 지지하고 적극 협력할 것을 선전하였다. 1943년 11월 학병지원을 독려하기 위해 중추원에서 격려대를 구성할 때, 중추원 격려대원으로서 박두영(朴斗榮) 등과 함께 경상남도에 파견되어 활동했다.
1943년 8월 경기도 양주군에 있던 부모의 묘를 대구 오봉산으로 이장하였다. 이 합장묘는 박중양이 1943년 8월 경기도 양주의 선영에서 대구 침산으로 이장해 온 것으로 90년대 중반 북구청에서 오봉산 등산로를 만들 때 개장을 권유했으나 후손들이 거부, 옆으로 등산로가 나기도 했다. 이 묘는 침산공원내 오봉산 산 16의 28, 오봉산 다섯 봉우리 중 1봉과 2봉 사이의 등산로를 따라 올라가다 왼쪽편 100m 정도 지점에 있었다.
1943년 10월 중추원 부의장에 올라 1945년 8월 광복될 때까지 재임하면서 매년 3500~4000원의 수당을 받았다. 그해 베니토 무솔리니의 실각 소식을 듣고, 당연한 결과라는 결론을 내리게 된다. 같은 해 11월 학병지원을 독려하기 위해 중추원 격려대원으로 경상남도에 파견되어 홍보 등의 활동을 했다. 진주만 공습 이후 일본이 패전할 것이라는 소문이 돌았지만 그는 이를 일축했다. 동시에 조선이 독립하더라도 독립을 제대로 지켜내지 못할 것이라며 냉소적으로 보기도 했다.
1944년 일제로부터 백작 작위를 받았다. 1944년 훈1등의 서훈(敍勳)을 수여받았으며 다시 중추원 부의장에 재선출되었다. 1944년 6월 국민총력조선연맹 고문으로 추대됐다. 같은 해 8월 박흥식 등의 주도로 조선비행기공업주식회사(朝鮮飛行機工業株式會) 설립에 참여하였다. 당시 그는 조선비행기공업주식회사의 발기인과 대주주의 한 사람이 되었다. 그러나 그는 대주주 중에서는 소액이었는데 박흥식의 1949년 2월 23일의 반민특위 재판 당시 박흥식의 진술에 의하면 김연수, 방규환, 박춘금 3인은 각각 1만 주씩 소지하였고, 백낙승은 5천 주를 소지하였고, 장직상은 4천 주를 소지하였고, 민규식, 김정호, 방의석, 한상룡은 각각 3천 주를 소지하였고, 박중양은 1천 주를 소지하였다 한다.

#### 참정권 허용 감사사절 파견과 귀국
1945년 국민의용대 조선총사령부 고문에 위촉되었다. 1945년 4월 3일 박중양은 일본 정부가 귀족원령을 개정하여 일본 제국의회 귀족원 의원 7명을 조선인으로 칙선할 때, 박중양은 조선인 몫의 귀족원 의원의 한 명으로 선임되었다. 귀족원의 칙선의원 7명은 1945년 4월 3일에 선임되었는데 김명준(金明濬), 박상준(朴相駿), 박중양, 송종헌(宋鍾憲), 윤치호(尹致昊), 이진용(李珍鎔), 한상룡(韓相龍) 등이었다. 한편 조선인 몫의 하원격인 중의원 의원 23명은 의회가 만기되면 선거에 의해서 선출될 예정이었다. 조선인 참정권이 시행되자 그는 환영의사를 표명하였다.
1945년 4월 '조선내 7인의 일본 귀족원 의원' 중 한 사람으로 선출된 윤치호는 박중양 등과 함께 일본의 '망극한 처우개선'에 감사하고자 조직된 처우감사 사절단 대표사절로 선임되었다. 이어 박중양은 윤치호를 수행하여 인천항에서 배편으로 일본을 방문하고 돌아왔다. 이들은 서울을 출발, 일본으로 갔으며 윤치호는 일본 관계 요로에 감사를 표한 후 귀국하였다. 일본 제국의회 귀족원은 일본 황족, 화족 의원과 천황이 직접 선임하는 칙선 및 일정액 이상 국세 납부자로 구성되었다. 조선인 출신 일본 제국의회 귀족원 의원은 1945년 4월 이전에 선임된 3명을 포함해 모두 10명에 그칠 정도로 특별한 예우를 받는 존재였다.
그러나 곧 이탈리아 왕국의 두체(Duce, 최고통치자) 베니토 무솔리니의 실각 소식과 나치 독일의 총통 아돌프 히틀러의 사망 소식을 듣고 그는 당연한 결과로 봤다. 무솔리니와 히틀러의 연이은 몰락을 보면서 일본 제국 역시 머지 않아 몰락할 것이라고 내다보게 되었다. 1945년 6월 국민의용대 결성식에 참석한 뒤 7월 국민의용대 고문을 맡았다. 6월 17일 귀족원 회의에 참석차 도쿄를 다녀왔다.
그는 일본의 태평양 전쟁 추진을 무리수라고 봤고, 군국주의 정치인들의 오판이라 지적했다. 1953년의 한 지인에게 보낸 편지에서 그는 2차 대전 당시 일본 정치인들이 오판하여 천황을 잘못 보필했다는 내용의 일기 사본을 편지로 보냈다. 이는 1997년 대구 출신 사학자 강태원이 일본 체류 중 입수하였다.
8월 10일 집안의 하인과 일꾼들에게 약간의 돈을 주어 내보냈다. 1945년 8월 14일 니시히로 다다오 조선총독부 경무국장의 초대로 총독부를 방문, 일본의 패전소식과 함께 패전 직후 조선반도의 치안 수습을 도와달라는 요청을 받았다. 8월 15일 천황이 항복을 선언하자 경성부의 집과 재산을 처분하고, 남은 재산은 가방에 싸서 경성부 근처 보육원과 양로원에 각각 무기명으로 전달한 뒤 대구 침산동으로 내려가 은거하였다.

### 독립 이후

#### 독립 직후
독립이 되자 그는 시중의 성토를 당했다. 그는 자신을 비판하는 여론에 대해 "나는 친일은 하였으나 민족 반역자는 아니다."라고 항변하였다. 일본의 항복을 예감했던 그는 시중의 비난에 무덤덤하게 대응했다.
그는 자신의 친일 행위에 대해 ‘시대 변혁의 희생양’이라고 강변하였고, 또 "일정시대에 조선인의 고혈을 빨았다고 이야기하는 것은 정치의 연혁을 모르고 일본인을 적대시하는 편견이다"고 주장하였다. 그리고 그는 한말보다 일제시기가 훨씬 좋은 시대였다고 생각하였고, 이완용에 대해서도 "국난을 당하여 나라를 부지하고 백성을 구한 선처를 한 사람"이라고 치켜세웠다. 시중에서는 그에게 비난과 투석, 멱살잡이를 가했지만 그는 의연히 대응하였다. 그러나 그는 내심 불쾌하게 여겨, 대구 부윤 허억(許億)에게 보낸 편지들 중, 한통에서는 시중의 평가가 가소롭고 불쾌하다는 뜻을 드러냈다.
1945년 8월 독립 직후의 이념대립을 보고 그는 "조선이 과연 독립할 만한 가치가 있는 곳이냐"며 조롱하였다. 9월 2일 미군정이 주둔하고 9월 23일 미군정 군정장관 아놀드 소장에 의해 중추원이 해체되면서 중추원 부의장직에서 파면되었다. 이후 그는 "독립운동가들이 잘나서 독립이 된것이 아니라 미군이 일본을 쳐서 우연히 독립된 것이며, 미국과 일본이 전쟁하지 않았다면 우리는 독립할 수 없었을 것"이라며 독립운동가들을 향해 조롱하였다. 이후 그를 영입하려는 제의가 좌, 우 양쪽 진영에서 있었으나 자신은 늙어서 아무것도 할 수 없다며 모두 거절하였다.
독립 직후 시중에는 그를 지탄하거나 멱살을 잡거나 공격하기도 했다. 그러나 그는 '친일파란 나같은 사람이다. 나 같은 사람을 처단하면 된다.'라고 외쳤다. 또한 '나도 표리부동한 위선자들이 우글거리는 이런 세상에서 더 이상 살고 싶은 마음이 없다. 그러니 시원하게 죽여라'하고 항변하였다.

#### 친일파 청산론에 대한 비판
1945년 10월 이승만이 귀국하고 12월 18일 아서 러치(Archer L. Lerch)가 미군정청 군정장관으로 부임하였다. 1945년 12월 20일 박중양은 이들을 찾아 면담을 요청한 뒤 따졌다.
| “ | 좁은 조선이 남북으로 갈려 있고 특히 이런 과도기에, 숨은 인재를 찾기도 어려운데, 왜 있는 인재를 없애려 하느냐? 그러니 친일파를 처단한다고 떠들기보다 그 사람들을 잘 이용해 주시오. 그 사람들을 두고 누구를 데리고 일을 하겠소. ... 나같은 것은 친일파의 대표자이니 연령으로 봐도 그렇고 행적으로 봐도 그러니 어떠한 처단을 당하더라도 나는 달게 감수하겠다. | ” |

후일 이를 듣고 찾아온 기자에게 그는 '친일파를 죽이라는 소리가 하도 높으니까, 그래서 내가 군정청의 하지와 러취, 또 이승만(李承晩)을 보고 말한 것이 있다.'고 밝히기도 했다.
그는 일부 정객들이 "독립운동자연, 자칭 애국자연 하면서 허장성세를 부린다며 독립은 우연한 기회에 주어진 것이며 감사해야 한다"고 주장했다. 시중에서는 그에 대한 비난이 쏟아졌고 그는 비난을 무시하고 오봉산 근처로 낙향하였다. 또한 경기도 양주군에 있던 아버지 박정호 내외의 묘를 선조 묘소가 있던 오봉산 능선으로 이장했다. 이후 대구시 침산동 침산초등학교 뒤편 야산의 침산장에서 은거하였다.
1948년초 남북협상론과 단독 정부 수립론이 나오자 "북위 38도 이남 지역이라도 단독 정부를 우선 수립하는 편이 낫지 않겠느냐"고 하였다. 그러나 건국 후, 그는 1948년 8월 15일 대한민국의 수립에 대해서도 '대한민국이 미국을 배경으로 성립된 것을 망각하여서는 안된다.'며 대한민국의 건국을 미국의 공, 미국의 노력에 의해서라고 혹평하여 논란을 빚기도 했다.

#### 반민특위 기소와 석방

##### 반민특위 제소와 재판

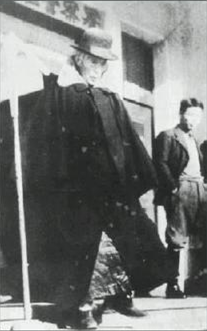
1949년 1월 반민특위에 출두차 서울역에서 내리는 모습

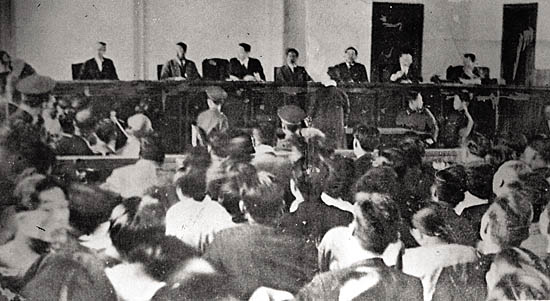
1949년 반민특위 재판 공판 모습.

해방 이후, 그는 대한민국 건국 후까지 생존해 있어 1949년 1월 8일 반민족행위처벌법에 의해 대구 침산동 자택에서 반민특위 수사관에 의해 체포된다. 이어 서울로 압송되었다. 1월 말 박중양 외에도 여러 지방 거주 거물급 인사들이 체포되었다. 49년 반민특위 특경대원들이 반민족 부일행위의 죄목으로 박중양을 연행하러 갔을 때 박중양은 그때까지도 히로히토 천황의 사진을 안방에 모셔놓고 있었다고 한다. 당시 그는 최고위직을 지낸 고령자의 한 사람이었다. 체포되자 그는 '나는 구치소에서 죽을 것이며 죽어서 내가 결백했음을 밝힐 것이다.'라고 하였다. 그는 자신이 조선총독부 치하에서 사적으로 축재한 적이 없음은 하늘이 다 아는 사실이라고 하였다.
그를 태운 자동차가 특위 정문 앞에서 멈추었다. 6척 거구의 허리가 조금 구부러진 모습이었다. 그는 특위의 정문을 보더니 "아, 고꼬가무까시노 다이이치긴꼬다네. 소! 소!(아, 이곳이 옛날의 제일은행이구나. 그래! 그래!)".

그는 말이고 행동이고 완전히 일본인 그 자체였다. 일본식 생활문화가 몸에 밴 모양이다. 나는 그에게 다가가 “백작 영감, 이마모 무까시가 나쓰가신데스까?”(지금도 옛날이 그립습니까?)하고 물으니 그는 우물쭈물거리다 2층 검찰부로 올라갔다.

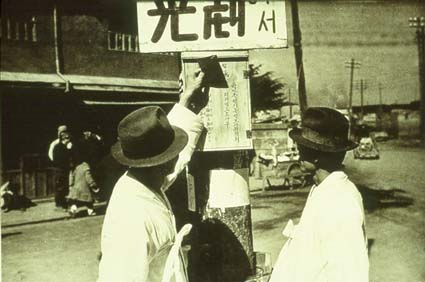
1948년 10월, 반민특위 투서함.

반민특위에 체포된 일제 시대 당시의 정객과 기업인들 중에는 초조해하고 불안해하기도 했다. 이에 박중양은 '그만큼 영화를 누렸으면 됐지 뭐가 무서워서 떠느냐'며 일갈하였다. 그는 자신의 친일 활동에 대해 '시대 변혁의 희생양'이라고 강변하였고, 또 “일정시대에 조선인의 고혈을 빨았다고 이야기하는 것은 정치의 연혁을 모르고 일본인을 적대시하는 편견이다”고 주장하였다. 그리고 그는 한말보다 일제시기가 훨씬 좋은 시대였다고 생각하였고, 이완용에 대해서도 “국난을 당하여 나라를 부지하고 백성을 구한 선처를 한 사람”이라 하였다.
수감과 심문 중 그는 초연한 자세로 심문에 응하였다. 반민특위의 조사관들은 그가 반성을 모른다며 놀라워했다. 그러나 그는 내가 반성해야 될 이유가 없다며 응수했다. 반민특위가 압수한 자료들 중에는 1900년대 초부터 쓴 20권이 넘는 일기장이 발견되어 화제가 되기도 했다. 반민특위에 체포되었을당시 그는 당당하게 '전 국민이 친일활동을 할수밖에 없지 않았느냐?'라며 강변하기도 했다.

##### 수감 생활

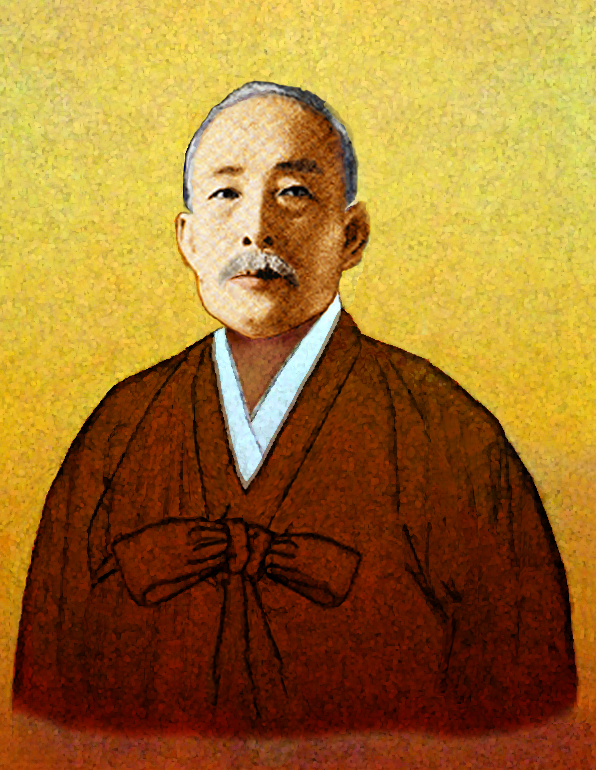
박중양 초상화

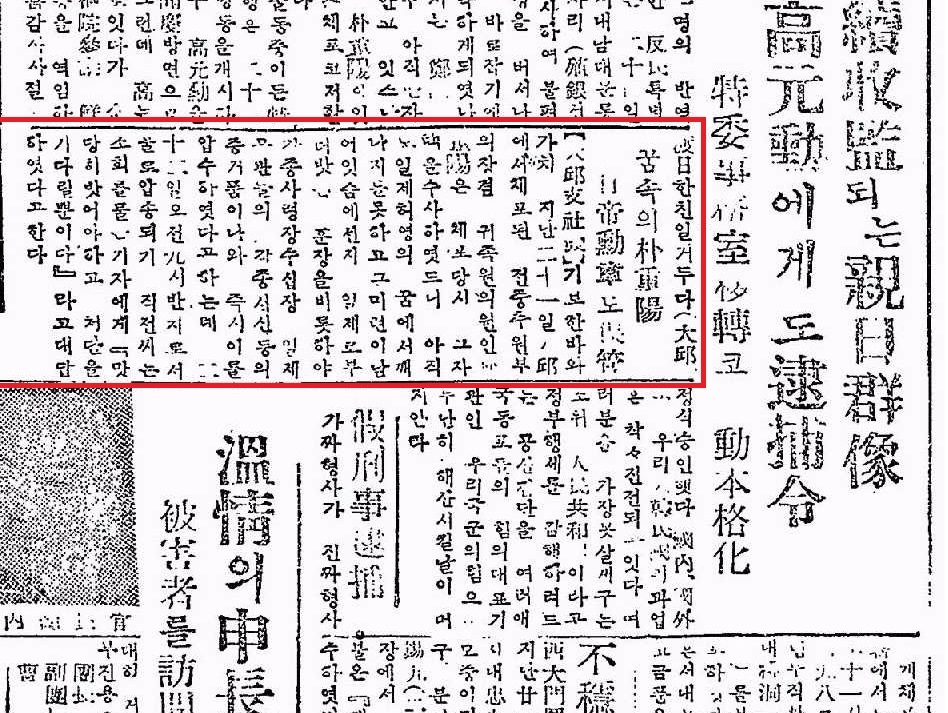

1949년 1월초 박중양은 불구속 상태에서 특별검찰부에 송치되었다. 이어 정식 체포절차를 거쳐 서울 서대문 형무소에 수감되었다. 바로 서대문형무소에 수감되었다가 1949년 1월 그는 반민족행위 특별조사위원회의 재판을 받게되었다. 그러나 그는 반민족성을 지적하는 반민특위 판사들에게 호통을 쳐서 위압을 가했다.
그는 자신이 반민법에 의해 잡힌 것은 "시대 변혁의 희생이라, 역사는 윤환(輪環)하고 인사는 변천한다. 고금왕래(古今往來)로 크게 본다면 일소(一笑)에 불과한 희비극(喜悲劇)이다"라고만 생각하였다. 그는 "한말의 암흑시대가 일제시대에 들어 현대 조선으로 개신(改新)되었고, 정치의 목표가 인생의 복리를 더하는 것에 있었고, 관공리의 업무도 위민정치를 집행하는 외의 것이 아니었다"라고까지 했으며, "일정시대에 조선인의 고혈을 빨았다고 이야기하는 것은 정치의 연혁을 모르고 일본인을 적대시하는 편견"이라 하였다.
서대문 형무소에 수감 도중 그는 비단 이불 또는 참새 털로 된 이불을 덮고 자서 다른 수감자들의 부러움을 사기도 했다. 1월 29일 대구에서 상경한 일본인 첩은 매일같이 수사관들에게 와서 이불을 차입시켜달라고 아우성쳤다. 이불 속에 흉한 것이 들어있으리라고 의심한 반민특위 수사관들은 처음에 이불 반입을 거절하였다. 그러나 일본인 부인이 형무소 앞에서 간수들을 붙잡고 며칠을 울며 호소하는 읍소작전끝에 비단이불을 차입하는데 성공하기도 했다. 일본인 첩이 여러번 눈물로 호소한 끝에 비단 이불은 특별히 반입이 허용되었다.
1949년 2월 3일 박중양은 이승만 대통령, 김구에게 나는 반역자가 아니라는 편지 서한을 보내려다가 반민특위 조사관에게 적발되었다.

##### 재판과 가석방
공판 중 그는 '국민의 신변과 안전, 권리를 지키지 못하는 그러한 정부에 왜 충성해야 하느냐?'며 항변하는 한편 김옥균과 박영효, 서재필, 윤치호 등 개화파들의 무죄를 주장하고, 나아가 이완용은 '국난을 당하여 나라를 부지하고 백성을 구한 선처를 한 사람'이라며, 이완용은 다른 사람들을 대신해 희생된 역사의 희생자라고 강변하여 논란을 야기하였고, 방청석에서는 비난과 소란이 벌어졌다. 서대문 형무소에서 생활하였으며, 며칠 후 재판을 받던 도중 폐렴이 발생해, 서울대학교 대학병원에 통원, 형무소와 서울대를 오가며 치료를 받았다.
수감 중에도 일기를 쓰거나 자신은 반성할 것이 없다는 취지의 서한을 작성하다 교도관에게 발각되어 압수당했다.
박중양은 반민특위에 의해 구금되면서까지 '일본에 의한 조선의 개신(改新)'을 주장했으며, '이완용은 매국노가 아니다'라는 등 전혀 개전의 빛이 없었다. 반민특위가 해체되고 시간이 흐르자, 언론에서조차 '뛰어난 일본어 실력을 바탕으로 탁월한 수완을 지녔던 희대의 걸물'로 박중양을 묘사하는 촌극이 벌어졌다. 2월 9일 반민특위 특별검찰부로 송치되었다. 1949년 2월 14일 반민특위에 보석을 신청, 보석금을 내고 일시 석방되었다. 그가 보석을 신청하자 다른 피의자들도 보석을 신청하여 특검과 반민특위 사이에 갈등이 벌어지기도 했다. 그는 일본어 외에도 러시아어와 중국어를 유창하게 구사했고 약간의 영어로도 대화할 수 있었다. 가출소 직후 서울대학교 병원에 입원했다. 5월 9일 다시 재기소되자 그는 다시 병보석을 신청했다. 1949년 6월 다시 반민특위에 소환되어 조사받았다.
1949년 반민특위가 해산되었을 때, 그는 별다른 처벌받지 않고 최종 병보석으로 풀려났다. 그의 보석 신청은 여러차례 계속되어 받아들여졌고 곧 풀려난다. 이후 그에게는 친일파라는 야유와 비아냥이 쏟아졌지만 그는 오히려 "일제 당시 살기 위해서 협력한 자들이 누구냐"며 항변하였다.

#### 삼일절에 대한 조롱

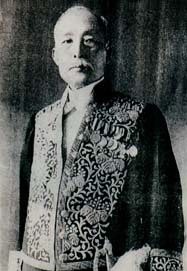
만년의 박중양

한편 그는 3.1절을 기념하는 것을 위선적이라며 조롱하였다. '금일은 삼일절이다. 비 오는 가운데 식이 거행되어 시장, 도지사 등의 식사, 축사, 강연 등이 있었다. 참석자 중에 일정 시대에 관공서 공무원이었던 사람이 (큰 소리로) 호언한 것에 고소를 금치 못했다. 시세 변천을 따라서 그렇게 된 것이지만 활계희극의 광경이다.'라며 비웃었다. 독립 직후부터 이완용의 묘소와 그 자녀들의 묘소에 가해지는 테러와 분묘훼손 행위를 보고도 '조선인의 민족성과 수준을 알 수 있는 행위'들이라며 조롱하였다.
그는 일제 시대 당시 독립운동을 하던 사람들도 조롱했다. '해외에 망명했다가 한국이 독립된 후 귀국한 인사들 외에 3.1 운동 당시의 일을 운운할 자격이 없다. 독립운동 사상범으로 영어의 고초를 당한 자라고 해도 영어생활을 조선 내에서 체험한 자는 대개 일본 제국의 신민이었던 것이다.'는 것이다. 또한 소수의 독립운동가들만의 노력으로 독립되었다는 시각은 허구이며 미국의 덕에 독립되었다며 반박하였다. 이어 '오늘날에 당하여 국가건설에 노력하는 것은 독립운동자이거나 아니거나 불문하고 차별은 없지만 일본 제국의 신민이었던 자들이 3.1절 의식에서 떠들고 있는 것이 가소롭게 보인다.'며 조소했다.
그는 일제 시대 후반 거의 대다수의 국민들이 창씨 개명을 한 점도 지적, 일갈하였다. '일정 당시 일본식으로 창씨 개명 안한 자가 없다.'는 것이다. 그는 '일제 시대 당시 조선총독부에 부역하거나 협력, 협조하며 그 치하에서 살던 사람들이 독립 후 합심하여 일제에 저항한 애국자 행세를 하는 것'을 대놓고 조롱, 조소하였다. 3.1 절에 대한 조롱은 사회적인 분노와 비난이 쏟아졌다. 그러나 박중양은 자신에게 쏟아지는 협박과 비난을 모두 위선이라며 외면하였다.

### 생애 후반

#### 오봉산 은거와 정부 비판

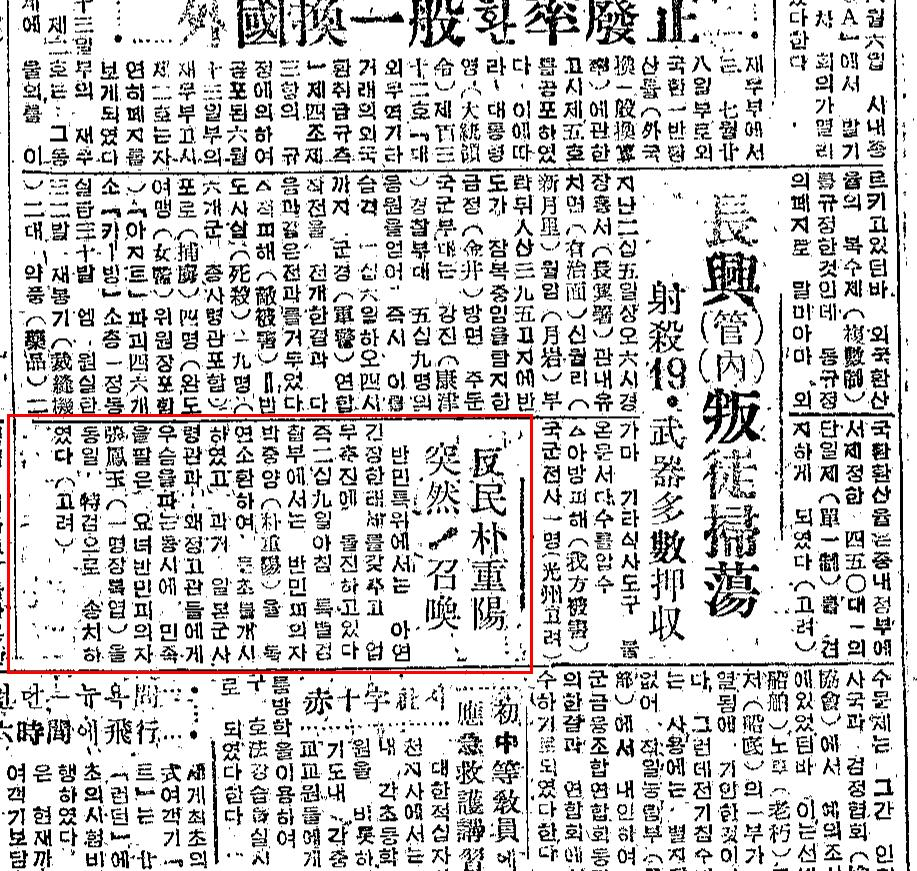
박중양 재소환 보도, 대중일보 1949년 7월 30일자 2면

석방 후 요양중이던 그는 1949년 7월 특별 검찰부에 다시 끌려가 문초를 받았다. 일기장이 반민특위에 의해 압수당한 후 그는 1946년부터 일기, 회고 비슷하게 써온 일부 글을 모아 술회라는 자서전으로 엮었다.
그는 오랫동안 작대기를 짚고 다녔다 하여 주민들로부터 '박 작대기 영감'이라 불렸다. 또한 선조들의 묘소가 있던 오봉산 근처 땅을 사들여서 한때 오봉산을 박작대기 산이라고 불리기도 했다. 그는 대구 오봉산 제일봉에 일소대(一笑臺)라는 정자를 짓고 유유자적 여생을 보냈다. 일소대는 후일 1996년 11월에 그의 후손들이 자진 철거하였다. 또한 바위에 일소대 라고 새겨둔 그의 친필 휘호는 파괴, 유실되었다.
반민특위에서 풀려난 이후, 그는 노령임을 핑계로 공공연히 '친일긍정론'을 펴 그가 거주하고 있던 대구지역 사람들의 분노를 사기도 했다. 말년에는 재취 부인인 당시 48세의 일본 여자와 대구 침산동 오봉산 기슭에서 은거하면서 공공연히 친일긍정론을 펼쳤고, 종종 이승만 대통령과 이시영, 함태영 부통령 등을 가짜 애국자라며 조롱하기도 했다.
1957년 1월에는 신년소감(新年所感)이라는 책자를 발간했는데, 이승만이 '주한미군만 철수하면 바로 짐싸서 도망가기 바쁠 것'이라고 조롱했다가 대구지검에 고소, 대구지검 한옥신(韓沃申) 부장검사에 의해 불구속 기소로 조사받았다. 그는 신년사라는 책자를 발간, 경무대에까지 전달한 바 있었다. 신년사에서 그는 이승만을 조롱했는데 뒤에 '행정수반인 이대통령을 모욕하고 친일적인 글을 썼다.'는 이유로 기소당했다. 9월 16일 검찰출두명령이 떨어졌으나 신병을 이유로 거절하였다. 그러나 그는 계속 이승만, 함태영 등을 사이비 애국자라며 조롱했고 결국 대한민국정부에서는 그를 강제로 정신병원에 수감하려 하였다. 그러나 박중양 역시 피신하거나 고령을 이유로 완강하게 버텼다.

#### 출판물 사건과 최후

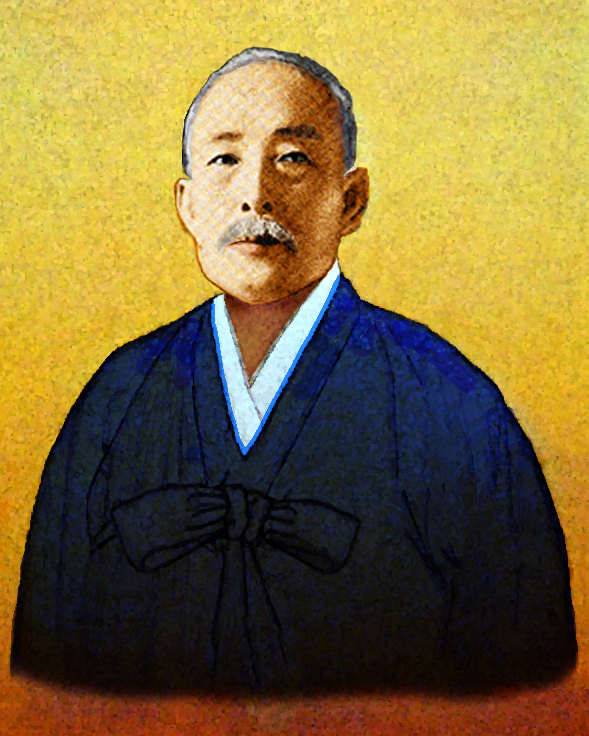
해악 박중양 영정

1957년 1월 1일 그는 "미국인이 퇴거하면 이승만 대통령은 봇짐을 싸느라고 분망할 것이다"라는 조롱섞인 신년소감을 경무대에 송부하였다.
| “ | ...(이하 중략)... 소련이 우세하고 미국인이 퇴거하게 되면 이승만 씨는 복짐 싸느라고 분망할 것이라. 위인걸사가 어디있으며 범용무위자가 수일까? 호언장어하는 자는 얼마나 잘하였으며 범용무위한척 하는 자는 얼마나 못하였을까? 현명함과 어리석음의 장단은 논의할 가치도 없는 것이다. ...(이하 중략)... | ” |
|   | — 1957년 신년소감 중에서 |   |

1957년 10월에는 이승만, 함태영 등의 젊은 시절에 관해 비방, 명예훼손 발언을 하는 바람에 검찰에 불려가기도 했었다. 그는 출판물에 의한 명예훼손 혐의로 기소되었다. 이에 그는 '명예훼손이란 반대 세력의 입을 틀어막기 위해 만든 괴상한 법'이라며 조소하였다. 또한 독립운동가 출신 정치인들의 부패와 무능력을 조롱하며 비꼬다가 경찰에 불려가기도 했으나 혐의없음 또는 고령을 이유로 석방되었다. 결국 1957년 10월 20일 박중양은 '대통령에 대한 명예훼손 혐의'로 검찰에 끌려가 심문, 한옥신 부장검사는 그가 고령인 관계로 정신이상이 온것이 아닌가 보고 소정신병원장에게 보내 그의 정신감정을 의뢰하였다.
1957년 12월 4일 부장검사 한옥신은 대구정신병원에서 보내온 정신감정서를 접수하고 12월 5일자로 기소유예 판정을 내렸다. 그러나 다시 그는 대구 소주영 정신과에 가서 정신감정을 받았다. 12월 8일 대구시내 소주영(蘇柱永) 정신병원장은 "심신 모약으로 노쇠상태"라 진단하였다. 이는 대통령 이승만에게까지 직접 보고되었다. 정부에서는 그를 강제로 구인하여 정신병원에 넣으려 하였지만 그때마다 완강하게 거부하거나 산을 타고 피신하였다. 1958년 2월 3일과 3월 14일 강제로 서울경찰에 구인되어 성신대학 부속 성모병원에서 정신감정을 받았다. 그러나 그는 정신병원에서도 완강하게 버텼고 결국 풀려나왔다.
그는 만년에 폐렴, 기관지염 등의 질환으로 고생하였다. 저서로는 회고록인《술회 (述懷)》와 그가 평생 쓰던 《박중양 일기 (朴重陽日記)》, 그밖에 문집이 있었지만 친일파로 몰려 단죄되는 바람에 대부분 인멸, 유실되었다. 현재 박중양의 유저로는 《술회 (述懷)》, 《박중양 일기 (朴重陽日記)》, 《박중양 선생 문서 (朴重陽先生文書)》 등이 전한다.
1946년부터 1953년까지 일기형식으로 쓴 회고록 〈술회〉에서 "한말의 암흑시대가 일제시대 들어 현대 조선으로 개선되었고, 정치의 목표가 인생의 복리를 더하는 것에 있었고, 관공리의 업무도 위민정치를 집행하는 것 외의 것이 아니었다."고 하면서 "일정시대에 조선인의 고혈을 빨았다고 이야기하는 것은 정치의 연혁을 모르고 일본인을 적대시하는 편견"이라고 강변하며 자신의 행위를 굽히지 않았다. 대구 오봉산의 산장에서 은거하다가 1959년 4월 23일 경상북도 대구시 북구 침산1동 1652번지 원대부락 침산장 자택(현, 대구광역시 북구 침산1동 1652)에서 폐질환과 과로 등으로 사망했다. 8월 23일에 사망했다는 설도 있다. 한때 그가 1955년경 또는 1958년경에 사망한 것으로 잘못 알려지기도 했다.

### 사후

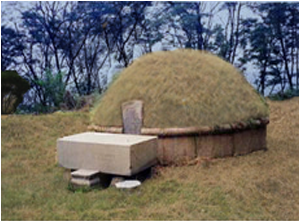
그가 경기도 양주군에서 이장해온 부모의 합장묘 (대구광역시 북구 침산동 산16-28에 소재하였음), 2004년 그의 종손자에 의해 화장되었다.

시신은 부모 내외의 합장묘와 선조들 묘역에서 조금 떨어진 대구 북구 침산동 산16번지 오봉산 제2봉에 묻혔고, 부인의 묘소와 합장으로 조성되었다. 사후 친일파의 거두나 수괴쯤으로 비판받고, 독립 이후에도 반성이 없었다는 점을 근거로 지식인들은 그를 지탄하였다. 그러나 대구 지역에서는 그가 지팡이로 일본인들을 혼낸 일, 도지사와 경찰서장까지도 함부로 다루지 못한 것, 일본인 순사들을 혼낸 일 등이 오래도록 회자화되었다.
1991년 대구 주간 매일신문에 언론인 김용진 옹 은 '김용진의 대구이야기'를 투고 하면서, '조선의 고등학생을 잡아 넣은 일본 헌병 대장 을 혼내 어 준 이야기' . '지나가는 허름한 동족 젊은이들에게 직업을 소개 시켜 준 이야기' 등을 소개하였다. 또한 언론인 박용진은 동시에 일인에게 상권을 넘겨 주기 위해 성곽을 허문 것을 , '신작로를 내기 위함'이라는 것, 박중양의 일본 유학 경력 중에 습득한 것을 '민주주의의 신봉자로서 이 땅에 민주주의를 뿌리 내리려 함'이라고 그를 변호하기도 했다.
그의 묘소는 2004년까지 대구 침산1동 오봉산 제2봉에 있다가 화장되었고, 그의 생전에 경기도 양주군에 있던 그의 부모 묘소가 대구 오봉산 근처에 이장, 합장되었으나 2004년 3월 30일 그의 종손자에 의해 화장되었다. 대구 북구청에 따르면 박중양의 종손(당시 71세, 서울 강남구 도곡동 거주)이 "서울에 거주하는 바람에 묘지를 돌볼 수 없어 화장하겠다"며 지난달 23일 개장을 신청, 침산공원내 오봉산 산 16의 28에 위치한 증조부모 합장묘를 지난달 30일 개장했다고 밝혔다. 또한 3월 30일 같은 날, 합장묘 앞에 '아들 중양이 울면서 세웠다(子重陽泣建)'는 문구와 고(故) 히로히토 일본 천황의 연호인 소화(昭和)가 새겨진 비문도 철거되었다. 또한 오봉산에 있던 그의 아들 박문웅 내외의 묘소와 박무웅 내외의 묘소, 일본인 첩의 묘소 역시 후손들에 의해 이장됐다. 오봉산 근처에 있다는 그의 다른 선조들의 묘소는 실전되었다.
2002년 민족정기를 세우는 국회의원모임과 광복회가 공동 발표한 친일파 708인 명단에 포함되고, 2004년 대구 침산동에 있던 박중양 기념비가 철거되었다. 2007년 8월 13일 대한민국 친일반민족행위자재산조사위원회의 박중양 소유의 토지에 대한 국가 귀속 결정을 내려 친일반민족행위자 재산조사위원회는 박중양이 남긴 36억 7110만원 정도의 토지 8만 2082m2를 국가에 환수한다고 발표했다. 그 토지는 대구광역시 북구 침산동 소재 '침산공원' 일대이다. 그해 8월 대구시 북구 침산동 산16-1에 있던 또다른 그의 토지에 대해서도 친일재산 국가귀속 결정이 내려졌다. 8월 13일 박중양의 36억 7,110만원(8만 2천82m2) 유산이 대한민국 국고로 귀속조치되었다. 2008년 민족문제연구소에서 친일인명사전에 수록하기 위해 정리한 친일인명사전 수록예정자 명단에 선정되었으며 2009년 친일반민족행위진상규명위원회가 발표한 친일반민족행위 705인 명단에도 포함되었다.
대구 침산동 와우산에 본부인 이주열과 합장된 박중양의 묘는 경기도 양주군 양주읍으로 이장되었다.

## 풍류 생활
술을 좋아하는 그는 풍류를 즐기기로도 유명하였다. 박중양은 평소 대구 군방각(群芳閣, 구 대구 종로호텔 자리)에 자주 출입하였다. 군방각 외에도 그는 경성부에 있는 중국집과 양식집에 가끔씩 찾아가기도 했다.
대구읍성을 허물어뜨리는데 앞장 섰고 경상감사를 지낸 박중양은 군방각에서 주로 실세 일본인들을 만나 기생들과 풍류를 즐겼다. 박중양은 늘 인력거와 제비 모양의 양복 차림에 실크 모자와 지팡이 차림이었고, 금빛 회중시계 줄이 조끼 주머니 밖으로 스며나와 길을 걸을 때마다 철렁거렸다. 서민들한테는 그 모습은 위압적일 수 밖에 없었다. 의외로 일본 경찰들은 대구 군방각에 대해서만은 빡빡하게 감시하지 않았다. 그는 중국집과 일식집에도 종종 출입하는 미식가이기도 했다.
그는 관직에서 물러난 1925년 이후 대구 각지에 흩어진 농토에 따로 하인이나 소작농을 두지 않고 과수원과 감자밭, 옥수수밭을 부인, 일본인 첩과 함께 직접 농사지었다. 시민들은 손수 농사짓는 검소한 그가 고급 술집, 고급 양식집 출입을 이상하게 여겨, 그가 고급 술집과 양식집에 가는 이유를 묻자, 그는 '조선과 같이 요령과 술수가 판치는 사회에서는 하지 못하는 놈, 해보지 못하는 놈이 바보가 된다'고 답하였다.

## 약력
- 1903년 : 관리서 주사
- 1904년 : 일·러 전쟁 때 고등통역관이 되어 전쟁에 참전하다.
- 1904년 : 농상공부 주사
- 1905년 : 진주판관 겸 진주군수 서리
- 1905년 : 일본 유학
- 1906년 : 대구판관
- 1906년 : 군부 주사
- 1906년 : 군부 군기창 기사
- 1906년 : 경상북도 대구군수 겸 경상북도 관찰사 서리
- 1907년 : 전라남도 관찰사(도지사에 해당)
- 1907년 : 평안북도 관찰사
- 1907년 - 1908년 : 평안남도 관찰사
- 1908년 - 1910년 : 경상북도 관찰사
- 1910년 : 충청남도 도장관(도지사에 해당)
- 1915년 : 중추원 찬의
- 1916년 : 중추원 참의
- 1919년 : 3.1 만세 운동의 격화를 자제하기 위해 자제단을 조직하여 만세시위자 설득과 귀가 운동을 하다.
- 1920년 5월 : 중추원 참의직에서 사퇴하다.
- 1921년 : 황해도 지사
- 1923년 : 충청북도 지사
- 1923년 10월 : 간토 대지진에 조선인 관련성을 부정하고 일본인 내지인들에게 '유언비어에 현혹되지 말 것'을 호소하였다.
- 1927년 2월 18일 : 의원면직
- 1927년 : 중추원 칙임관 대우 참의
- 1928년 : 황해도 지사
- 1929년 : 중추원 참의
- 1933년 : 중추원 칙임관 대우 참의
- 1938년 : 중추원 시국대책조사위원회 위원
- 1939년 : 조선총독부 시국대책조사회 위원
- 1941년 : 중추원 고문
- 1941년 : 칙선 일본제국 귀족원 의원에 선임되었으나 사양하고 취임하지 않았다.
- 1941년 10월 : 조선임전보국단 고문
- 1943년 : 중추원 부의장
- 1945년 4월 : 칙선 일본제국 귀족원 의원
- 1945년 9월 : 미군정 주둔 후 귀족원 의원, 중추원 부의장에서 파면
- 1949년 1월 : 반민특위 조사관에 의해 체포, 서울로 이송
- 1949년 : 서대문 형무소에 수감되고, 반민특위 재판을 받았으나 직접 항거, 변론하다.
- 1949년 2월 : 폐렴으로 서울대학교 대학병원에 입원하고, 병보석이 허가되다.

## 저서
그의 저작과 일기는 대부분 압수되어 인멸, 소각되었다. 단 자서전 술회의 사본을 손자 중 1명이 소장하고 있다가 민족문제연구소 대구지부에 기증한 바 있다.
- 회고록, 《술회 (述懷)》
- 《박중양 일기 (朴重陽日記)》
- 《신년소감 (新年所感)》(1957년)
- 《박중양 선생 문서 (朴重陽先生文書)》

### 작품
- 친필 휘호
- 일소대 기념비 전각
- 흥천지무궁 (1932년 3월)

## 화랑
그의 친필 글씨와 그림은 대부분 유실되었고, 지인에게 보낸 일부가 보존되어 있다. 한때 그의 육성녹음이 일본의 한 지인이 소장하고 있었으나 후에 실전되었다.

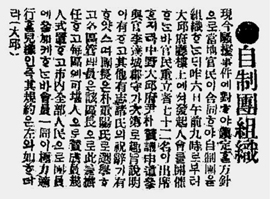
자제단 조직 뉴스 기사
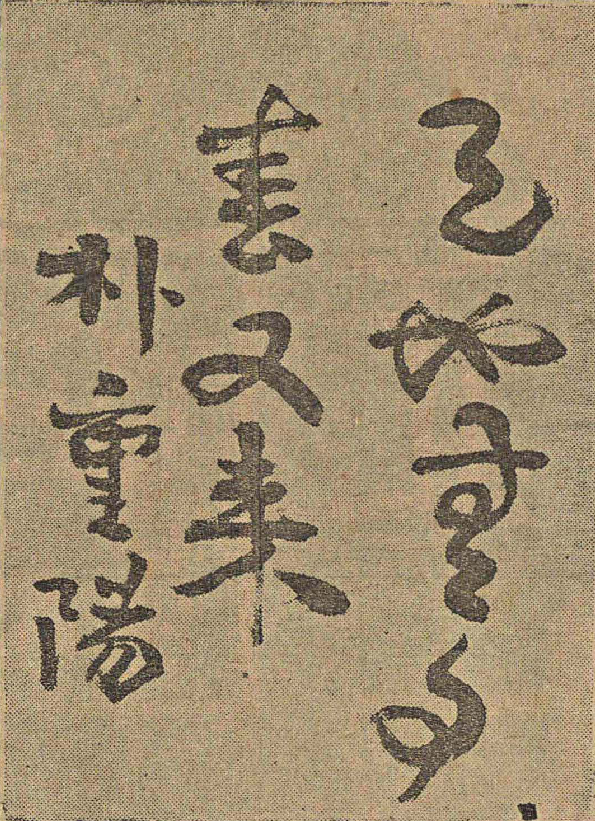
박중양 친필 휘호 (1924년 11월 30일)
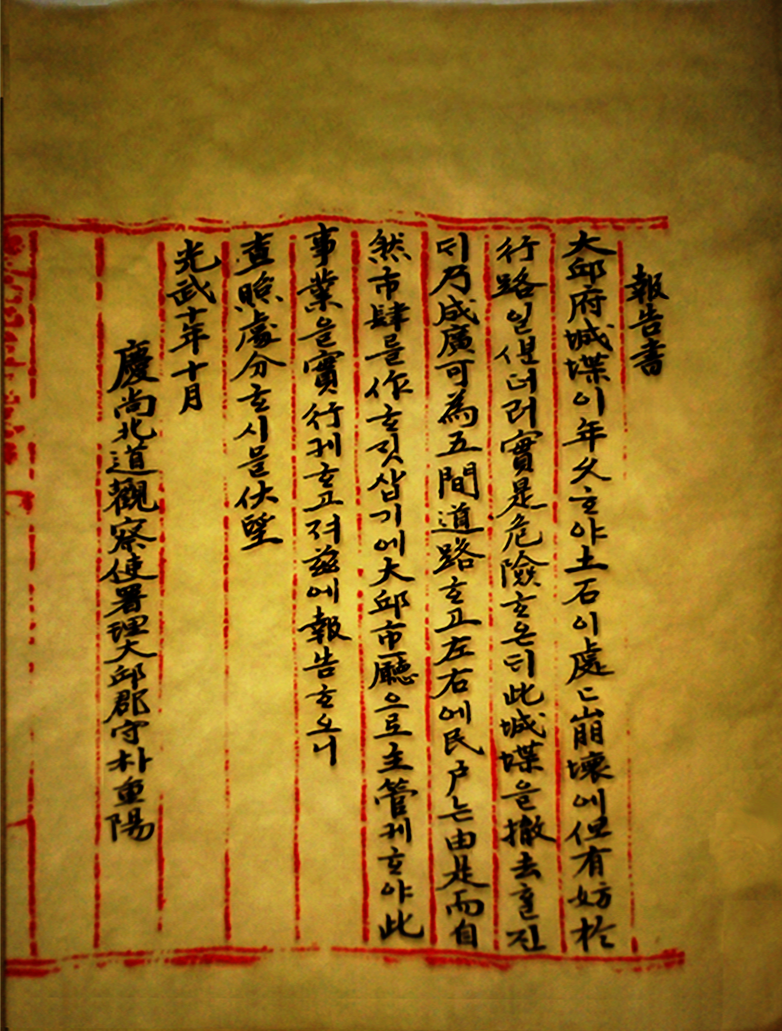
대구읍성 철거 보고서 (1906년 10월)
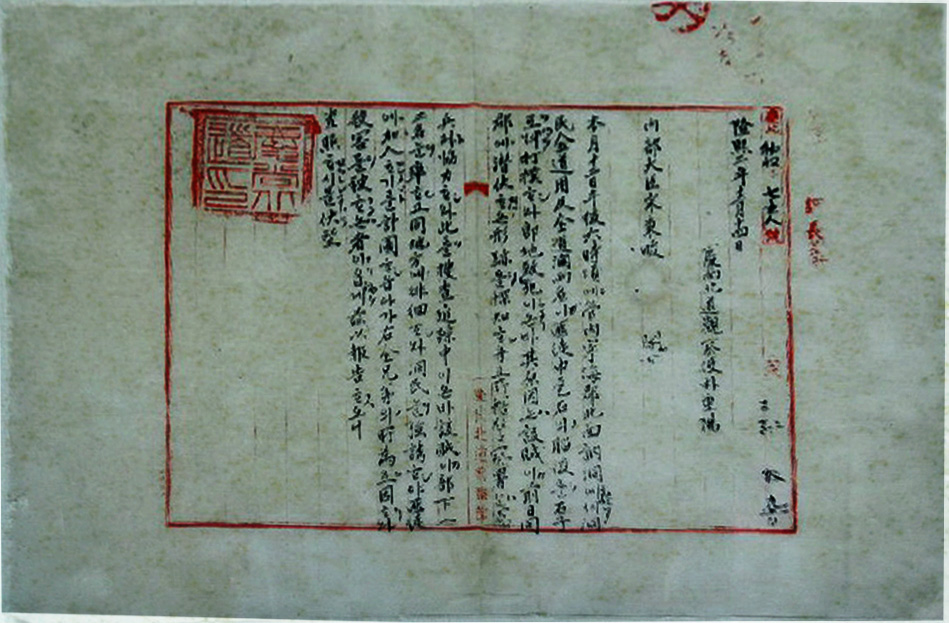
신돌석 사망 사건 보고서 (1908년 11월 1일)
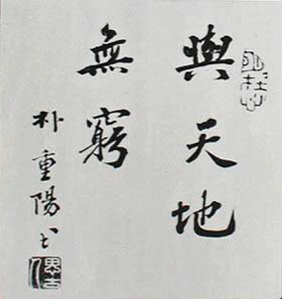
친필 휘호 흥천지무궁 (1932년 3월 1일)

## 논란과 의혹

### 출신 성분 논란
박중양의 선대는 불확실하다. 박중양 자신은 아버지가 양주군 주내면에서 머슴으로 살았다고 하였다.
- 그는 자신의 본관에 대해
  - 1907년에 간행된 《대한제국관원이력서》 에서는 밀양 박씨라 하였고,[135]
  - 1913년에 발간된 《조선신사대동보 (朝鮮紳士大同譜)》 (조선신사대동보발행사무소편, 1913)에서는 반남 박씨라고 밝혔다. 그러나 이는 이름 끝에 반남 박씨 항렬자 중 하나인 양(陽)자가 있는 것에 착안하여 꾸며낸 말이다.

- 그의 가문은 아전 출신으로 보는 견해도 있다.[16] 대한매일신보 1907년 12월 6일자 2면 보도에 의하면 본시 양주군퇴리(本以楊州郡退吏)라고 하여 그의 선대가 양주군에서 아전노릇을 했다고 한다. 가계가 불확실한 탓에 보통 그의 가계는 선대에 중인 출신이었다가 몰락한 것으로 본다. 그는 자신의 아버지가 경기도 양주군에 와서 마름 노릇으로 겨우 생계를 이어갔다고 하였다. 아버지 박정호에게 내려진 가선대부 규장각제학 벼슬은 사후 박중양의 출세로 추증된 증직 벼슬이었다.[136]

### 박작대기와 백작댁
한때 그의 별명인 박작대기 또는 박짝대기가 백작댁의 와전인 것처럼 알려지기도 했다. 백작댁의 와전이 박짝댁이 되고 박작대기가 된 것이라는 설이다. 와전된 별칭은 '백짝때기'라고도 불렸다 한다. 그러나 백작 작위는 그가 만년에 받은 것으로, 박작대기나 박짝대기라는 별명이 붙여진 뒤에 받은 것이다.
침산의 별명은 박작대기산이다. 일제시대 박중양이 대구 침산을 매수한 이래로 박중양이 매일 작대기를 짚고 다니는 것을 비아냥거려 박작대기산이라고 불렀다.
한편 그의 묘소에 대해서 박짝대기 묘가 아니라 백작댁 묘라고 불렀다는 전승도 전한다. '박짝때기미가 아니라 백작댁 묘다, "백작댁묘" 일제 때 백작 벼슬을 한 박씨의 묘라서 박 백작댁 묘'라는 것이다.

### 이토 히로부미 양아들 논란
그는 오랫동안 이토 히로부미(伊藝博文)의 양아들로 알려져 왔다. 그러나 박중양은 양자설은 거짓말이라며 부인하고, 이토가 자신의 은사(恩師)라고 밝혔다. 한때 '이토 히로부미의 수양아들' 또는 이토 히로부미를 의부(義父)로 삼았다는 설도 있었다. 그러나 '이토 히로부미의 양아들로 불릴 정도로 호가호위하던 자'였을 뿐이라는 반론도 있다. 반민특위의 수사관들도 그를 이토 히로부미의 양아들로 알고 있었다.
임관 얼마 뒤 이등박문을 만나게 되면서 친일출세의 길을 달리게 된다. 대담하게도 스스로 ‘이등’을 찾아가, “조선엔 희망이 없어 미국유학이나 하고 싶으니 도와 달라” 했더니, “당신 같은 기백 있는 조선청년은 처음이다”며 주선해준 자리가 대구군수 감투였다는 것이다. 그가 “이등의 양자였다”는 소문도 이런 연유에서 비롯되었는데, 정작 그 자신은 “양자는 아니고 은사였지”함으로써, ‘이등’과의 밀접했던 관계를 간접으로 시인한 바 있었다.
1949년 3월 1일 기자들과의 면담에서 건국공론사의 모 기자가 이등박문과의 관계를 물었다. 건국공론사 모 기자가 그에게 "이등박문 하고는 어떤 관계에 있습니까?"하고 묻자, 그는 처음에는 나의 은사 라고 했다가, 기자들이 "항간에서는 양자관계라고들 하는데?"라고 파고 들자, 박중양은 "그건 거짓말이다."하고 얼버무렸다. 박중양은 이토 히로부미 양자설에 대해 시중에서 확장된 소문에 불과하다고 일축했다. 그러고나서 그는 "그래 내가 이등공을 배경으로 삼고 있으니, 대관(大官)들이 온갖 뇌물을 가지고 아부를 해 왔지만 나는 그것을 다 물리치고 내가 의도하던 개혁을 실시했을 따름이다."라고 했다.

### 땅 투기 의혹
대구읍성과 진주성 철거 시 그는 이때 철거한 성돌 일부를 일본인에게 팔고 돈을 받기도 했다. 진주성의 성첩을 일부 팔았다. 1905년 진주에 있을 때 그는 진주성의 성곽을 일부 헐어서 일본인에게 팔고 돈을 벌기도 했다.
'군수 노릇할 때는 성첩 헐어 매식하고, 관찰사가 된 뒤에는 객사까지 훼손하니 황상 폐하 남순(南巡) 시에 일기불현(日旗不縣)하였다고 수창학교 폐지코자 학무대신에게 보고하니 포악하고 돈 잘 먹기 박중양이 날개로다.' 대한매일신보에 게재된 '춘불춘(春不春)'이라는 노래가 전하는 박중양의 행각이다.
박중양이 대구 성첩을 헐어내고 돌멩이를 일본인들에게 팔면서 대구의 부동산에는 일대 혁명이 일어났다. 통감부가 설치된 1904년 당시에 대구에 들어와 있던 일본상인들은 약 120명이었다. 경부선 공사 현장이 부산에서 대구 쪽으로 뻗어 가면서 일본 상인들은 공사 현장을 따라 등짐을 짊어지고 내륙도시로 흘러들었다. 일본인들은 달서문 밖에 판잣집을 띄엄 띄엄 짓고 살았다. 1906년 일본 이사청 부이사 오카모토(岡本)와 대구의 일본 거류민단 대표격인 카게야마(影山)는 박중양을 구워 삶았다. 박중양도 대구역을 어디에 지을지 알지 못했다. 철도역이 들어서면 역을 중심으로 도로를 새로 내야 하고 도로 변에는 반드시 신흥주택가와 상가가 들어서게 된다. 당연히 땅값도 달라진다. 카게야마 등은 대구역 건설에 편승하여 성을 헐고 떼돈을 벌어보라고 충동질했다.
대구읍성 성 안과 성 밖은 성 둘레 한 칸을 놓고 땅값이 4배나 차이가 난다. 성 밖 특히 일본상인들과 경부선 철도공사 인부로 온 일본 노동자들의 숙소 근처인 진동문 밖에다가 엄청난 땅을 사두고 성을 헐어낸다. 그러면 큰 돈을 벌 수 있다는 꼬임에 박중양은 혹했다. 카게야마의 제의대로 박중양은 성을 헐어 버리기로 결심한다. 경부선 철도역이 남문 밖으로 온다는 소문이 퍼지면서 돈 있는 사람들은 남문 밖 빈터를 사두기 시작했다. 정거장 바람은 남문 밖으로 휘몰아쳤으며 진동문 쪽의 땅값은 거꾸로 헐값으로 떨어졌다. 소문을 퍼뜨려 놓고 일본인들과 박중양은 비밀리에 동문 밖의 잡초밭을 마구 사들이면서 성곽을 헐어 버리는 비밀 작전에 들어간다. 1906년 3월부터 성곽 철거 작업에 들어갔다. 성을 허무는 작업은 1908년까지 3년이나 계속되었다.
- 라고 주장하는데 일제 행정부가 박중양을 신임하는 이유가 스승이었던 이토의 이름을 팔아 사욕을 탐하지 않은 청빈함, 그리고 국가를 운영해야할 지도층으로서의 덕목을 지닌 자로 판단하고 있어서였기 때문에 이와같은 주장은 신뢰하기 어렵다. 김옥균 시해사건이후 사실상 하등민족, 또는 2등민족으로 분류되는 마당에 이토의 제자, 양자소리 듣던 이가 사욕을 채웠다면 이토의 정치적 입지도 곤란한 문제가 발생할 수 밖에 없게 될 뿐더러, 총독부에서도 가만있지 않았을 것이다. 당시 도시의 확장 건설 및 상업인프라 구축이 현실적으로 가능했었던 자본력과 인사이트를 지닌 집단은 일본인들이 아니고서야 불가능했었을 것으로 추측하며, 쓸모 없어져버린 성을 없애버림으로 인해서 상공업의 발전과 토지의 밸류에이션이 리레이팅 되는 효과를 누렸다고 보아야 한다. 그로 인해서 많은 일자리들이 창출되었을 것이고 당시 상당수 능력있는 조선인들이 일본인들에게 고용되었을 것이다. 싱가포르 나 동남아 화교들도 구미 열강 백인들에게 고용된 회계집단이 주축이되어서 경제건설, 또는 부의 축적을 이룩했음을 알아야 한다. 그가 추진했던 건설사업 중에 파생된 여러 가지 잡음은 500년 묵은 썩어버린 구 이념과 신 이념이 충돌하는 과정이었기 때문에 충분히 발생할 수 밖에 없었던 일로 보아야 한다.
일본인 거류민단에서는 성이 뚧린 동문 밖으로 도로를 놓아 달라고 박중양에게 5000원을 희사했으며 성을 헌 돌과 흙은 일본인 거류지역의 유곽 시설이나 건설 예정지를 메우고 집을 짓는데 쓰였다. 일부는 선교사들에게 공짜로 나눠주기도 했다. 비만 오면 물이 괴던 대구읍성 동부의 저지대에 자리잡았던 일본인 거류지역은 일등 대지가 되었다. 성 안은 평당 23원, 성 밖은 평당 6원씩 부르던 대지값은 같아졌다. 성내의 땅값은 떨어지고 철도 정거장이 들어 온 동문 밖 대지는 최고 60원까지 뛰었다. 박중양이 사들인 땅값은 순식간에 10배나 뛰어올랐다. 이를 두고 박중양의 일화는 그가 시대를 앞선 땅 투기꾼이었음을 보여준다는 평도 있다.

### 친일파론에 대한 반론
박중양은 일반적인 친일파와는 다르다는 견해가 오랫동안 제기되어 왔다. '맹목적인 친일파'는 아니었다'는 시각도 있다.
또한 조지훈은 "그를 변절자로 봐서는 안된다"고 주장하기도 했다. 조지훈은 '박중양 등은 변절자가 아니며 반역자가 아니라'고 주장했다. 그는 자신의 수필 지조론에서도 "누가 박중양, 문명기 등 허다한 친일파를 변절자라고 욕했는가. 그 사람들은 변절의 비난을 받기 이하의 더러운 친일파로 타기되기는 하였지만 변절자는 아니다"라고 하였다. 그 이유로 조지훈은 '민족 전체의 일을 위하여 몸소 치욕을 무릅쓴 업적이 있을 때는 변절자로 욕하지 않는다.'고 하였다.

### 발언 파문
고령임에도 일본 여자인 48세의 제2부인과 은거해 살던 1957년 10월에는 이승만 대통령과 함태영 부통령의 젊은 시절에 관해 명예훼손 발언을 하는 바람에 검찰에 불려가야만 했다. 또한 그는 평소 이승만은 '미국과 주한미군만 퇴거하면 즉시 보따리를 싸서 도망칠 인간'이라는 말을 하고 다녀 논란거리가 되기도 했다.

### 침산 토지에 대한 의혹
그가 은거하던 침산이 그가 매입한 것이 아니라 대구읍성을 철거한 대가로 받은 것이라는 소문도 돌았다. 그의 후반생 은거지가 되었던 대구시 침산동의 침산(砧山·일명 박짝때기산·현 침산공원) 한 덩어리 전체도, 이때의 땅 투기로 거부가 된 일인들이 주선해 준 '사은품'의 성격이 짙다는 소문이었다.

## 선민사상
그는 오랫동안 작대기를 짚고 다녀 백성들 사이에서 박작대기 또는 박짝대기라는 별명이 있었다. 벼슬이 높아진 박중양도 중년 이후 이 개화장을 애용하며 뽐내고 다녀, 사람들이 비꼬는 뜻에서 가져다 붙인 별명이 ‘박짝때기’였다. 뒤따르는 하인들을 대동하고, ‘朴’이란 큰 글자가 쓰인 전용인력거를 타고 다니며 관가를 누볐다.
박중양은 단장을 항상 휴대하고 다녔기 때문에 항간에서는 '박 작대기'로 통했다. 그는 개화장(開化杖)이라고 부르는 작대기를 짚고 다녔다. 조선총독부의 일본인이 마음에 들지 않는 행동을 하면 작대기로 사정없이 후려치기도 했다. 그러나 조선총독부의 각별한 신임을 얻고 있었고, 칙임관 이상의 대우를 받고 있었으므로 관료들도 그를 건드리지 못했다.
그는 조선총독부 총독이나 정무총감 앞에서도 당당했다고 한다. 1940년 당시 총독부 출입기자 좌담회에서 매일신보 기자 김인이(金麟伊)는 그가 총독과 정무총감 앞에서도 당당했다고 기술하였다.
| “ | 언젠가 무슨 회의든가에 보니 총독, 총감도 다 열석한 석상인데 박중양이 당당합데다. 예전 도지사 당시에도 내무부장, 경찰부장이 쩔쩔 매였다는 소문이 있느니만치 철저하게 이야기 하더군요. 말에 질서 있고 사리를 잘 분변하는 말이고, 만좌가 경청하더군요. | ” |
|   | — "총독부 기자 좌담회", 《삼천리》 제12권 제3호 (1940년 3월 1일자) |   |

그는 도지사나 고등법원장한테도 예사로 작대기를 겨누며 “기미 기다까”(자네 왔는가)했나 하면, 밉게 보인 순사쯤은 자기 집 사설 감방에 하루 이틀 가두어 두었다가 제복을 벗겨 내쫓기도 하는 등 특출한 일화나, 백성(국민)들을 가축 취급하며 학살했다는 기록도 있다.
일본인 순사를 잡아다 집안 사설감옥에 가두던 그를 두고 '일본인을 혼낸 통쾌한 조선인 이야기'로 기억하는 사람들도 있었고, 이는 이후에도 널리 회자화되었다. 각 도지사와 시장, 지방법원장 등이 부임하면 부임인사를 다녔고, 매년 그의 집으로 세배를 갔다.
한국에서는 식민지의 귀족 백작 작위까지 받은 그를 일본에 부역해서 부귀영화만 누린 매국노로 보는 시견이 있지만 일본에서는 그를 위인으로 평가한다.

## 사상과 신념
그는 '평양으로 천도'하는 것과 '조선에 의회 제도를 도입하며 신생독립국들과 협력하는 중립국'을 장차 조선의 이상적인 모델로 내다봤다. 그러나 그의 주장은 받아들여지지 않았고, 중추원은 형식적인 기관으로 전락하고 말았다. 그럼에도 그는 한일 병합 이전까지도 의회 설치의 필요성을 역설했다.

### 양의, 의학교 설립론
일·러전쟁에서 군의관이 부상장병을 신속하게 응급처치하는 것을 목격한 박중양은 1906년(광무 9년) 1월 조정에 지역에도 신식 병원을 설립할 것과, 의사를 양성하는 의학교의 필요성을 역설하였으나 묵살당했다. 신식 병원과 의사 양성기관의 설립 상소가 묵살당하자 그는 실망하게 된다. 그는 1906년 가을부터 평양동인의원의 개원을 후원하였다. 1906년 12월 평양동인의원 부속 의학교 개교에 참석하고 이를 적극 후원하였으며, 1907년 대구동인의원 개원과 1907년 2월 대구동인의원 부속 의학교 개교에도 참석, 동인의원과 부속의학교를 적극 후원하였다.
1907년 6월 14일 동인회 평양지부 평의원에 위촉되었다. 1907년(융희 1년) 7윌 20일 평안남도관찰사로 동인회 평양 지부장에 선출되었다. 평안남도관찰사로 재직 중 평양에 신식 병원의 유치를 적극 추진하였으나 실패했다.
평안남도관찰사 재직 중 박중양은 동인의원과 부속의학교의 운영에 각별한 관심을 두었다. 1908년(융희 2년) 5월 5일 동인의원 부속의학교 제2학년에 진급하게 된 14명 에 대한 진급식이 열렸다. 이 날 진급식에는 지부장 평양 이사관 기쿠치 , 평의원인 평안남도 관찰사 박중양, 평양위술병원장 3등 군의정 키타야마, 평양 거류민단장 시부야, 그리고 강사 마에지마 일본 육군 1등 군의관, 하시모토 약제관 등 평양의 주요 일본인 들이 참석 했다.

### 단발령에 대한 확신

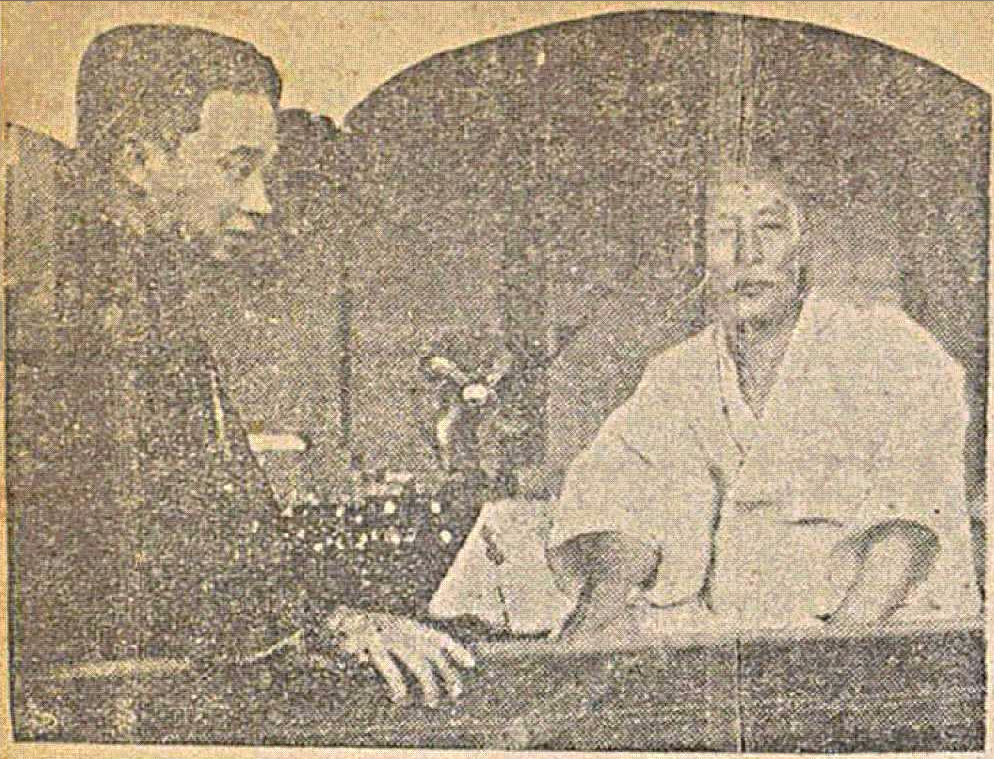
1935년 9월 4일 방문한 조선민보사 기자와 함께
(우측 앉은이가 박중양, 좌측 조선민보 기자)

박중양은 제사 문화와 허례허식 문화 등 조선의 구습에 반감을 품었다. 그에 의하면 어떤 소신이나 의식이 있어서가 아니라 남들이 하기에 그냥 맹목적으로 따라하는 의미없는 행동들이라는 점이었다. 그는 단발령에 대해서도 확신을 품었다. 단발을 하면 상투를 틀 때보다 머리 관리 시간도 절약되고, 머리 감기도 편하다는 것이 그의 지론이었다. 그에 따라 1906년 경상북도관찰사 재직 중에는 영해 초도 순시 후 강제로 단발을 강행하였다. 그는 영해초도 순시 직후, 관찰사실 내아 삼문(三門) 뒤에 숨어 있던 일본 순사들을 시켜 관찰사 박중양에게 인사를 드리러 들어오는 사람들에게 가위로 들이대고 상투를 잘라 버렸다. 1907년 평안남도관찰사 부임 직후에도 신임 관찰사를 찾아오는 지역 유지들을 강제로 삭발시켰다.
1912년에는 군청 통폐합작업으로 시끄러운 가운데 논산군 은진면 유지들이 도장관 면담을 요청했다. 이때 은진에서 찾아온 유지들 가운데 한 노인이 상투머리에 갓을 쓴 것을 보고 버럭 소리를 질렀다. '단발령이 내린지 언제인데 지금까지 상투를 하다니... 에잇! 다들 나가시요.' 그리고는 집무실로 들어가 버렸다. 그는 단발령을 비롯한 제사 문화와 허례허식 문화, 관혼상제 문화에 대해, 실생활에 아무런 도움이 안 되는 인습들로 규정하였다.

### 한국인 민족성에 대한 비판
그는 '한국인들이 아는 척, 잘난 척 하기를 좋아한다'고 비꼬았다. '두뇌가 공허하여도 아는 체 하는 것이 조선인들의 병이다.'라는 것이다. 이어 '하등 자신감도 능력도 없는 자가 사람들을 비판, 악평하는 것이 조선인의 버릇이다.'라고 지적하였다. 이어 박중양은 '조선인들은 애국심만 있다면 범죄행위를 해도 허용되거나 묵인하는 습성이 있다'고 질타하였다.
또한 그는 '조선인의 악벽'이라 하여 조선인들에게 존재하는 악질적인 버릇을 지목했다. 그는 한국인들의 악질적인 버릇으로 '편협성, 배타성, 다른 사람 험담, 나태, 의존 생활, 놀고 먹기'를 들었다. 이러한 악질적인 습관을 가진 덕에 조선은 일제의 식민지가 된 것이며, 일본이 아니라 다른 국가의 식민지가 될 수 밖에 없는 운명이라 하였다. 그는 한국인들이 신뢰를 가볍기 여기고 사람 봐가면서 뒤통수를 치는 악습을 갖고 있다고도 지적하였다.
박중양은 '한국인들은 자신이 직접 나서서 할 자신도 없으면서 누군가 나서서 악습을 타파하고 개신하려 들면 방해하고 험담하여 좌절, 무산시킨다'고 비판했다. 하등 자신감도 능력도 없으면서, 하려는 사람들을 (뒤에서) 비판, 악평하는 것이 조선인의 버릇이라며, 이것이 조선인 최대의 결점이라 했다. 그리고 일제시대의 독립운동가를 사칭하는 강도부터 독립 이후의 반탁 테러꾼들에 이르기까지 애국심의 이름으로 범죄를 저지르면서도 자랑스럽게 여기는 자들이 많다며 그들은 부끄러움과 염치를 모르는 자들이라고 일갈하였다.
박중양은 '말만 그럴싸하게 하는 놈 치고 사기꾼, 협잡배가 아닌 놈 없으며, 정의로운 척 하면서 자신의 무능력을 숨기지 않는 놈이 없다'며 말보다 그 사람의 행동을 먼저 살펴볼 것을 주문하였다. 또한 '타인의 말을 듣기 보다 그 사람을 직접 상대해보고 판단할 것이며, 타인의 말은 참고사항 정도로만 여기면 된다'하였다.
그는 '편협성, 배타성, 폐쇄성, 다른 사람 험담, 나태, 의존 생활, 놀고 먹기가 조선인들의 악벽이다. 형제숙질에게 의존하는 생활을 당연지사로 알고, 무위도식이 조선인들의 결점이다. 사돈의 8촌에게까지 기식(기생하여 사는 것)을 수치로 모른다는 풍자적인 속담도 있다.'고 지적했다. 그에 의하면 '한국인들은 자기 가족들에게 민폐를 끼치는 것을 너무나도 당연하게 여긴다는 점'을 지적했다. 이는 가족끼리 서로 봐 줄 수 있다고 보던 당시 사람들에게 이상한 생각을 하는 인간으로 몰리게 됐다. 1945년 독립 직후에는 조선인의 근성에 대한 성토와 규탄을 하였지만 결국 그는 이상한 생각을 하는 괴짜, 정신질환자로 몰려 무시당하기에 이르렀다.

### 개화파 애국자론
그는 이완용 등은 매국노가 아니라고 주장하여 화제가 되기도 했다. 또한 고종은 정치적으로 무능한 인물이며 1950년대 당시까지만 해도 일각에서는 역적 취급을 받던 김옥균, 서재필, 박영효, 윤치호 등도 매국노가 아니라 선각자라고 주장하여 논란을 불러일으키기도 했다. 그에 의하면 '김옥균, 박영효, 서광범, 서재필 등을 역적이라 조선 상하가 흉언하였지만 이조 말년의 선각자이고 애국지사다'라는 것이다.
'(그들은) 국정유신을 약모(계획)하려다가 실패하였다. 당시 뜻대로 성사하였으면 분명 우리가 일본과 비견하게 되었을 것이다. 김옥균 등 개신파가 실패하고는 망명생활을 하다가 박영효 일인이 귀국하고 대개는 객사하였다. 그들의 유가족을 생각하면 동정하는 눈물이 없을 수 없다.'고 하였다. 이어 그는 김옥균을 유인해서 암살한 조선의 조정을 잔인하다며 지탄하였다. 김옥균의 최후를 두고도 '김옥균은 일본 동경에서 망명생활을 하다가 홍종우의 유인으로 상해에 나가게 되어 홍종우에게 암살당했다. 인면수심의 홍종우를 논할 필요도 없지만은 김옥균의 시체가 경성으로 도착했을 때 종로시상에서 목이 잘리고 사지를 분열하였다. 이런 행사가 야만인들에게도 없을 것이다.'라며 분개하였다.
이어 그는 '금일의 대한민국이 미국을 배경으로 성립한 것을 망각하여서는 안된다.'라고 주장하기도 했다. 이는 좌우합작을 반대하고 자신들의 힘으로 대한민국을 수립했다고 생각하던 제1공화국의 관료들의 감정을 자극했다. 그는 '금일의 대한민국이 미국을 배경으로 성립한 것을 망각하여서는 안된다. 김옥균, 서재필 등이 역적이 아니고, 김홍집, 정병하, 어윤중, 안경수, 윤치호, 권영진, 조의형, 장박, 유길준 등이 국사를 범한 죄인들이 아니다. 이완용 등이 매국노가 아니다.'라며 항변했다. 그는 '애국자를 박해하다 못해 처참하게 죽이는 그런 국가, 그런 정부에는 애국을 할 필요가 없다'며 역설하였다.
이어 그는 조선이 최초로 독립한 것을 청일전쟁 이후 때로 보기도 했다. 그는 단군 조선 이후 기자 조선. 신라, 고려, 조선이 중국의 속국이었고, 중국에 사대를 하였으며, 조선 왕조에 와서는 중국의 속국 노릇을 자랑스럽게 여기기까지 했다며, '선인들의 애국심이 금일에 기고만장 떠들고 있는 사람들만 못한 것이 아니고 충의가 금일의 큰 소리를 장담하는 자들만 못한 것도 아니다. 불가항력 대세를 거스를 수 없는 소이다. 조선이 청국의 예속을 면하고 독립하는 것이 조선인의 실력이 아니고 청일전쟁에서 일본이 승리한 결과 일본의 힘으로 독립한 것이'란 것이다.
그는 '명나라의 속국을 자처하고 그것을 자랑스러워한 조선인들에 대해서는 부끄러워하지 않으며, 친일파로 지목된 사람들에게만 유독 가혹하게 구느냐'며 항변하였다. 사람들에게 '그는 명나라의 속국을 자처하고, 명나라와 청나라에 공녀와 인삼, 금은 등의 조공을 바친 것은 왜 아무도 비판하지 않느냐'며 계속 되물었다.

### 국가와 국민관
그는 '국가는 국민을 위해 존재하여야 한다'고 주장하였다. 그 자신의 일기나 독립 후에 쓴 술회, 반민특위 공판장에서 그는 한결같이 '국가는 인민을 위해 존재하는 것이며 인민을 배려하지 않는 국가, 정부는 존재할 필요가 없다.', '인민을 살피지 않는 국가와 정부에는 충성할 이유가 없다'고 항변하였다. 방청석에서 반발이 나오자 그는 '조선 조정이 백성들을 위해 한 것이 무엇이냐'고 항변하였다.
그는 재판 중 반성하지 않는 것으로도 회자화되었다. 그가 공판을 받는 동안 방청석과 재판장 내·외부에서는 반역자, 매국노라는 비판이 쏟아졌지만 그는 굴하지 않고 자신의 소신을 되풀이하였다.

#### 교육, 언론활동 지원
평안남도관찰사와 경상북도관찰사로 재직 당시 그는 도내 신문 발간을 지원하고 적극 장려하였다. 또한 이들 신문사들에게 언론의 자유를 대폭 부여하여 관찰사, 기업인, 지역 유지 등에 대한 비판을 최대한 허용하였다. 그는 언로를 열고 언론을 보급하는 길이 사람들의 눈을 깨이는 길이라 확신했다. 지역 유지들과 지식층이 신문을 잘 읽지 않자, 그는 숙제로 내주어 신문을 읽게 하고, 주말 저녁의 모임에서는 정치, 시사에 대한 질문을 하기도 했다.
후일 전북대학교 교수 강준만은 '신문 발간을 주도한 관찰사인 박중양 이나 황철 은 친일파로, 또는 부패관료로 '대한매일신보'나 '황성신문'과 같은 신문에서 크게 비난 받던 인물이었다. 그렇다면 박중양이나 황철은 신문을 실어 하던 관리들이었을텐데, 이들이 신문의 창간을 지원하고 있었던 것이다.'라며 이를 의아하게 여기기도 했다.
평안남도에 관립일본어학교의 설립을 지원하였고, 경성의 기독교청년회의 영어학당에도 후원금을 보냈으며, 대구에도 관립일본어학교의 건립을 추진, 후원하였다.
1939년 대구지역 유림이 묵혀있던 대구향교 재산으로 대구시내에 중등학교 설립을 추진, 6월 27일에 최극용, 배국인 등의 주도로 대구향교에서 조직한 대구명륜중학교설립기성회 위원에 선출되고, 위원장에 피선되었다.

### 대구읍성 철거
대구군수 재직 시 그는 일본인들이 칭송한 야마모토 군수 라고 하여 유명하였다. 경부선 개통으로 대구에는 많은 일본인들이 몰려왔다. 때문에 일본인과 경북관찰사 사이에 빈번한 대립과 충돌이 생겨났다. 이때 대구군수 박중양은 주로 일본인들의 편에서 일하였다. 따라서 일본거류민들은 그를 '야마모토 군수'라고 부르며 칭송을 아끼지 않았다. 성벽 파괴작업은 오직 박중양의 독단으로 감행한 일로 목이 달라날 각오를 갖고 임했다.
박중양은 성을 헐어버릴 계획을 오카모토와 카게야마 그리고 몇몇 일본 사람들과 함께 짜고, 1906년 10월, '대구 도시계획 상 방해가 되니 성첩을 헐겠다.'는 건의서를 조정에 올렸다. 건의서에 대한 조정의 회신은 '불가'였다. 그러나 중앙에서 회신이 내려왔을 때는 이미 성첩을 허물은 뒤였다. 박중양은 건의서를 올리기 열흘 전부터 카케야마 등이 부산에서 데려온 60여 명의 일급 노동자를 배불리 먹이고 밤새 성에 구멍을 뚧기 시작했던 것이다.
만일의 사태를 대비해 그는 두 아들인 박문웅과 박무웅을 일본으로 망명시킬 계획도 세웠다 한다. 불상사를 대비해 두 아들(文雄, 武雄)을 일본으로 망명 시킬 준비도 하였다는 것이다.
박중양은 당시 대구읍성이 대구읍내를 관통하여 시내 왕래가 불편한가 여부를 검토했고, 을사 보호 조약 이후 조선은 일본의 속국이나 다름없었다고 보고 대구읍성 철거를 지시한다. 당시 일본거류민들이 가장 소원했던 바는 바로 대구읍성의 철거 문제였다. 그런데 1906년 6월 그가 경북관찰사 서리를 겸하게 되면서, 곧바로 읍성을 허물고 그 자리에 도로를 만들었다. 결국 성을 철거함으로써 성내 상권까지도 일본 상인들이 침투하게 되었다. 일본인이 기록한 대구물어에도 그가 '만약의 사태를 대비하여 두 아들을 일본으로 망명시킬 준비도 하였다.'는 기록이 있다. 한편 읍성 철거를 두고 일본인들은 이를 두고 야마모토 군수의 '과감한 조치'라고 극찬하였다. 그러나 그는 일본인들의 칭찬을 외면하였다.

### 진주성 철거의 시발점
그는 진주성의 일부를 철거하기도 했다. 그는 대구와 진주의 수백 년이나 된 성돌을 파내어 일본인들에게 팔아 먹은 돌군수였다. 진주성과 대구읍성을 돈주고 팔았다 하여 돌군수 라는 별명이 붙기도 했다. 일본인들은 그 돌을 집을 짓는 데 사용했다.
임진왜란 당시 일본군 5만 명 앞에서도 난공불락이었던 진주성은 박중양이 성첩을 팔았다. 헐린 진주성곽 일부의 돌은 돈을 받고 일본인에게 판매하였다. 훗날 1930년대에는 진주성 내성까지 조선총독부에 의해 철거되면서 촉석루만 남게 되었다. 박중양은 진주성 돌의 일부를 성곽 북방에 있던 대사지(大寺池)등 세못과 해자를 메우는데 활용하였다.
진주성은 결국 촉석루 1채 만을 남기고 자취를 감추게 된다. 진주성은 1960년대부터 복구되기 시작했다.

### 이완용 희생자론

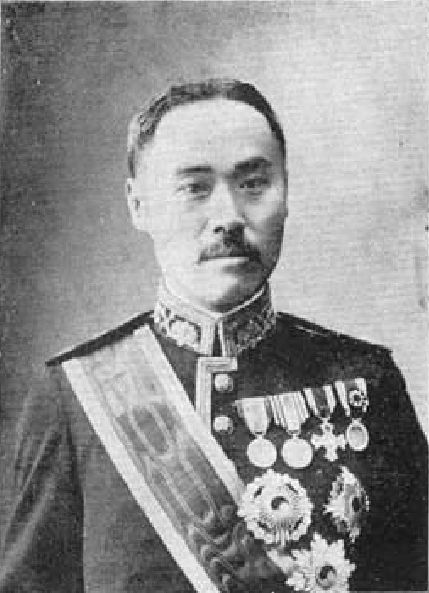
이완용
(박중양은 그가 어쩔수 없이 모든 책임을 지고 희생했다고 봤다.)

그는 이완용을 '역사의 희생자'라며 변호하였다. 사람들이 흔히 '이완용을 매국노라 매도하여 말하지만, 다른 사람을 알지도 못하면서 비판하는 것은 쉽고, 국가가 위급존망한 때를 당면한 지도자가 되어 일처리를 하는 것은 매우 어려운 일'이라고 하였다.
1945년 독립 직후부터 그는 이완용을 변호했고 그는 어쩔수 없는 희생자라 주장하였다. 그러나 외면당했다. 독립 후 조선총독부에 협력하거나 부역하던 당시의 국민들이 모든 책임을 이완용, 박제순 등 을사오적이나 정미칠적 등에게 돌리고 이완용에게만 모든 공격이 쏟아지는 것에 분노하며 이완용 애국자론을 펼쳐서 논란을 일으켰다. 그의 이완용 피해자론, 이완용이 희생자라는 견해는 논란거리가 되었다.
그는 '이완용을 매국노라고 독언하지만 사람을 비판하는 것은 쉬우나, 국가의 위급이 존망한 때의 당면한 책임자를 선처하는 것은 지난한 일이다. 폭풍노도와 같은 대세를 항거하는 것은 불가능하다. 국난을 당하여 자살하는 자가 있을지라도 사상계의 자극은 될 지언정, 부국제민(扶國濟民)의 방도는 아니다. 하물며 관직을 사퇴하고 도피하는 것은 무책임한 자의 행동이다.'라며 이완용이 위기에 처한 상태에서 대신 악역을 자처했다고 변호했다. 또한 韓日倂合 때나 을사 보호 조약 이후 관직을 버리고 낙향한 사람들을 무책임한 사람들이라고 비난했다.
그는 '누구라도 이완용과 동일한 경우의 처지가 된다면 이완용 이상의 선처할 도리가 없을 것이다.'라며 이완용 등은 매국노가 아니라고 주장했다. 국가가 위기에 처했는데 '관직을 사퇴하고 도피하는 것은 무책임한 자의 행동' 밖에 안된다는 것이었다. 이는 을사 조약 때나 韓日倂合 이후 관직을 버렸던 일부 인사들, 그들을 양심적인 선비로 보고 존경하던 사람들과 언쟁꺼리가 되었다.

### 친일에 대한 소신
그는 자신이 민족 반역자는 아니라고 하였다. 독립 직후 그는 자신을 성토하는 여론에 대해 "나는 친일은 하였으나 민족 반역자는 아니다."라고 반박하였다. 일제 시대의 조선에 살던 사람들은 '본인이 원하든 원하지 않든 일본 제국의 신민이고 조선총독부의 국민일 수밖에 없었다'고 항변하였다. 그는 '독립운동 사상범으로 영어의 고초를 당한 자라고 해도 영어생활을 조선 내에서 체험한 자는 대개 일본 제국의 신민이었던 것이다.'고 하였다. 독립운동을 하다가 처벌을 당했더라도 그는 일본 제국의 국민으로 처벌받은 사실은 변함이 없다고 주장했다.
1953년경 박중양이 자신의 일기 일부를 지인에게 보냈는데 제2차 세계 대전 당시 일본 정치인들이 천황을 제대로 보필하지 못해 일본이 미국, 영국 등 연합국에 패배하게 되었다고 하였다. 그는 일본의 진주만 기습이나 미국과의 전쟁을 일본 정객들의 오판이라 생각했다. 그러나 자신의 충성심만은 변치 않았다고 하였다. 이는 1997년부터 1998년 일본 체류한 대구 출신 사학자 강태원에 의해 가쿠슈인 대학 우방문고에서 발견되었다.

### 조선총독부 통치에 대한 긍정론
박중양은 조선총독부의 통치를 비교적 공정했다고 봤다. 일제 시대에 대한 무조건적인 비난은 일본인에 대한 편견이라는 점과, 지역차별을 없앤 것을 내심 높이 평가했다. 특히 조선총독부가 통치하는 과정에서 평안도 출신에 대한 차별을 없앴다는 것을 높이 평가했다. 또한 그는 조선 왕조를 조선총독부 통치기와 비교하여 암흑기로도 평가했다.
그는 '정치의 개선과 인재 등용을 세인이 모두 아는 바이다. 정령에 이론에 편중하고 민중 생활에 불합리한 점은 없었으되, 대체 정치의 목표가 민생의 복리를 계획하는데 있고, 관공리 등은 일일이 시무가 위민정치를 집행하는 이외에 한 것이 전혀 없다.'며, 일제에 대한 비판은 일본인들에 대한 편견이 작용했음을 지적했다. '암흑시대 조선이 현대 조선으로 개신된 것은 세인이 모두 아는 바다. 조선인의 고혈을 흡취하였다고 일정시대를 비난하는 사람이 있지만 이는 정치의 연혁을 모르고 일본인만을 적대시한 데서 헛소리한 편견이다.'라고 지적했다.
그는 일제 통치에 대해 증오감이나 편견이 없이 평가해야 된다고 봤다. '염두의 증오지심이 있어서는 공정한 평론이 아니되는 것이다.' 그는 조선총독부 통치의 공정한 이유로 지역감정을 없앴다는 점을 들기도 했다. '일정시대에 인재 등용이 실시되어 이조시대의 차별을 받고 있던 평안도 출신도 도지사, 참여관 등에 등용되었다.'는 것이다. 조선총독부나 일제 통치기라고 해도 무조건 실력없는 인사를 채용해서 쓰지는 않았다는 것이 그의 지론이었다.
그는 여러 총독 가운데서도 특히 데라우치 마사다케(寺內正毅) 총독을 긍정적으로 봤다. 데라우치가 '조선인을 본위로 정치를 행하여 조선 말기의 암흑시대를 비교적 명랑하게 만들었고, 특히 관개사업을 추진하여 농업을 발달시켰다'고 평가하였다. 그는 '조선시대까지만 해도 넘쳐났던 지역감정이나 출신지 차별, 출신성분 차별을 배제하고 공개채용시험으로 인재를 등용한 점, 문벌과 학맥 등을 가리지 않고 선발한 점을 예로 들어 조선총독부 통치가 편파적인 통치가 아니라'고 항변하였다.

### 조선의 일본화
그는 '조선이 선진국 내지는 문명인으로 발전하려면 일본이 서양의 문물을 받아들여 개화하였듯 조선인들도 일본의 것을 받아들이는 방법 밖에 없다'고 보았다. 그의 친일행각에 대해서는 '대한매일신보'와 같은 언론에서도 다음과 같이 경고하였다.
"중양가절 말 말아라. 전무후무 비기수단(肥己手段) 대구성곽 구공해를 일시간에 팔아먹네. 애구(哀邱) 대구(大邱) 흥 …" (대한매일신보, 1909. 1. 16. '중양 타령')
그는 '비문명화된 조선의 문명 개화를 위해 일본인들이 협조, 지원해줄 것'을 당부했다. 그는 1908년 무렵 일본인들과의 한 모임에서 "이 땅의 한국인들이 희망하는 바는 귀국인들이 스승으로서 책임을 갖는 것"이라고 한 것처럼, 항상 일본인들의 우월성을 앞세웠다. 그리고 '조선인들도 일본인을 본받아 문명화와 개척 정신, 자립 정신, 호전성을 지녀야 된다'고 확신했다. 그는 조선인들의 '형식적인 위선과 무능력함'을 열등감처럼 여겼다.
박중양은 일본인이라고 무조건 우러러보지는 않았다. 작대기를 들고 다니던 그는 억울하게 투옥된 사람을 석방시키는가 하면 횡포를 부리던 일본인 관헌들을 작대기로 끌어내리거나 내리쳐서 호통을 치기도 했다. 그러나 그는 도지사와 중추원 참의와 칙임관대우였고, 조선총독부의 각별한 신뢰를 얻고 있었으므로 일본인 관헌들도 그를 함부로 다루지 못하였다.

### 이토 히로부미에 대한 존경심

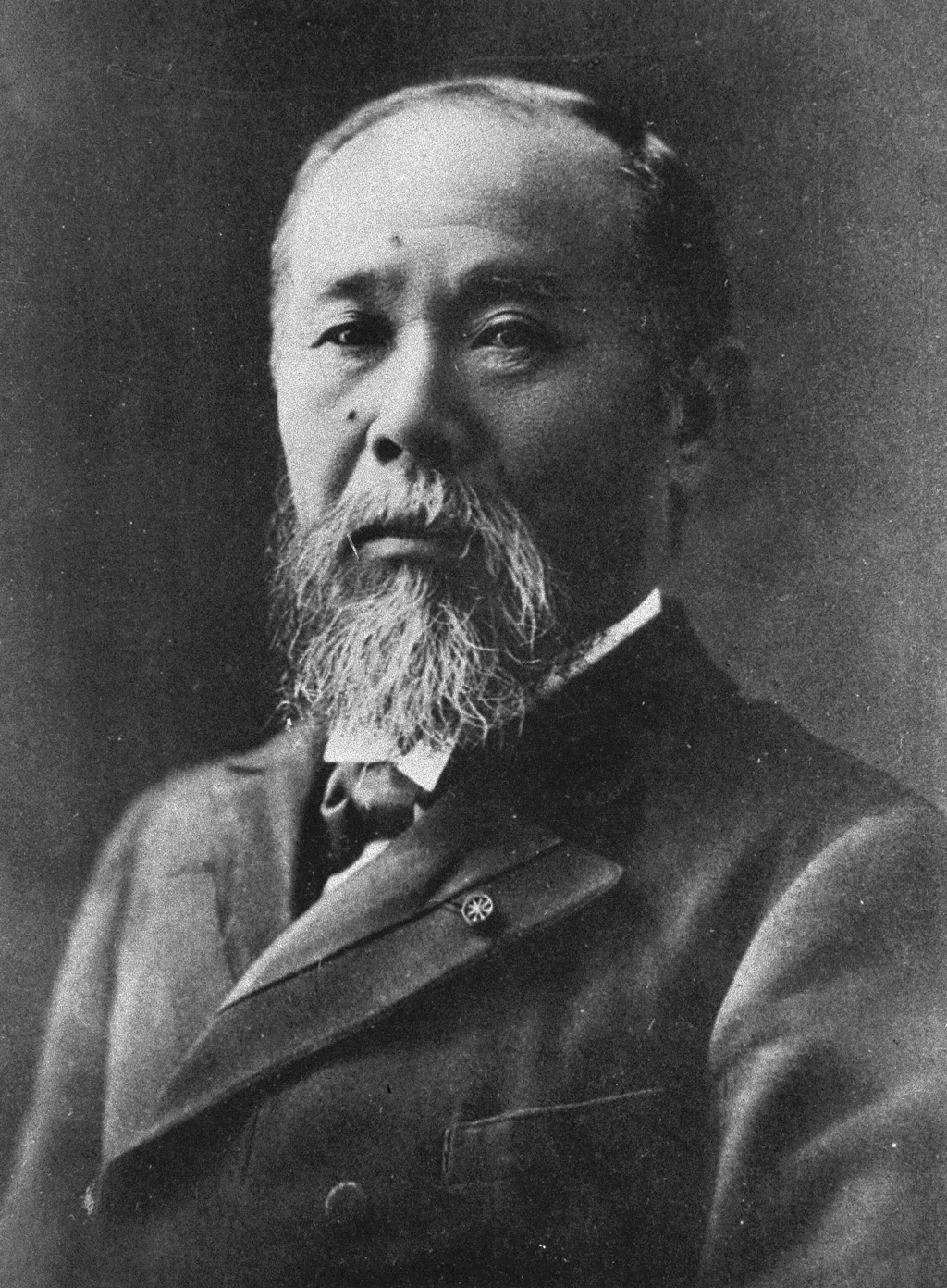
스승 이토 히로부미

박중양은 자신의 스승이기도 했던 이토 히로부미를 독립 이후에도 기억하면서 존경하였다. 그가 이토 히로부미를 존경하는 이유 중의 하나는 '사심과 욕심이 없는 점'을 들었다. '관직이나 부귀에 대한 애착이 없고, 자신의 관직을 다른 사람에게 양보한 점과 신설한 관직은 1차 시험 후에 다른 사람에게 양보한 것'이 그 이유였다. 그는 이토 히로부미를 부를 때 항상 '이등 공, 이등 선생님, 선생님'이라 칭하였다.
이토 부부는 일본과 조선을 내왕할 때는 어김없이 박중양을 데리고 다녔다고 한다. 어느 날 이토 부인이 바다에 빠져 몹시 위급해졌을 때, 박중양이 뛰어들어 그녀를 구해주었다고 한다. 따라서 이토가 박중양을 더욱 각별히 아끼게 되었다. 그는 이토 히로부미를 가까이서 봤다.
'이등박문은 세계적 위인이다. 공의 연구가 후진들에게 교훈이고 술자리 환담 때에도 쓸데없는 말이 없다. 이등박문은 일본에만 전유할 정치가가 아니다. 각국 역사책의 기록이 있을 것이다.'라고 평가했다. 그는 이토 히로부미가 술에 취해서도 '실수나 실언을 하지 않는 점'을 높이 보고 그를 인격자로 존경하게 되었다.
| “ | 메이지 유신 초기 폐번치현(번을 폐하고 현을 설치) 때 27세의 나이에 병거현령이 되고 국회 개설 초의 귀족원 의장, 궁내부 신설과 동시에 궁내대신, 내각 제도가 제정되면서 초대 총리 대신, 추밀원 설치 초의 추밀원 의장이고, 초대 한국통감이었다. 그는 현직에의 애착심이 없고 신설 관직을 1차 시험 후에 타인에게 전수한 것이 이등박문공의 방식이었다. | ” |

박중양은 이토 히로부미를 자신의 역할 모델로 존경했다. 그는 이토 히로부미가 '관직이나 부귀에 연연하지 않는 점'을 높이 샀다. '나는 이등공을 표본으로 하고 한국의 중흥을 이상으로 하였다. 국세가 주마적으로 급변하므로 내 사상이 수포로 돌아갔다. 대세를 역행할 수 없는 환경을 따라서 내 심상도 역시 변동하였다.'며 일본식 정책 추진의 실패를 아쉬워했다. 그는 한국이 독립된 뒤에도 오래도록 이토 히로부미를 인격자로 회상하였다. 이러한 그의 사상, 행동은 이토 히로부미를 을사 조약의 원흉으로 보던 당시 한국 사람들과 갈등하는 요인이 됐다.

### 한국인 韓日倂合 기여론
그는 독립 직후부터 韓日倂合이나 을사 조약의 원인이 '일제, 일본만의 잘못이 아니라 한국인들 역시 원인을 제공했다'고 주장하였다. 조선이 멸망한 원인 중에는 '왕에게 바른 말을 하는 사람이 없었다는 점'과 '당시 크고 작은 벼슬아치들 모두 부패하고 무능했으며 민생을 외면했다는 것'이다. 이는 일제의 악랄함에 의해 조선이 속수무책으로 당했다고 본 독립운동가 및 민족주의 역사가들의 견해를 정면 부정하는 것이어서 논란이 되었다. 그는 자신의 저서 술회에도 그와 같은 내용을 기록하였다. '정치의 부패와 국민들의 고통을 지금 70세 이상 되는 연로자는 모두 다 아는 바이다. 행락 매관이 공공연히 이를 행하였고, 대소 관리들의 민재 탐취가 강도와 다르지 않았다.'며 당시의 부패상을 지적했다.
그는 韓日倂合의 원인을 '무조건 일본인들만의 탓으로 돌리는 것은 피해망상에 불과하다'고 지적했다. 이어 '임금에게 직신(直臣)이 없고 궁중의 난잡은 백귀야행(百鬼夜行)이었다. 집정자는 자기 영달에만 몰두, 탐욕했고, 국정일비를 무관심하였다. 고위 고관자는 자기의 이해득실에만 타등하고, 백성들은 죽든지 살든지 아불관어(무관심)하였다.'는 점도 지적했다. 박중양은 '韓日倂合의 책임을 외부에서만 찾는 것은 일시적인 자기 위안'이라며 비판하였다. 그는 '한국의 쇠망은 그 원인이 적년요정(積年要政, 매년 쌓은 정치의 잘못)에 있었지 일조일석에 있지 않았다. 한국을 쇠망케 한 자는 한국인 누구누구였겠는가.'라며 한국 내부의 잘못도 존재함을 역설하였다.

### 현실주의
그는 일제 시대 당시 조선에 있었던 사람은 모두 황국신민이라고 규정했다. 일제 시대 당시 '국내에 있던 국민들은 모두 일본 국적을 가진 일본 국적자였고, 이 사실을 부정하는 것은 구차한 변명'이라며 조롱했다.
그는 '해외에 망명했다가 한국이 독립된 후 귀국한 인사들 외에 3.1 운동 당시의 일을 운운할 자격이 없다.'고 하였다. 또한 그는 '독립운동 사상범으로 영어의 고초를 당한 자라고 해도 영어생활을 조선 내에서 체험한 자는 대개 일본 제국의 신민이었던 것이다.'고 하였다. 비록 독립운동을 하다 처벌을 받았지만 일본 영토 내에서 일본의 신민 자격으로 처벌받은 것이라고 했다. 그는 일제 시대 당시 일본 치하에 있던 사람들이 일본 국적, 일본의 백성임을 부정한다 해서 일본 국적자였던 사실이 사라지는 것은 아니라고 봤다.
그는 3.1절 기념행사 참석자 중에 '일정 시대에 관공서 공무원이었던 사람의 연설'을 보고 조롱하였다. 상황 따라 변신하고 변절한다는 것이 이유였다. 그는 이를 두고 '시세 변천을 따라서 그렇게 된 것이지만 활계희극의 광경'이라고 조롱하였다.

### 성실성
1949년 그가 반민특위에 체포되었을 때, 그가 대한제국 말기부터 당시까지 써온 일기장들이 발견되었다. 반민특위의 조사관들도 압수한 물건들 중 그의 일기를 보고 성실성을 높이 평가하기도 했다. 그에 의하면 '한 가지 감탄한 것은 그의 집에서 압수해 온 증거품 중에 일기장이 무려 20여 상자나 되었다. 반민특위 수사관들은 이를 전부를 읽어보지는 못했지만 대강 들추어 보았는데 그 속엔 일자무식, 돈 한푼 없이 일본으로 건너간 박중양이 살아온 역사가 그대로 적혀 있었다.'고 한다. 1949년 1월초 반민특위 대구지부에 연행되어 온 전날까지 그는 '수십 년 간 하루도 빼놓지 않고 일기를 써온 것 같았다. 그리고 그것도 모두 정자로. 나는 그가 비록 친일반민족행위자였지만 그의 성공 이면에는 피나는 노력이 있었구나 하는 생각이 들었다.'고 평하기도 했다. 그는 일본에 유학중이던 어느 때부터 반민특위에 검거되기 전날까지 일기를 썼다.

## 가족 관계
그는 시인 이상화, 이상정, 이상백의 가문과도 인척 관계를 형성했다. 이상화, 이상정, 이상백의 큰아버지인 이일우 집안과 사돈관계였기 때문이다.
- 증조부 : 박행묵(朴行默, 1769년 1월 3일 - 1847년 5월 24일)
- 증조모 : 청송심씨(靑松沈氏, 1768년 10월 23일 - 1841년 10월 21일)
- 할아버지 : 박기숙(朴基肅+心, 1800년 3월 7일 - 1849년 8월 11일)
- 할머니 : 무안김씨(務安金氏, 1804년 5월 12일 - 1851년 3월 11일)
  - 백부 : 박주호(朴周鎬)
  - 아버지 : 박정호(朴鼎鎬, 1840년 - 1892년 9월 22일)
  - 어머니 : 전주이씨(全州李氏, 1845년 4월 21일 - 1929년 7월 12일)
    - 형 : 박원양(朴元陽, 생몰년 미상)
    - 동생 : 박수양(朴秀陽, 1876년 - 1913년 5월 5일, 단오일에 경성부에 갔다가 적리병에 감염되어 갑자기 쓰러져 사망했다.[157])
    - 동생 : 박계양(朴季陽, 1877년 - 1925년 5월 10일)
    - 제수 : 홍씨(洪氏, 1875년 - 1962년 4월 29일)
      - 조카 : 이름 미상, 요절
      - 조카 : 박정웅(朴正雄, 다른 이름은 순정(淳正), 정순(正純), 1910년 3월 25일 - ?)
      - 질부 : 김해김씨(金海金氏, 1911년 8월 26일 - ?), 김병주(金炳柱)의 딸
        - 종손 : 박인정(朴仁楨, 1933년 12월 18일 - )
        - 종손녀 : 박씨(朴氏)
        - 종손녀사위 : 허보근(許寶瑾, 본관은 김해(金海))
        - 종손녀 : 박씨(朴氏)
        - 종손녀사위 : 이팔영(李八榮, 본관은 전주(全州))

  - 사돈 : 양재형(梁在亨)
  - 사돈 : 이일우(李一雨, 호는 소남(小南), 1870년 ~ 1936년), 독립운동가 이상정, 시인 겸 작가 이상화, 독립운동가 겸 체육인 이상백의 큰아버지, 독립운동가 권기옥의 시백부, 군인 박창암의 처조부

- 부인(정실) : 김옥경 
  - 아들 : 박문웅(朴文雄, 다른 이름은 순성(淳聖), 1890년 12월 7일 - 1959년 8월 14일)
  - 며느리 : 이름 미상
  - 며느리 : 남원양씨(南原梁氏, 1907년 8월 11일 - ?), 양재형(梁在亨)의 딸
    - 손녀 : 박씨(朴氏)
    - 손녀사위 : 노영달(盧榮達, 본관은 상주(尙州))
    - 손녀 : 박부남(朴富南, 1932년 ~ 2018년 1월 11일), 소아과 의사
    - 손녀사위 : 이열희(李烈熙, 본관은 경주(慶州)), 치과의사
    - 손자 : 박승효(朴勝孝, 다른 이름은 세정(世楨), 1933년 8월 1일 - )
    - 손자며느리 : 양근함씨(陽根咸氏, 1937년 11월 11일 - ), 함승호(咸升鎬)의 딸
      - 증손자 : 박영목(朴永睦, 다른 이름은 병훈(炳薰), 1964년 12월 1일 - )
      - 증손사 : 박정목(朴正睦, 다른 이름은 병준(炳俊), 1967년 3월 17일 - )

  - 아들 : 박무웅(朴武雄, 생몰년 미상)
  - 아들 : 이름 미상
    - 손녀 : 박두순(朴斗順)

  - 아들 : 이름 미상
  - 딸 : 박씨(朴氏)
  - 딸 : 박씨(朴氏)
  - 딸 : 박금희, 신명여자고등학교에서 가정과목 교사를 역임했다. 대구의 모 메리야스기계 회사 사장 이모와 결혼했다.
- 첩실: 일본 여자, 야마다(1909년 - ?)
  - 딸 : 박정자(朴政子, 1936년[158] - )

## 외모
그는 화려한 경력의 관리로 출세하였는데, 그럴 수 있었던 것은 잘 생긴 외모와 뛰어난 일본어 실력 때문이었다.

## 평가와 비판
그는 중추원 참의까지 지냈던 인물로 일본인들까지도 그를 함부로 괄시하지 못하였다. 또한 '맹목적인 친일파는 아니었다'는 시각도 있다. 객기가 넘치는 사나이로 거리낌 없이 할말은 하였다는 평도 있다.

### 긍정적 평가
대구물어에 의하면 그는 '사람됨됨이가 솔직하다'는 평가를 받았다고 한다.
가난한 사람을 도와준 의인 또는 일본 경찰을 혼내준 기개 또는 배경을 높이 평가받았다. 한편 "대구를 근대도시의 공간구조로 발전시킨 선각자"라는 시각도 있다. 일제 시대 당시 그의 근무성적 평가표에 의하면 "예민하고 호방해서 작은 일에 구애되지 않음. 퇴관한 후에도 후배의 지도에 진력하고 혹은 공공적인 방면에도 공헌함. 부근 사람으로부터 자애로운 아버지와 같이 존경받고 있음. 일찍이 이토 히로부미와 기타 총독부 대관들로부터도 역량과 수완, 탁월한 식견을 인정받아 중요시되어 “비상한 시기에 즈음해서 진실로 믿어서 보람있는 인물은 지사급으로는 朴重陽이었다"고 한다. 조선총독부의 조선공로자연감 427페이지에 수록된 인물평에도 박중양은 "예민하고 호방해서 작은 일에 구애되지 않음. 퇴관한 후에도 후배의 지도에 진력하고 혹은 공공적인 방면에도 공헌함. 부근 사람으로부터 자애로운 아버지와 같이 존경받고 있음. 일찍이 伊藤와 기타 총독부 대관들로부터도 역량과 수완, 탁월한 식견을 인정받아 중요시되어 "비상한 시기에 즈음해서 진실로 믿어서 보람있는 인물은 지사급으로는 朴重陽이었다"라고" 기록되었다.
이토 히로부미에게서 수학한 점, 대구 읍성을 철거하여 일본 상권의 대구 진출을 도와주는 격이 되었던 점 등이 비난의 대상이 되었다. 또한 3.1 운동을 부정적으로 보고 만세만 부른다고 문제가 해결되는 것은 아니라는 발언 때문에 비난받아왔지만 이 부분에 대해서는 논란의 여지가 존재하고 있다.
시인 조지훈은 '그가 친일파로 지목되었지만 변절자가 아니라'고 했다. 조지훈은 자신의 글 지조론에서 "최명길은 변절의 사가 아니요, 남다른 신념이 한층 강했던 이였음을 알 수 있다. 또, 누가 박중양, 문명기 등 허다한 친일파를 변절자라고 욕했는가. 그 사람들은 비난을 받기 이하의 더러운 친일파로 타기(唾棄)되기는 하였지만 변절자는 아니다."라는 평을 내리기도 했다.

### 부정적 평가
한 반민특위 조사관은 그를 완벽한 일본인이라고 하였다. 그는 '박중양은 몸은 비록 한국인이었으나 마음과 행동은 완전히 일본인이었다. 개과천선이고, 반성이고 기대할 수 없는 사람이었다.'라고 평하였다.
한편 사사로이 탐욕을 부렸다는 비판도 있다. 대구 군수 겸 경북 관찰사서리가 된 그가 대구성 및 객사를 철거하여 일본인의 이익을 대변하고, 권력을 악용해 몇몇 지역유지들을 동원해 사사로이 군청을 만들어 대구 지방민에 대한 탐학을 저질렀다는 것이다. '해방 후 반민특위에 체포되어 며칠간 감옥살이를 했을 뿐 곧 풀려나 잘 먹고 잘 살다간 친일파의 전형이었다'는 비판도 있다.

## 기타
영남제일관은 1906년 일제가 민족정기 말살과 도로개설을 빌미로 박중양의 주도로 대구읍성을 헐어버리면서 동문이었던 동성로의 진동문, 북성로의 공북문, 서성로의 달서문과 함께 역사의 뒤안길로 사라졌다. - 도대체 500년동안 뻘짓거리 한 민족이 정기라는게 있는 건지 그 정기라는게 무엇인지 알수가 없다.
성균관대학교 강사 김일수는 박중양이 대한제국 내무부의 명을 어기면서 대구읍성을 해체한 배경에 대해 “박중양은 대구군수로 부임했을 당시 대구 읍성을 파괴하고 그 자리에 일본인 상인들이 마음 놓고 장사를 할 수 있도록 했다”며 “이 같은 일을 쉽게 추진할 수 있었던 것은 일제라는 뒷 배경이 있었기 때문에 가능했을 것”이라고 보았다.
박중양은 난초 그리기와 고미술품과 예술품 수집을 취미로 삼기도 했다. 한말의 문필가 석재 서병오(石齋 徐丙五)에게 박중양이 그림 한 폭을 청하자, 서병오는 "당신 같이 지체 높은 분은 일본 화가들에게 얼마든지 받을 수 있을텐데 하필이면 나한테 받으려 하느냐"면서 거절했다고 한다. 1949년 무렵의 그의 집에는 기자조선시대의 정전법을 그린 병풍과 충무공의 거북선을 그린 병풍이 있었다.
그는 자신의 어머니 초상화를 그리러 온 대구의 중학교 미술교사 김진용에게 최제우가 참형당하던 광경을 증언하기도 했다. 김진용에 의하면 "박씨와 대화를 나누면서 (그가) 남문 밖 관덕정 건물이 있는 사진을 가리키며, 1864년 3월 10일에 최수운 선생의 참형을 당하시던 광경의 설명을 들었습니다. 그 당시 경상감사 서헌순의 지시 아래 형집행하는 과정에서 선생의 영적에 의하여 곡절이 계속되다가 선생께서 청수를 뫼셔오라 하시고 묵념하시고 나서 형을 받았다고 하는 이야기를 박중양에게서 들었던 것입니다."라고 하였다. 박중양은 김진용에게 관덕당 사진을 가리키며 그곳이 수운 최제우의 처형지라고 지목하였다.
집사, 메이드 등 소유한 하인의 수는 70명이었다.
선조들의 묘소 일부는 동생 박계양 내외의 묘가 있는 경기도 양주군 주내면 아미타불고개(현 의정부시 금오동 아미타불모퉁이 부락)와 양주군 주내면 남방리(현 양주시 남방동)으로 분산 이장되었다.

### 성품
- 1949년 3월 1일 그를 인터뷰한 건국공론사의 한 기자에 의하면 당시 '70이 훨씬 넘은 노인인데도 언조에나 눈매에는 아직도 정기가 흐르며 매우 잘생겼다'고 했다.[164]

- 독립 후 그는 권모술수에 능한 인물로 묘사되었으나 사람됨이 솔직하였다 한다. 이토 히로부미(伊藤博文)의 제자가 되어 가르침을 받았고 사제(師弟)의 입장으로 조선인 출신의 배정자(裵貞子)를 사저(師姐)로 섬겼다.

- 객관적이고 합리적이었으며 '조선인의 미개성'을 수시로 지적, 질타하였다.

### 선화당 측우기

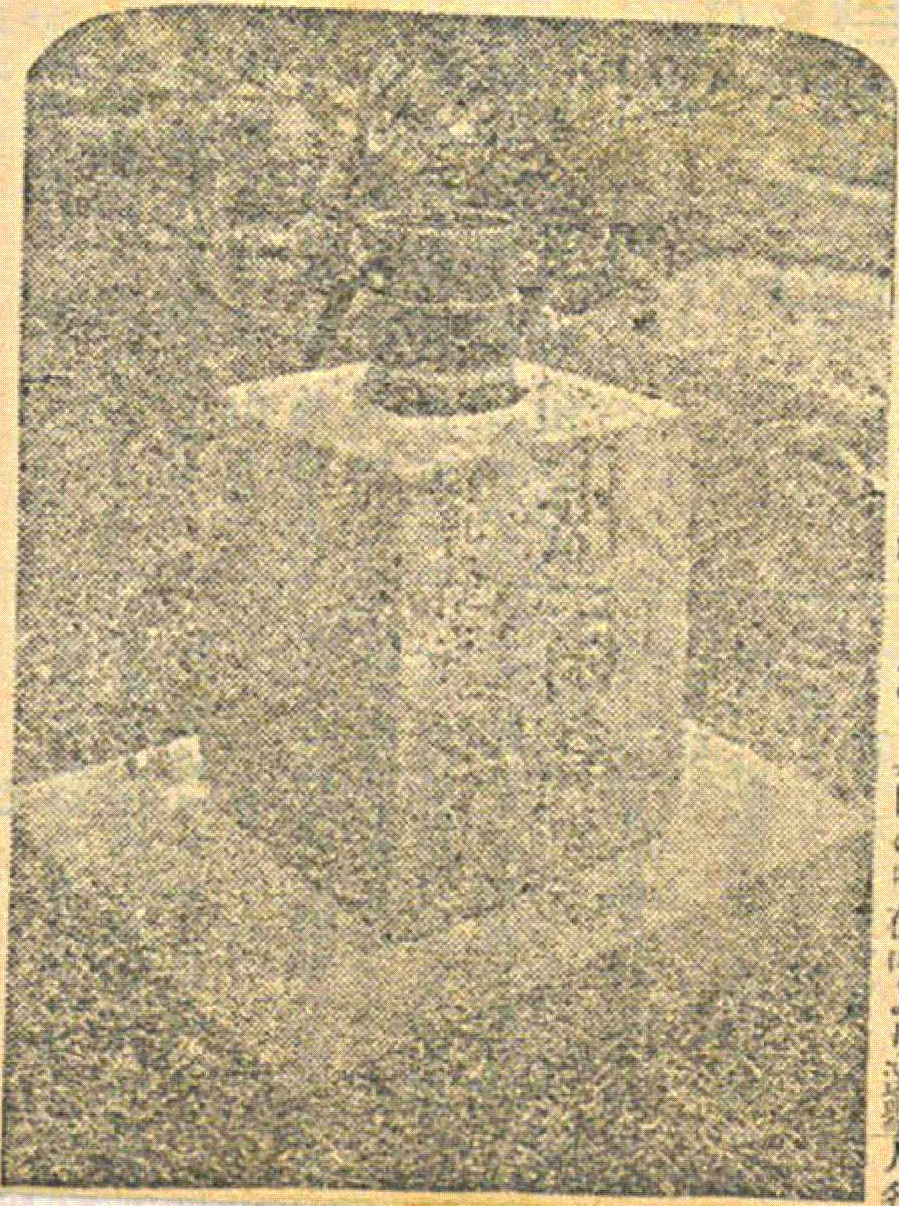
대구 선화당에 있던 선화당 측우기

그는 조선총독부의 지시로 대구 선화당(宣化堂) 앞뜰에 있던 선화당측우기와 측우대를 인천관측소에 인계하였다. 그러나 그가 일본인 와다 유지에게 주고, 와다 유지가 조선총독부 인천관측소로 옮겼다고도 한다.
박중양으로부터 와다 유지가 받은 것으로서, 와다는 이것을 조선총독부 인천관측소의 뜰에 한 동안 두었다 한다.

### 대구 선교박물관의 기초
그는 조정의 허락도 없이 대구읍성을 헐어 냈는데, 선교사들이 이 돌들 중 일부를 옮겨와 집짓는 데에 활용했다. 박중양은 선교사들에게는 무료로 돌을 가져가되 1인당 10개 이상은 가져갈 수 없도록 제한을 두었다.
선교사들은 대구읍성에서 해체된 석재와 목재들을 가져다가 선교사 사택의 재료로 사용하였다. 대구 선교사 사택은 지붕은 한식기와를 이은 박공지붕이었으나 함석으로 개조되었다 다시 한식기와로 보수했다. 동산의료원 근처에 세워 1910년에 완공된 이 건물은 기독교선교사 사택으로 이용되다가 후일 선교박물관이 되었다.

### 기타
동리 청년 30여명이 동리에서 무섭다고 소문난 박작대기(박중양)의 사과 과수원에서 박중양에게 잡히지 않고 사과 많이 따오기를 내기로 걸었다. 또 가장 많이 따온 사람을 평생 청년회비를 면제해 준다는 조건도 내세웠다. 청년들은 매일 밤, 새벽에 몰래 박중양의 사과 비닐 하우스에 들어가 사과를 서리하였다. 청년회원 중 한 명이 박중양의 과수원에 들어가 사과 한개를 따다가 들켰다.
박중양은 여태 사라진 사과가 1백 박스 정도 되는데 모두 네가 한 짓인가. 이놈 잘 잡혔다고 타박했다. 다른 청년들은 사과 1포대에서 6포대 이상을 훔쳤는데 자신은 1개 따고 1백 박스 값을 물어내게 되자 항변하였다. 다른 애들은 사과 20~30박스 정도 훔친 애들도 있는데 왜 사과 1개만 딴 나를 잡느냐 하자, 박중양은 청년이 사냥을 하는가 여부를 물었다.
| “ | 너 사냥 할줄 알지? 그럼 너는 산에 있는 짐승을 전부 잡을 수 있냐? 잡힌 짐승만 불쌍한 거야. | ” |

사냥을 잘 할것 같았던 청년은 실제 포수였다.
많은 재산과 노예를 보유했으며 착용한 바쉐론 콘스탄틴 시계는 조선에서 가장 고가였다.

## 박중양을 연기한 배우
- 정진 - 1981년 《제1공화국》 MBC 드라마
- ? - 1984년 《독립문》KBS 드라마
- 채문호 - 2015년《기적소리》 뮤지컬

## 같이 보기
| - 3·1 운동 - 독립협회 - 자제단 - 사회 계약론 - 경술국적 - 정미칠적 - 을사오적 - 반민특위 - 대구읍성 - 이완용 - 박제순 - 윤치호 - 서재필 - 박정양 - 이상재 - 이승만 - 함태영 - 배정자 - 윤치오 - 김옥균 - 안경수 - 최린 - 김윤정 - 김홍집 - 이시영 - 이진호 | - 러일전쟁 - 만민 공동회 - 을사 보호 조약 - 이토 히로부미 - 후쿠자와 유키치 - 이노우에 가오루 - 박영효 - 서광범 - 김옥균 - 안경수 - 김규식 - 나혜석 - 박정양 - 박원양 - 양기탁 - 윤웅렬 - 윤필오 - 이상재 - 이시영 - 이동녕 - 윤치영 - 허정숙 - 홍영식 - 김윤식 - 박영교 - 서재창 | - 일소대 - 이노우에 가오루 - 영친왕 - 박문웅 - 박영교 - 이완용 - 안창호 - 유길준 - 이광수 - 이동녕 - 이동휘 - 장덕수 - 이준용 - 김성수 - 송진우 - 허정 |

## 참고 자료
- 역사학자 48인 공저, 《영남을 알면 한국사가 보인다》(푸른역사, 2005)
- 정재용, 《빙이화 (상·하)》 (한솜 미디어, 2009)
- 김용진, 〈김용진의 대구이야기 1〉 매일정보 1991년 9월 27일자
- 김용진, 〈김용진의 대구이야기 2〉 매일정보 1991년 10월 4일자
- 김용진, 〈김용진의 대구이야기 3〉 매일정보 1991년 10월 11일자
- 강준만, 《권력변환: 한국언론117년사, 1883-2000》 (인물과사상사, 2000)

- "순종 남행이 박중양의 정치적 입지 높여" 데일리안 2010.01.30
- 반민족문제연구소 (1993년 2월 1일). 〈박중양 : 3.1운동 진압 직접 지휘한 대표적 친일파 (김도형)〉. 《친일파 99인 1》. 서울: 돌베개. ISBN 978-89-7199-011-7. |id=에 templatestyles stripmarker가 있음(위치 1) (도움말)
- 업코리아 2007년 8월 13일자
- 친일재산 국가귀속 결정 내려진 박중양의 땅 연합뉴스 2007-08-13
- 권영배 (2004년 3월 30일). “[역사속의 영남사람들 .11] 박중양 - 그의 눈엔 日만 있었고 민족은 없었다”. 영남일보. 2007년 10월 22일에 확인함.
- 김종욱, 《대구 이야기》(북랜드, 2010)
- 허종, 《반민특위의 조직과 활동: 친일파 청산, 그 좌절의 역사》 (도서출판 선인, 2003)

## 관련 서적
- 박은경, 《일제하 조선인관료 연구》 (학민사, 1999)
- 상희구, 《대구》 (도서출판 황금알, 2012)
- 정재용, 《빙이화 (상·하)》 (한솜 미디어, 2009)
- 역사학자 48인 공저, 《영남을 알면 한국사가 보인다》(푸른역사, 2005)
- 박지동, 《한국 언론 실증사:외세와 친일파의 민중 침탈과 진실 왜곡의 실상, 1권》 (도서출판 아침, 2008)
- 황현, 《역주매천야록 (하)》(임형택 역, 문학과 지성사, 2005)
- 반민족문제연구소, 《친일파 99인 1》 (돌베개, 2002)
- 이용선, 《조선최강상인 3불세출》 (동서문화사, 2002)
- 강준만, 《권력변환: 한국언론117년사, 1883-2000》 (인물과사상사, 2000)
- 허종, 《반민특위의 조직과 활동:친일파 청산, 그 좌절의 역사》 (도서출판 선인, 2003)
- 대구향토문화연구소, 《경상감영4백년사》 (대구향토문화연구소, 1998)
- 사단법인호국정신선양회, 《환단지 19》 (사단법인호국정신선양회, 1995)
- 임종국, 반민족문제연구소, 《친일, 그 과거 와 현재》 (아세아문화사, 1994)
- 임종국, 《실록 친일파》 (돌베개, 1991)
- 국사편찬위원회 편, 《대한제국관원이력서》 (국사편찬위원회 옮김, 탐구당, 1971)
- 대구직할시 중구, 《달구벌의 맥》 (대구직할시 중구, 1990)
- 조성오, 《우리 역사 이야기 3》 (돌베개, 1993)
- 철도청, 《한국철도100년사》 (철도청, 1999)
- 최용섭, 《조선의 암흑상인 3,4》 (최용섭, 로크미디어, 2014)
- 김도형 외, 《근대 대구 경북 49인:그들에게 민족은 무엇인가》 (도서출판 혜안, 1999)
- 기록문학회, 《부끄러운 문화 답사기》 (실천문학, 1997)
- 가람기획 편집부, 《반민특위: 발족에서 와해까지》 (가람기획, 1995)
- 반민족문제연구소, 《친일파 99인: 분야별 주요 인물의 친일 이력서, 1권》 (돌베개, 1993)
- 민족경제연구소, 《친일파 군상》 (삼성출판사, 1948)
- 조선인사흥신록편찬부, 《조선인사 흥신록》 (조선신문사, 1935)